# Séville
Pour les articles homonymes, voir Seville.
Séville (en espagnol : Sevilla) est une ville du Sud de l'Espagne, capitale de la province de Séville et de la communauté autonome d'Andalousie.
Quatrième ville du pays, elle accueille une population de 684 164 habitants en 2023, sur un total de 1 535 379 habitants dans son unité urbaine. Située au centre d'une riche région agricole, traversée par le fleuve Guadalquivir et connectée à un important réseau de communication, la cité est le cœur économique, politique et culturel de l’Andalousie, et constitue l’une des plus importantes villes du pays ainsi que de l'Europe du Sud.
C’est également une ville au passé prestigieux, dotée d'un patrimoine artistique d’une grande richesse, ce qui en fait une des destinations touristiques les plus prisées d’Europe. Ses monuments, les nombreux artistes qui y sont nés ou y ont œuvré, son histoire glorieuse, ses fêtes traditionnelles, ainsi que son climat et sa gastronomie, contribuent à sa renommée.

## Géographie

Représentations cartographiques de la commune
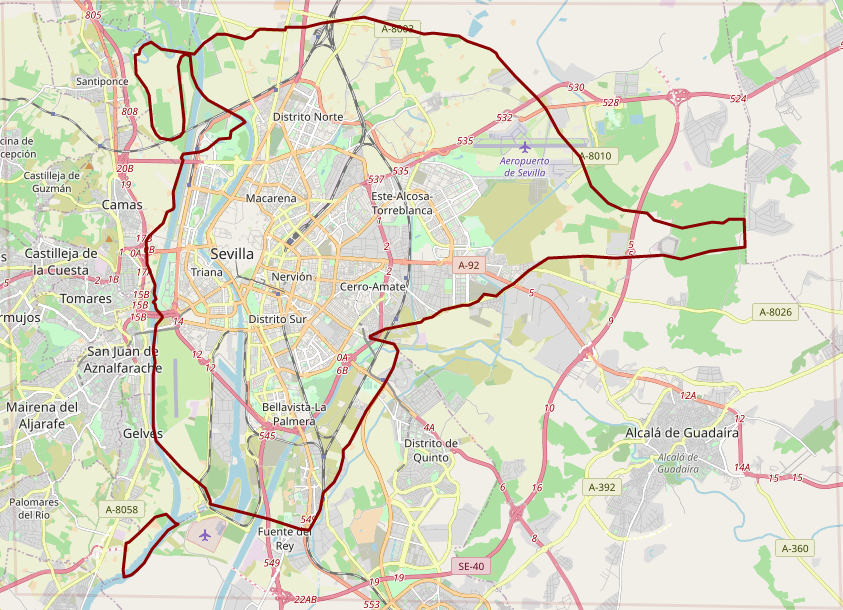
Carte OpenStreetMap.
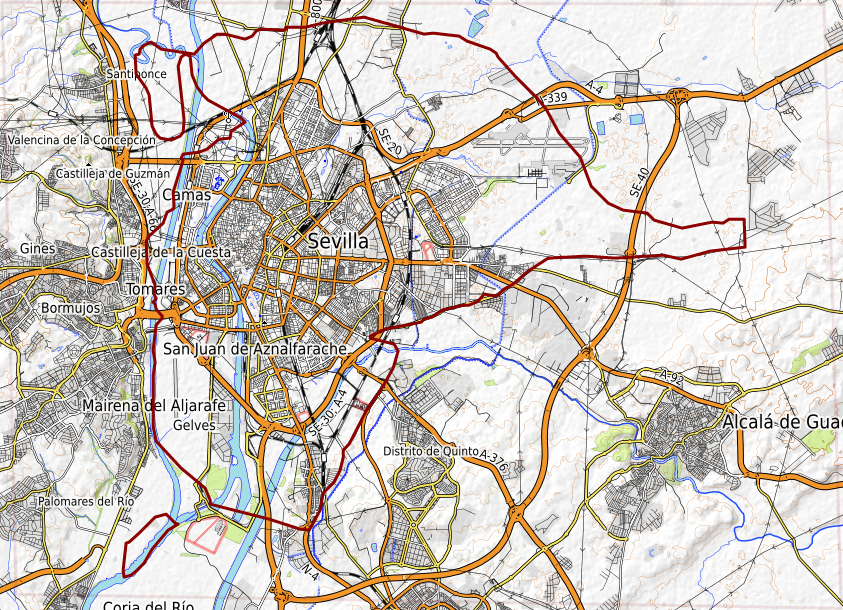
Carte topographique.

### Situation
Située dans le Sud-Ouest de l'Espagne, au cœur d'une dépression qui s'étend de Cordoue à l'océan Atlantique, Séville bénéficie d'un emplacement privilégié, largement ouvert vers l'extérieur et qui s'appuie sur deux caractéristiques géographiques majeures.
D'une part, la cité est traversée par le Guadalquivir, navigable jusqu’à la capitale andalouse. Le fleuve offre aux navires de commerces une liaison direct entre l'océan, distant de  70 km, et le port de Séville, le seul port fluvial espagnol majeur. La ville s'est construite autour du fleuve, et a connu son apogée au moment de la constitution de l'Empire espagnol. Depuis 1948, le Guadalquivir contourne la ville par l'ouest pour éviter les inondations. Le cours d'eau qui traverse Séville, et sur lequel se trouve le port fluvial, est une darse, appelée canal Alphonse-XIII.
D'autre part, Séville domine la vega (plaine) du Guadalquivir, la Campiña sevillana. Cette vaste étendue de plaines légèrement ondulées est exploitée depuis des siècles pour sa fertilité qui a contribué à la richesse de la ville. Cultures céréalières, maraîchères, oléicoles, ou encore élevage de bétail (toros bravos notamment), n'ont cessé d'être développés sur ces terres qui continuent à faire vivre la région.
Cette position enviable offre à Séville une franche ouverture vers les régions limitrophes, sur lesquelles s'étend son influence : l’Aljarafe, l'Alcor et les sierras nord et sud de la province.
La ville, desservie par un réseau de communications dense, se trouve à 125 km de Cadix, 140 km de Cordoue, 219 km de Malaga, 250 km de Grenade, 541 km de Madrid et 1 046 km de Barcelone.

### Climat

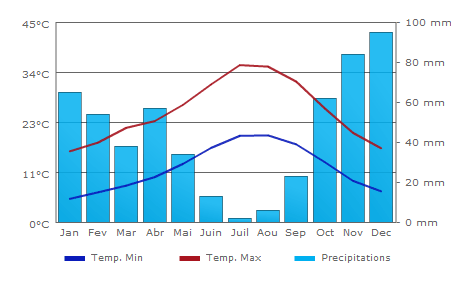
Climat de Séville.

Située dans le Sud de l'Espagne, non loin du continent africain, Séville bénéficie d'un climat très nettement méditerranéen, tout en subissant des influences continentales.
Sa position modérément éloignée des côtes, dans la vaste plaine du Guadalquivir, lui permet de jouir d'un climat relativement doux et clément tout au long de l'année. La température moyenne annuelle s'établit à 19,2 °C (minimales :13,0 °C ; maximales :+25,4 °C). Néanmoins, Séville connaît des étés particulièrement longs et torrides, avec des températures maximales moyennes atteignant ou dépassant les 25 °C de mai à octobre. 
Séville est l'une des villes les plus chaudes et sèches du pays, suivie par Murcie, Saragosse et Madrid. 
Les pics de températures sont atteints entre juin et septembre, à une période où le mercure dépasse ou atteint constamment la barre des 30 °C, voire plus avec une température minimale de 20 °C. Le maximum enregistré est de 46,6 °C, tandis que le minimum est de −5,5 °C.
L’ensoleillement est l’un des plus élevés du pays, avec une durée de plus de 3 000 heures par an. Les gelées sont très rares par rapport à Grenade, à plus de 700 m d'altitude.
Une température de 44,8 °C a été relevée le 5 septembre 2016 à la station de Sevilla San Pablo, ce qui constitue un nouveau record mensuel, l'ancien record de 42,6 °C ayant été pulvérisé de plus de 2 °C.
Le régime pluviométrique de la capitale andalouse correspond également à celui d'un climat méditerranéen, avec 538,8 mm en moyenne par an. Néanmoins on compte 50,5 jours de pluie par an. Les précipitations se concentrent sur la période d'octobre à avril avec en décembre 7,5 jours de pluie. Les chutes de pluie sont en revanche quasiment nulles au cœur de l'été : on compte 0,2 jour de pluie en juillet et 0,5 en août.
La neige est un phénomène exceptionnel en ville. Le 10 janvier 2010, après 56 ans sans chutes de neige, elle recouvre la ville et ses alentours, avec moins d’intensité qu’à l’occasion précédente, le 2 février 1954.
| Mois                              | jan.  | fév.  | mars | avril | mai   | juin  | jui.  | août  | sep.  | oct.  | nov.  | déc.  | année   |
| --------------------------------- | ----- | ----- | ---- | ----- | ----- | ----- | ----- | ----- | ----- | ----- | ----- | ----- | ------- |
| Température minimale moyenne (°C) | 5,7   | 7     | 9,2  | 11,1  | 14,2  | 18    | 20,3  | 20,4  | 18,2  | 14,4  | 10    | 7,3   | 13      |
| Température moyenne (°C)          | 10,9  | 12,5  | 15,6 | 17,3  | 20,7  | 25,1  | 28,2  | 27,9  | 25    | 20,2  | 15,1  | 11,9  | 19,2    |
| Température maximale moyenne (°C) | 16    | 18,1  | 21,9 | 23,4  | 27,2  | 32,2  | 36    | 35,5  | 31,7  | 26    | 20,2  | 16,6  | 25,4    |
| Record de froid (°C)              | −4,4  | −5,5  | −2   | 1     | 3,8   | 8,4   | 11,4  | 12    | 8,6   | 2     | −1,4  | −4,8  | −5,5    |
| Record de chaleur (°C)            | 24,2  | 28    | 30,8 | 36,9  | 40,8  | 45,2  | 46,6  | 45,9  | 44,8  | 36,6  | 31,2  | 24,5  | 46,6    |
| Ensoleillement (h)                | 182,9 | 189,1 | 220  | 237,7 | 292,6 | 317,2 | 354,4 | 328,1 | 243,8 | 216,5 | 181,2 | 153,9 | 2 917,4 |
| Précipitations (mm)               | 65,7  | 49,9  | 35,8 | 54    | 30,5  | 9,9   | 2,4   | 5,3   | 26,9  | 68,3  | 91,1  | 99    | 538,8   |

## Étymologie, devise, blason
Le nom de Sevilla provient du toponyme ibère I-Spal (Isfân en carthaginois a donné l'Hispania romaine, l'Isfâniya arabe, Espana médiévale) romanisé sous la forme Hispalis, devenu ichbillia Isbaliya/Isbiliya/Ishbalyia/Isbilyia au VIIIe siècle.
La devise de Séville est « NO 8 DO ». Le 8 représente ici un écheveau de laine, madeja en espagnol. La phrase se lit donc : no madeja do, contraction de No me ha dejado (« elle ne m’a pas laissé »). Cette formule fait référence au roi Alphonse X le Sage, lequel, chassé du pouvoir par son fils Sanche, futur Sanche IV, en 1282, se réfugie à Séville, l’une des très rares villes de sa couronne à lui être restées fidèles face à son fils rebelle. Il y meurt en 1284. Cette devise figure sur le drapeau municipal.
Le blason, quant à lui, représente le roi Ferdinand III de Castille, conquérant de la ville en 1248, entouré de saint Isidore et de son frère saint Léandre qui furent tous deux archevêques de Séville aux VIe et VIIe siècles. La devise de la cité figure au bas du blason.

## Histoire

### L'Antiquité

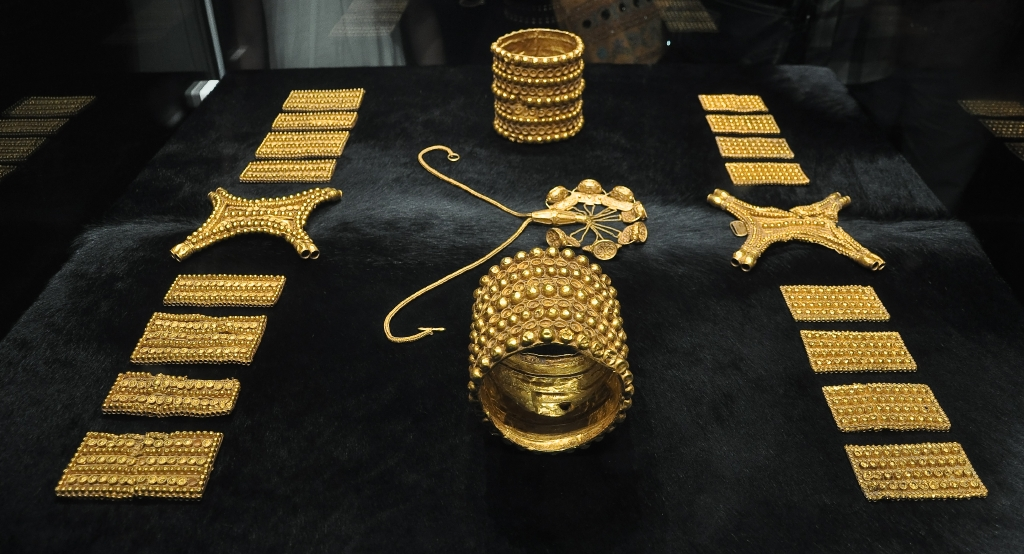
Trésor du Carambolo, appartenant à la civilisation indigène tartessienne.

Selon la légende, Séville est fondée par les Tartessiens autour du VIIIe siècle av. J.-C., sous le nom de Ispal ou Spal (selon les sources latines). Le premier site de peuplement stable a été localisé au bord du Guadalquivir, sur un petit promontoire, aujourd’hui connu sous le nom de Cuesta del Rosario. C’est à cet endroit que le fleuve cesse d’être navigable pour les grandes embarcations.
La ville est ensuite peuplée par les Phéniciens et les Grecs.
Séville se retrouve au cœur de la deuxième guerre punique : les Carthaginois s'en emparent en -216. La bataille d'Ilipa permet aux Romains de la conquérir en -206.
La ville est rebaptisée Hispalis et est reconstruite. Son tempérament mouvant amène les Romains à fonder une autre cité à proximité : Itálica, qui devient la ville résidentielle, tandis qu'Hispalis conserve ses fonctions commerciales.
Jules César la dote d'une nouvelle enceinte en -49, puis l'élève en -45 au rang de colonie romaine. Elle devient alors une cité importante, dominant toute la Bétique.
Au moment des Grandes invasions, Séville est conquise successivement par les Vandales en 426, puis par les Suèves en 441.
Ces derniers sont chassés par les Wisigoths après la bataille de la rivière Órbigo en 456.

### Le Moyen Âge

#### La Séville wisigothique

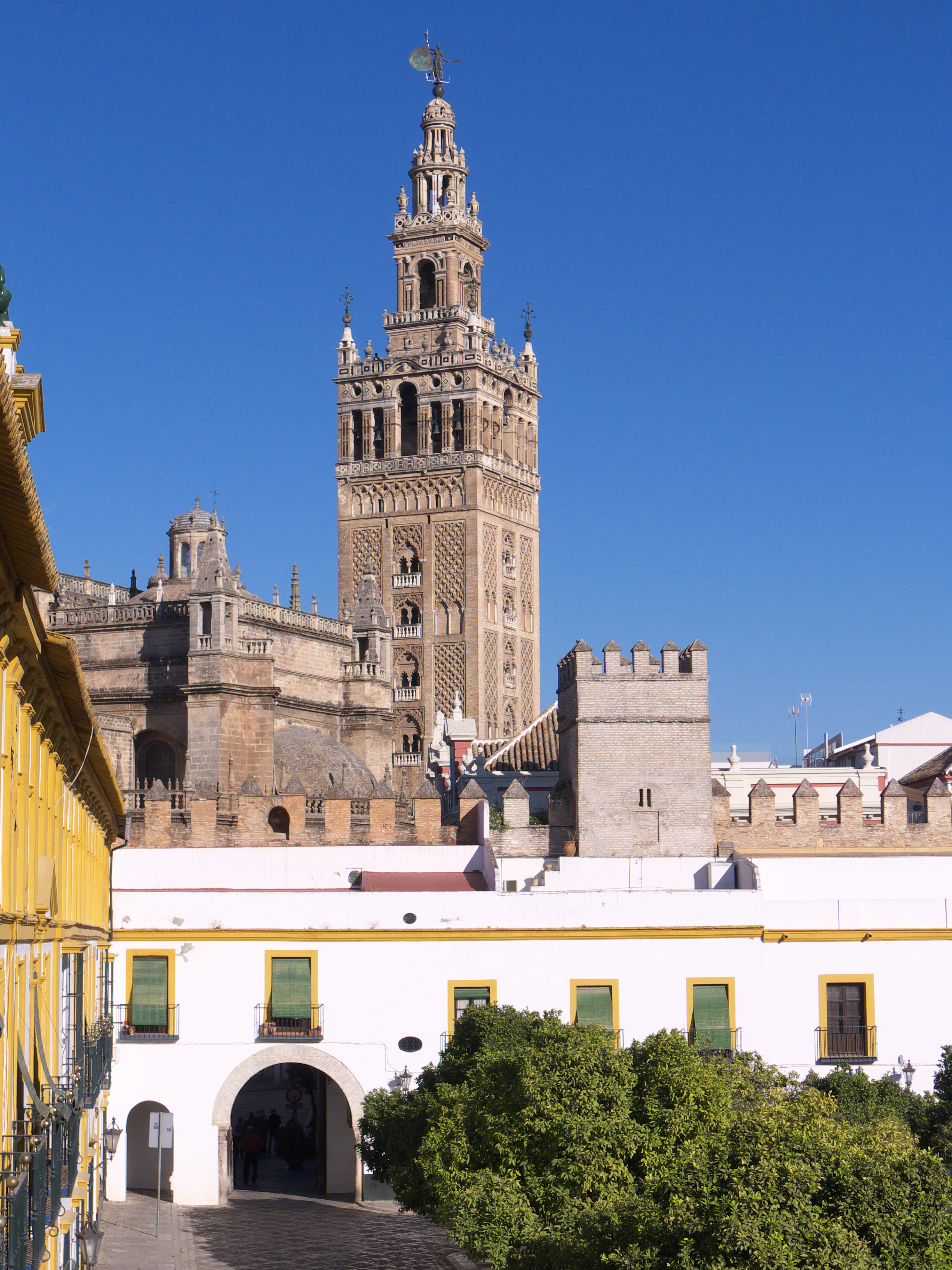
Le Patio de Banderas (la « cour des Drapeaux »), où il y a des vestiges des époques romaine, wisigothe, musulmane et chrétienne. Au fond, la Giralda.

Les Wisigoths sont chassés de Gaule par les Francs en 507. Commence alors une lente et déterminante conquête de la péninsule Ibérique, sur laquelle les Goths avaient commencé à prendre leurs marques au siècle précédent.
Hispalis est rebaptisée Spali, et se retrouve au centre des conflits qui déchirent le royaume :
- dans les années 549, Spali est le théâtre de l'élection d'Agila Ier. Un concurrent, Athanagild, lui fait face et retourne la situation en sa faveur, avec le soutien de Spali et l'aide des troupes de Justinien. Celles-ci en profitent pour occuper la Bétique et Spali, qui rechigne à se soumettre aux Wisigoths ;
- Léovigild nomme son fils Herménégilde duc de la Bétique. Herménégild s'établit à Séville et, profitant des conflits religieux entre tenants de l'arianisme — officiel — et du catholicisme — auquel il s'est converti —, il se proclame à Spali et déclenche une révolte contre son père. Celui-ci assiège la ville qui sert de base à Herménégild et le met en déroute, face à son refus d'abjurer le catholicisme, avant de le faire mettre à mort. Après ces événements, Spali reste à l'écart de la vie politique et militaire du royaume.

La cité s'exprime désormais à travers la culture, dont elle devient l'un des plus brillants foyers d'Occident, grâce à l'action de saint Léandre et saint Isidore, les deux plus illustres archevêques de Séville, qui développent notamment la bibliothèque. Jacques Fontaine parle même d'une « renaissance isidorienne ».

#### La cité musulmane

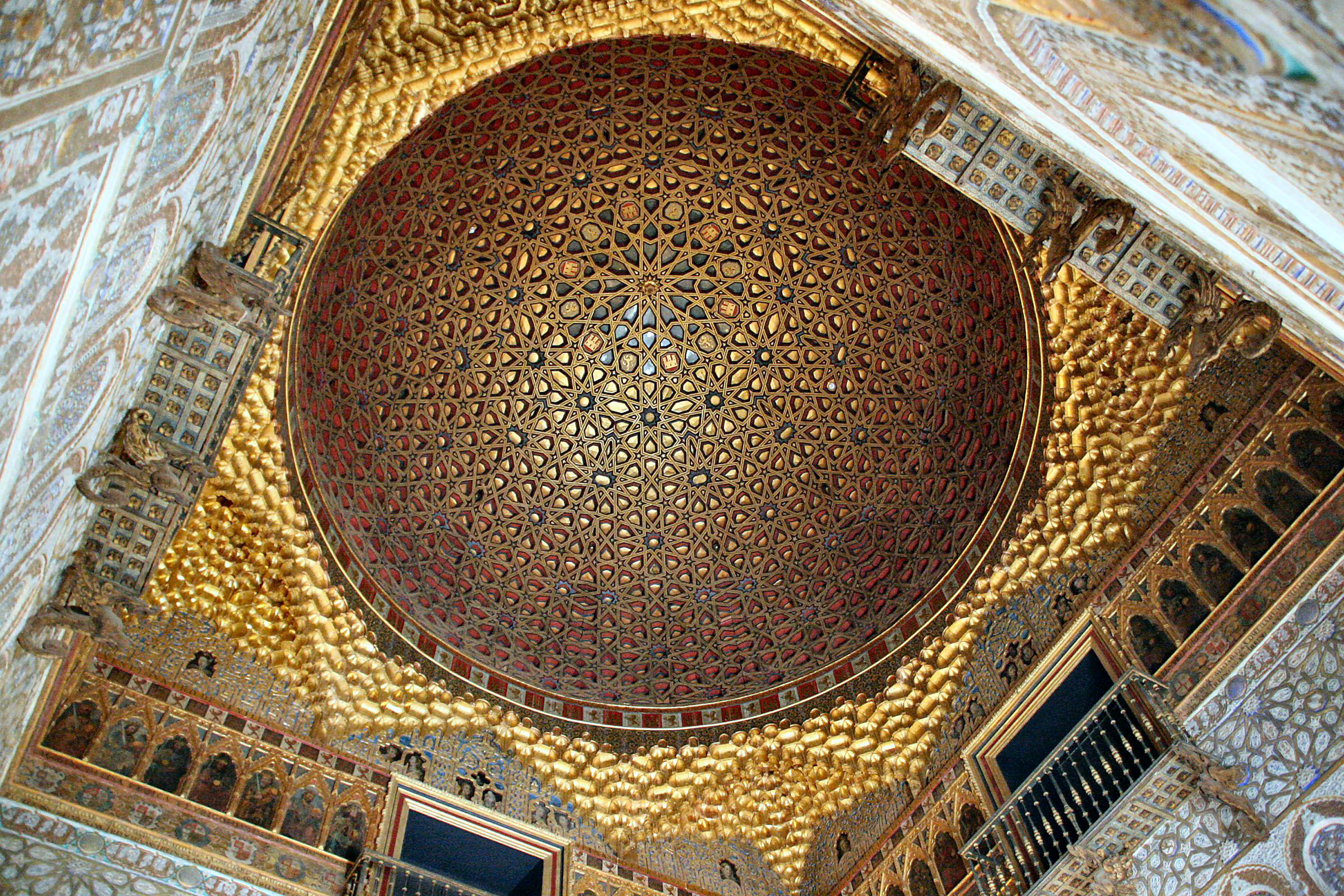
Architecture mudéjare dans le salon des Ambassadeurs, Alcazar de Séville.

Quelques mois à peine après l'invasion des troupes musulmanes dans la péninsule ibérique en avril 711, Moussa Ibn Noçaïr conquiert Séville. La ville occupe le cœur de l'activité politique d'Al-Andalus avant que la capitale ne se fixe définitivement à Cordoue. Les premiers temps de l'islam à Séville sont bénéfiques[réf. nécessaire]. La ville retrouve assez rapidement sa prospérité passée[réf. nécessaire]par la mise en valeur des campagnes alentours et par le retour en grâce des Juifs, persécutés par les Wisigoths[réf. nécessaire].
L'arrivée à Cordoue d'Abd al-Rahman Ier, qui fonde l'émirat omeyyade en 756, marque le début d'une longue période de révoltes vis-à-vis du pouvoir central. Les entreprises successives de rébellions sont, à chaque fois, étouffées par les troupes émirales, de manière parfois violente. Ces soulèvements réguliers sont le signe de la difficulté pour le pouvoir cordouan d'imposer correctement son autorité. Le premier grand chantier entrepris, dans une cité qui se développe à un rythme soutenu, est celui de la construction de la grande mosquée, à partir de 829-830, à l'emplacement actuel de l'église du Salvador. Cette époque est également marquée par les incursions dévastatrices et répétées des Vikings, qui pénètrent jusqu'à Séville par le Guadalquivir. La première de ces incursions, en 844, est marquée par un bilan désastreux. Les autorités décident dès lors la construction de chantiers navals et la constitution d'une flotte, qui permet de repousser les tentatives d'incursion postérieures. Si Séville prospère économiquement et culturellement à la fin du IXe siècle, elle subit de plein fouet les conséquences d'une guerre ouverte opposant différents clans cherchant à accaparer le pouvoir dans la cité. Les vainqueurs de cette crise, les Banu Hadjdjadj, cherchent à se soustraire à la domination des émirs, avant de se soumettre en 902.
L'arrivée sur le trône d'Abd al-Rahman III en 912 signe le retour en force de Séville dans le giron cordouan. La fermeté de l'émir, autoproclamé calife en 929, permet d'affermir le pouvoir des omeyyades dans la ville, dont les velléités rebelles sont matées, et les murailles abattues en guise de châtiment. Elle conserve un rôle non négligeable dans le dispositif militaire de l'État cordouan et continue son développement. Les premières pierres de ce qui deviendra plus tard l'actuel alcazar sont posées au Xe siècle. La chute du Califat en 1031 libère Séville de sa tutelle musulmane. Surgissent alors dans tout Al Andalus des taïfas. Celle de Séville est l'une des plus puissantes qui absorbe peu à peu nombre de territoires voisins. Sous la dynastie des Abbadides, la cité connaît une période d'apogée culturelle. La cour des souverains sévillans est le lieu d'une intense activité artistique et littéraire, marquée par un raffinement dont la renommée traverse rapidement le Guadalquivir.

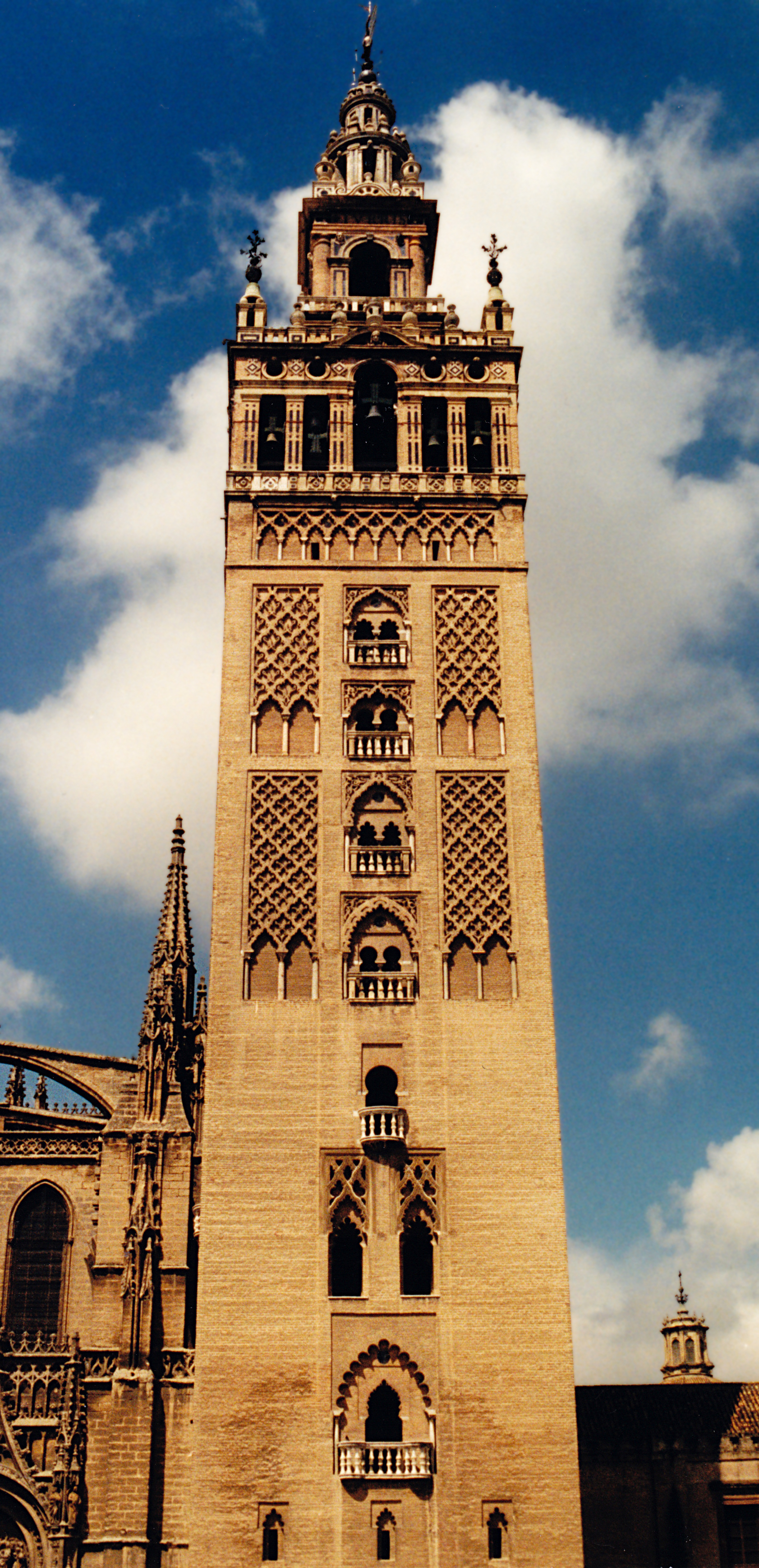
La Giralda, le monument le plus emblématique de la présence musulmane à Séville.

Face au danger que représentent les troupes d'Alphonse VI de Castille après la prise de Tolède en 1085, Abbad III al-Mutamid fait appel à l'émir almoravide Youssef Ibn Tachfin. Après plusieurs interventions, il envahit Al Andalus à partir de 1090. Séville tombe en 1091. L'échec des Almoravides, incapables de s'incorporer à la population autochtone, et de plus en plus en difficulté face aux royaumes du nord de l'Espagne, entraîne le débarquement des Almohades en 1147. La construction d'une nouvelle grande mosquée est décidée par le calife Abu Yaqub Yusuf en 1172. Son minaret, la Giralda, édifiée entre 1184 et 1198, témoigne de l'architecture de l'époque. Par ailleurs, l'alcázar est réhabilité, la muraille est reconstruite et dotée de puissants éléments défensifs, dont la Torre del Oro. La décomposition progressive du pouvoir almohade commença à la suite de la Bataille de Las Navas de Tolosa en 1212.

#### La ville chrétienne

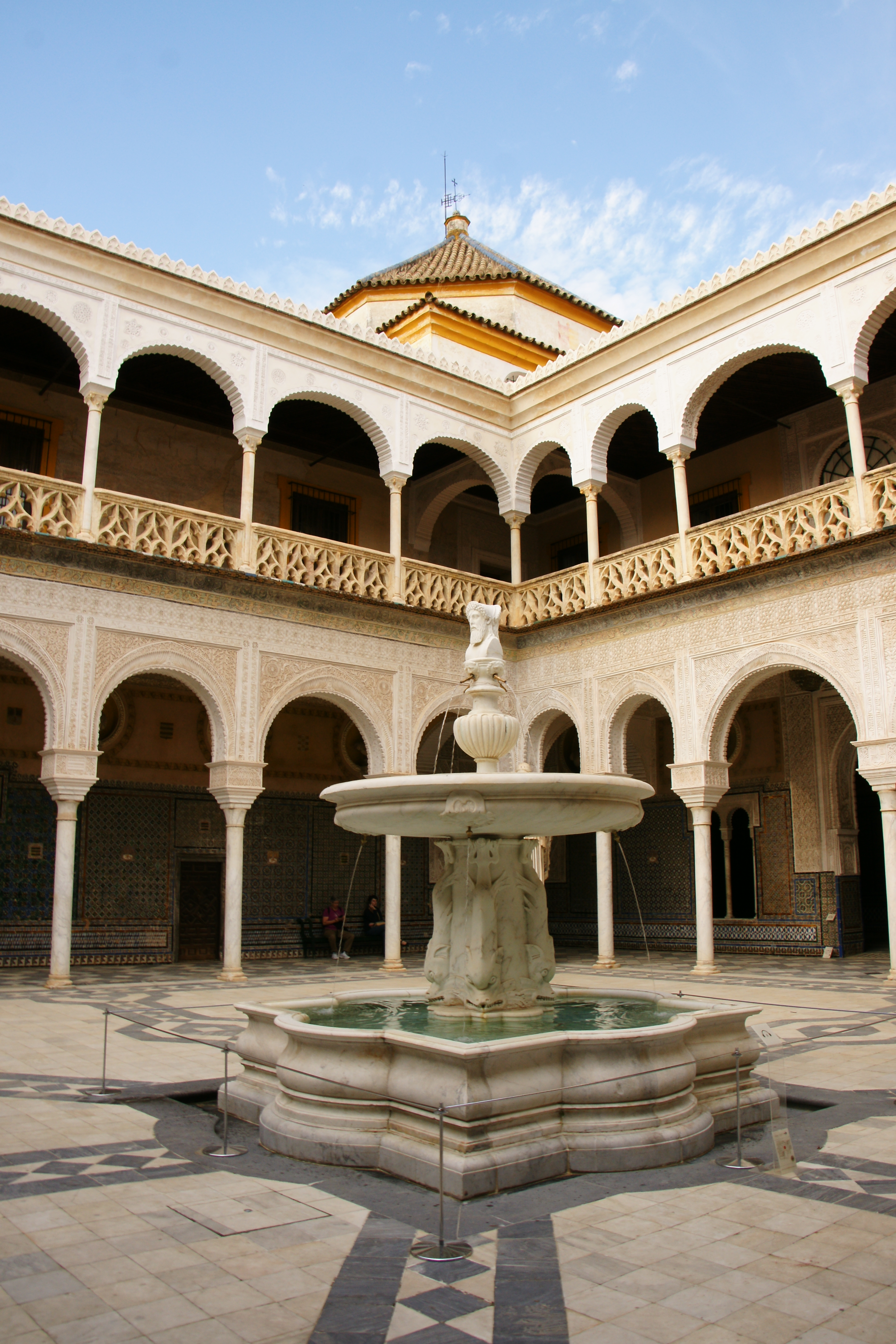
Casa de Pilatos (« maison de Pilate »).

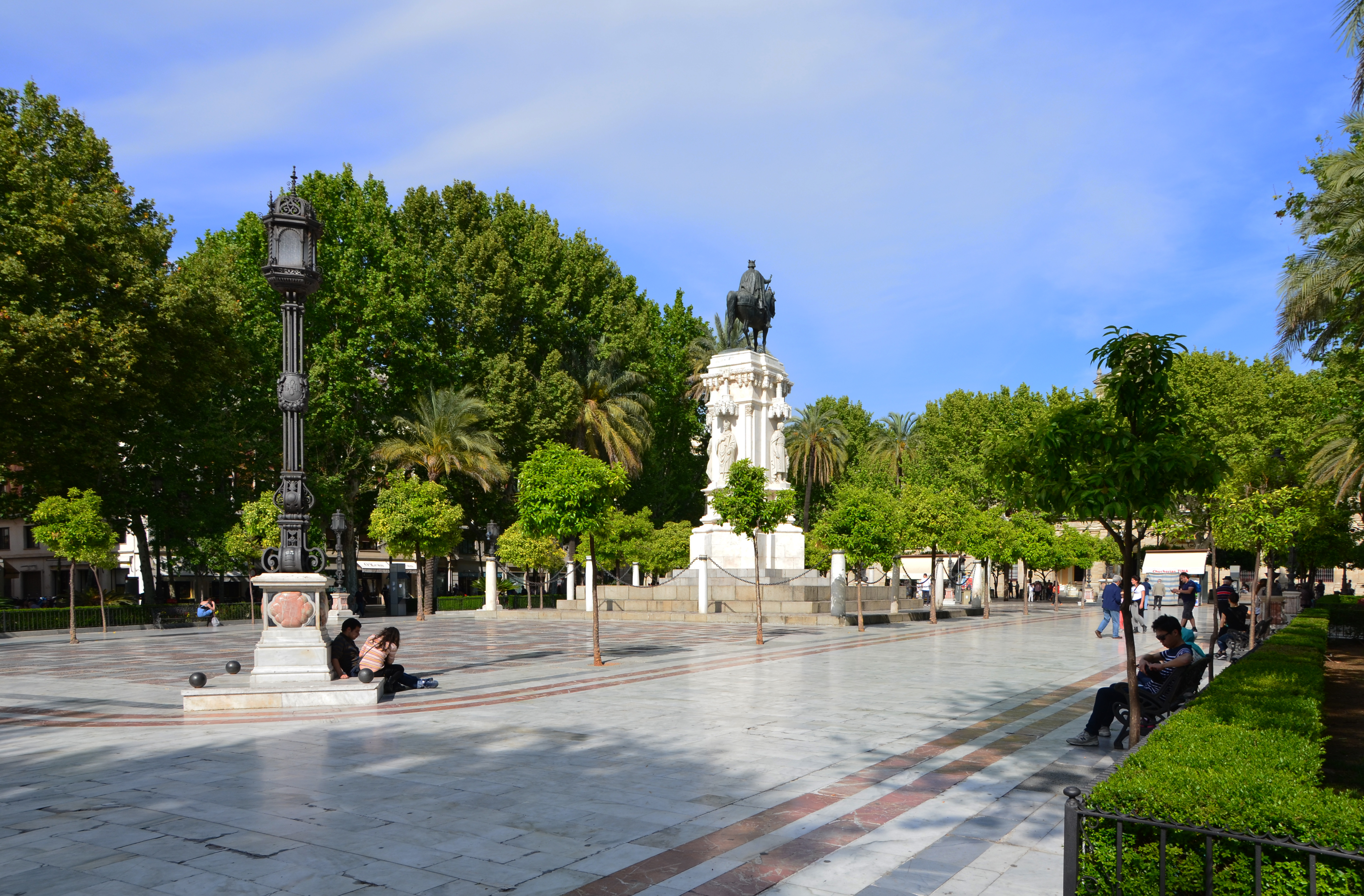
La plaza Nueva.

La ville est conquise par Ferdinand III de Castille, lors du siège de Séville qui s'acheva le 23 novembre 1248 après dix-huit mois de siège et d'offensives tant terrestres que fluviales. Après cette conquête, les rois et le clergé catholique veulent peu à peu remodeler la ville : destruction de la mosquée, remplacée par une cathédrale (l'une des plus vastes de la chrétienté), constructions de nouveaux palais, d'églises et de couvents. La judería change peu. Si la capitale du royaume de Castille est Burgos, la cour est en fait itinérante, et de nombreux souverains prennent plaisir à séjourner parfois durablement à Séville (dont Alphonse X le Sage, Pierre Ier le Cruel). Cela stimule l'activité du bâtiment, l'artisanat d'art, la vie culturelle. Grâce à l'irrigation développée par les Arabes, les campagnes de la région sont florissantes. Comme les navires de l'époque ont un faible tirant d'eau, des passagers embarquent à Séville pour les navigations océanes (Vespucci, Magellan). La cité est débordante de vie, et Isabelle la Catholique crée une Bourse du commerce en 1503. Peut-être l'importance de Séville est exagérée, en lui attribuant alors 400 000 habitants ; même si elle n'en comporte que 200 000, c'est l'une des plus grandes villes du monde de cette époque.

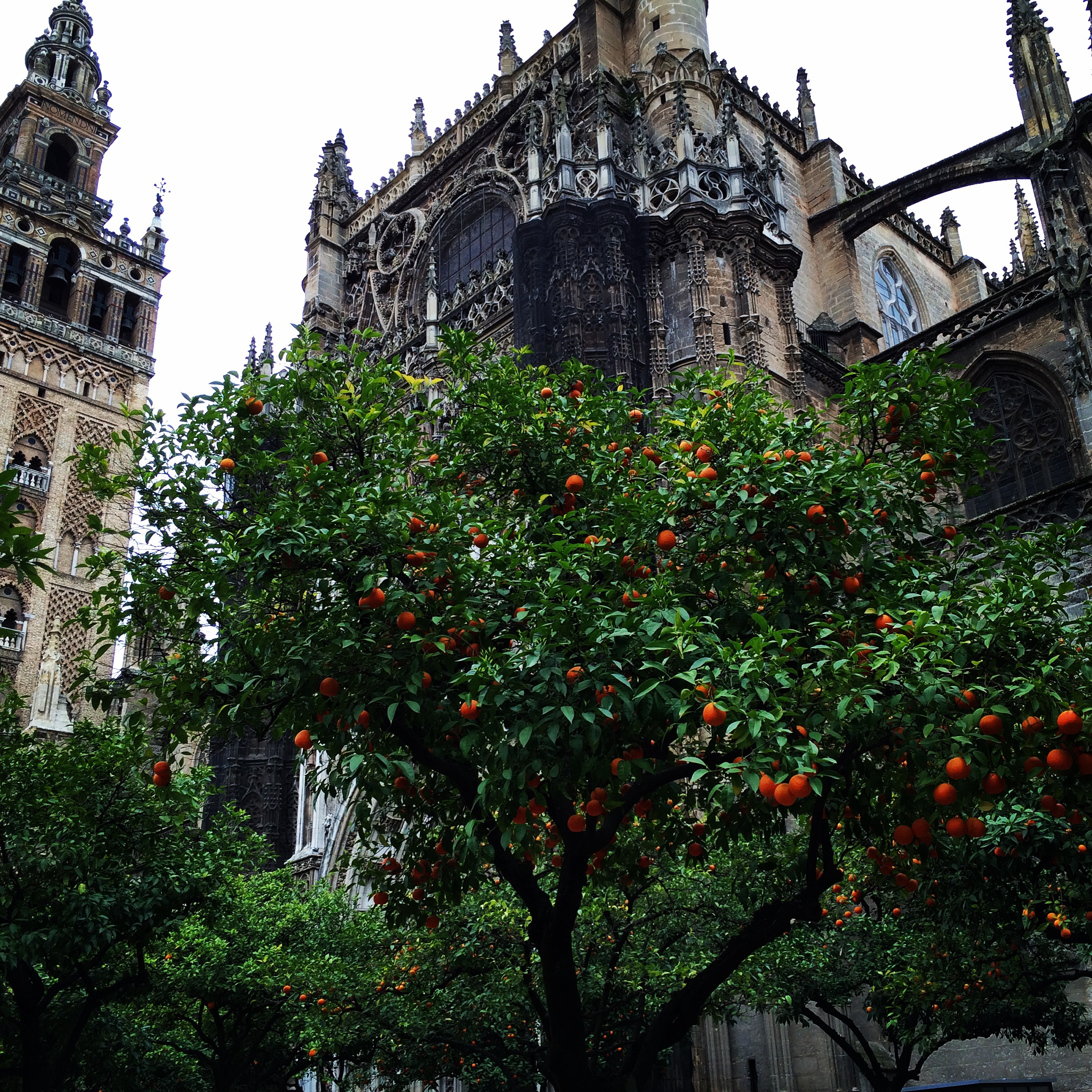
Le Patio de los Naranjos dans la cathédrale de Séville
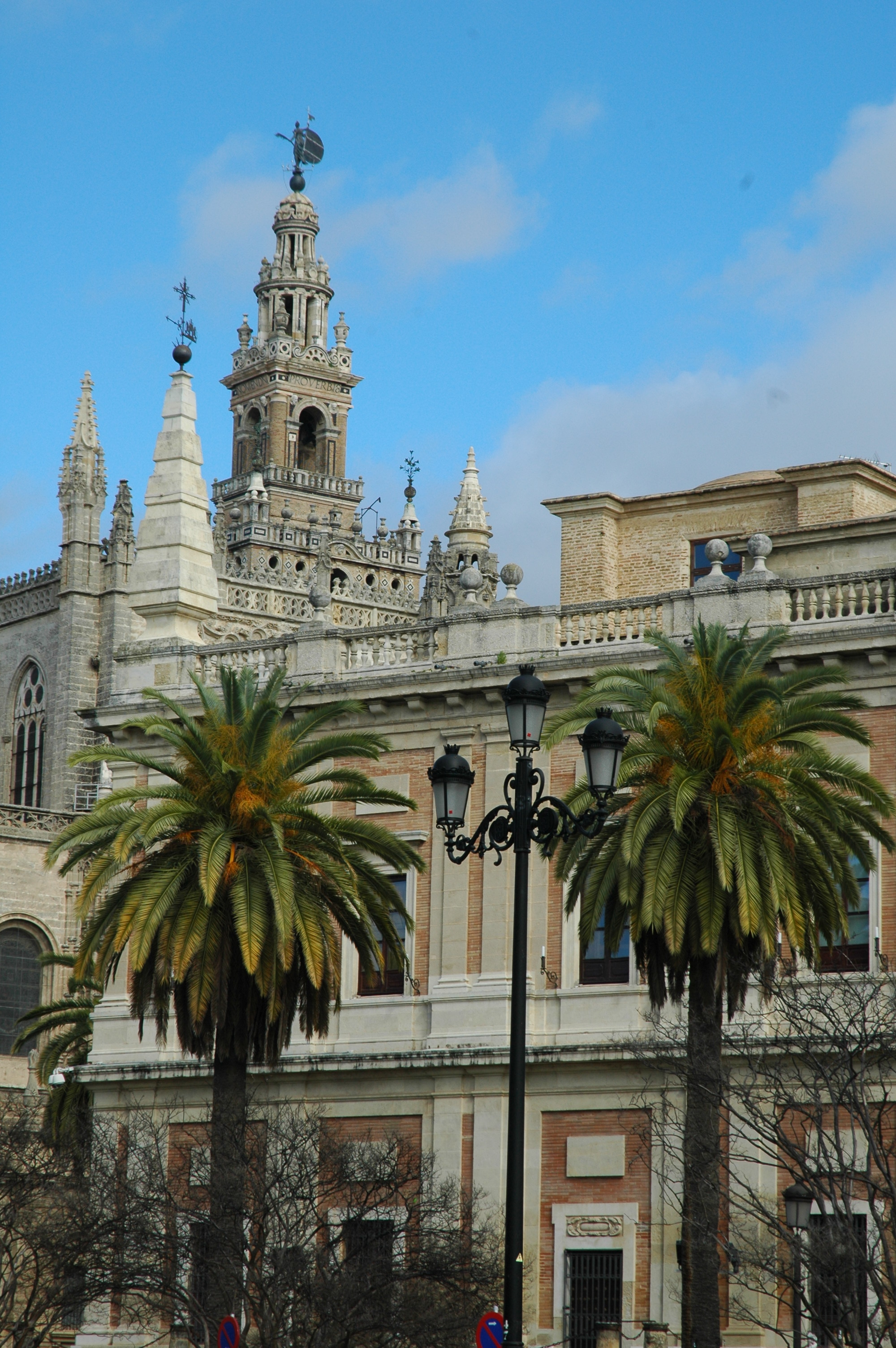
Vers la Cathédrale, vue sur la Giralda
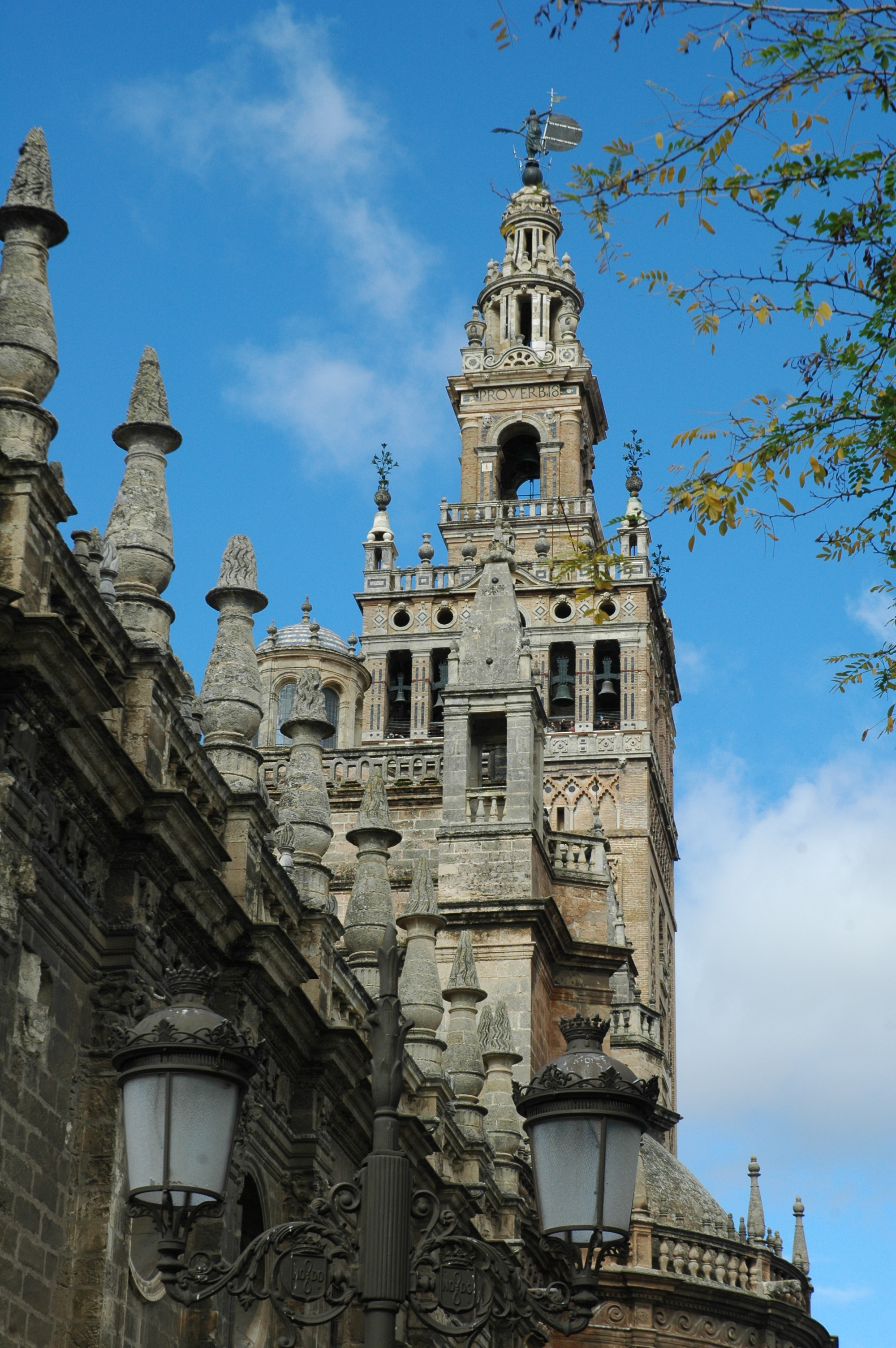
Le clocher de la Giralda
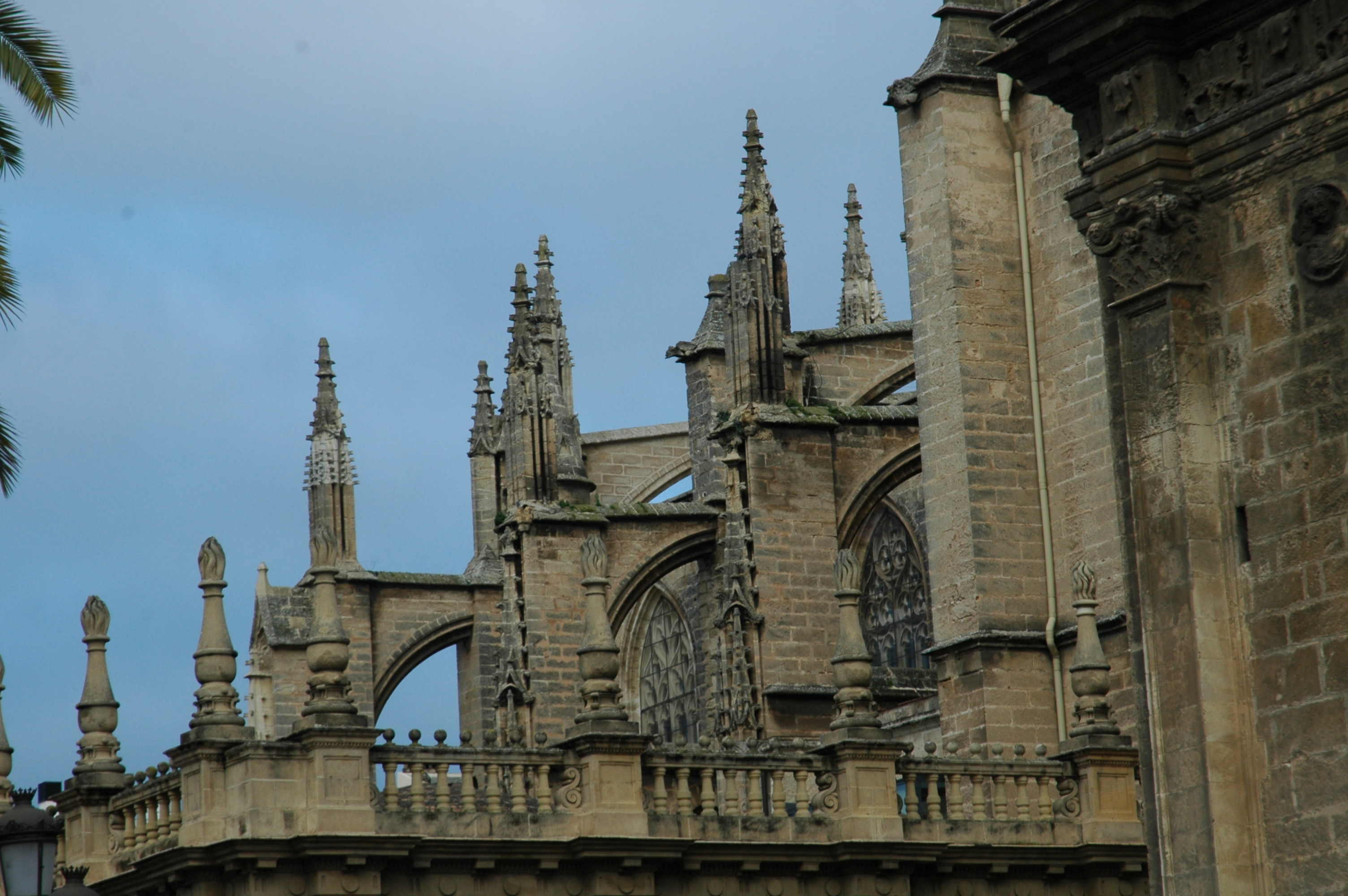
Détail de l'extérieur de la cathédrale

### Séville au Siècle d'or

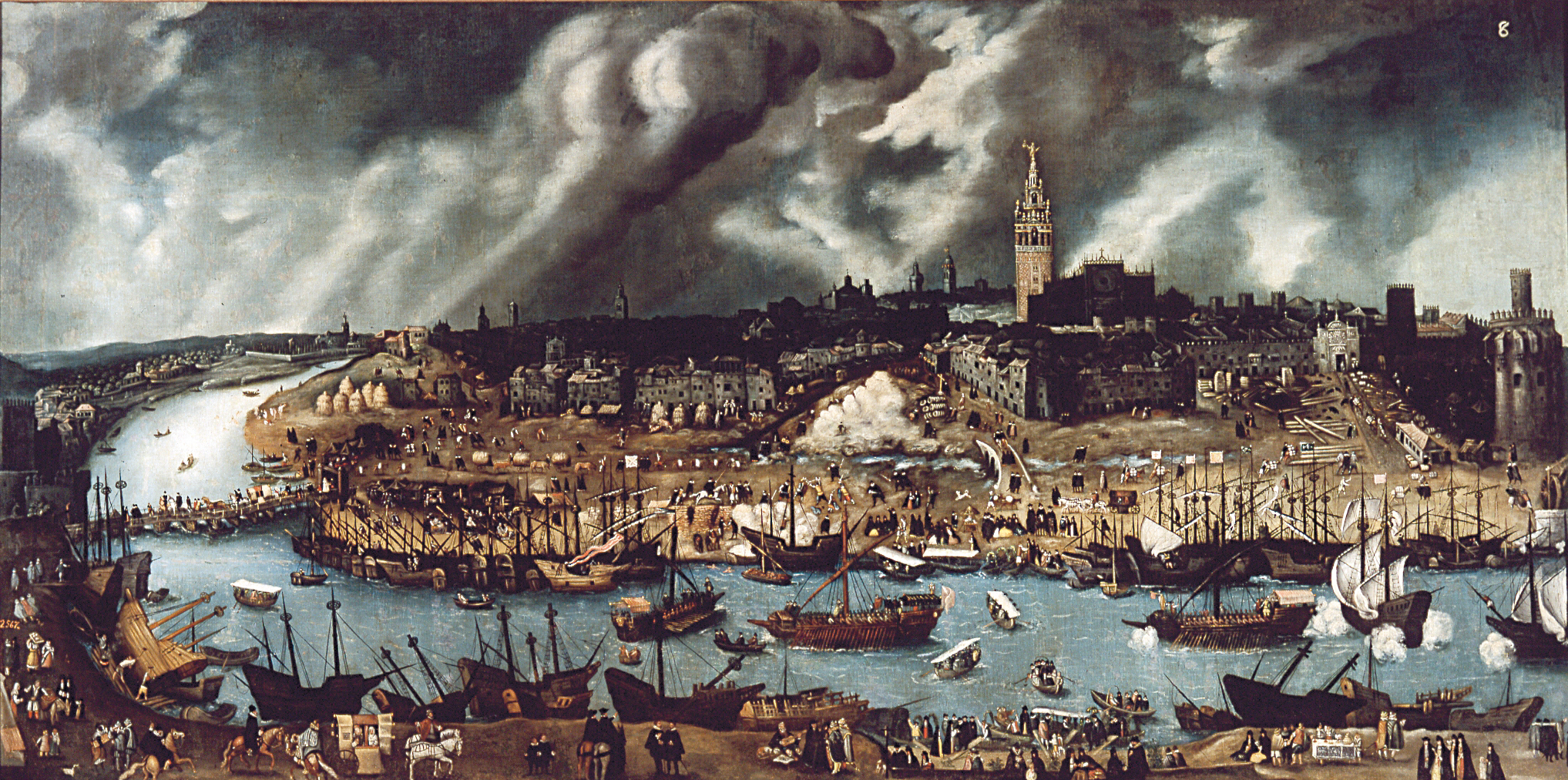
Séville, peinte au XVIe siècle par Alonso Sánchez Coello.

Ce qu'on entend habituellement par « Siècle d'or » s'étend du règne de Charles Quint à celui de Philippe IV. Le bilan pour Séville est contrasté. En points défavorables : l'ensablement progressif du Guadalquivir, qui entraîne un transfert à Cadix d'une bonne partie du trafic maritime, le départ des Juifs et des musulmans. En points favorables : l'existence d'une université fondée en 1504, des travaux commandés par les rois, l'existence d'une brillante école de peinture, qui distingue trois générations : Roela et Pacheco à la première, Herrera le Vieux et Zurbaran à la deuxième, Murillo à la troisième. Vélasquez est né à Séville dans ce milieu porteur. Cette école de peinture doit beaucoup à des commandes de monastères, ce qui suggère l'existence d'une vie religieuse intense et une certaine richesse, grâce à des donations faites aux institutions religieuses et aux revenus tirés de propriétés foncières.

### Le déclin duXVIIIesiècle

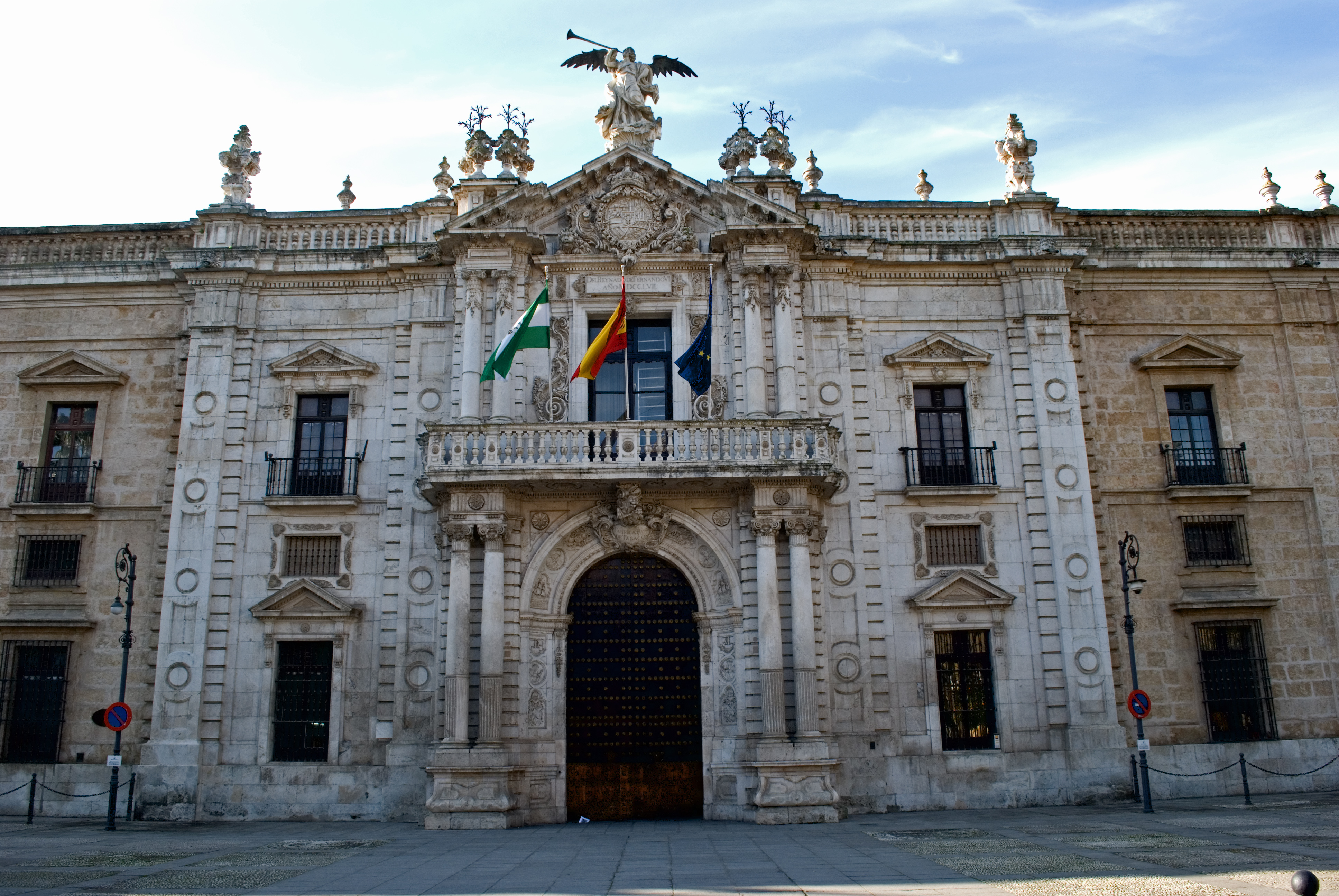
La Fabrique royale de Tabac, aujourd'hui université de Séville.

Le déclin du XVIIIe siècle est relatif. Il semble bien que Cadix, où est transféré l'entrepôt du commerce colonial ainsi que la Casa de contratación (chambre de commerce) locale, marque beaucoup de points dans la compétition avec Séville, et l'ampleur des constructions baroques à Cadix en témoigne.
Séville n'est pas délaissée. Elle reçoit une belle manufacture de tabac, due à l'architecte Sebastión Van der Borcht. Le tabac arrive d'Amérique et Séville bénéficie de retombées du commerce atlantique. Cette manufacture emploie autour de 5 000 ouvrières.
La fabrique commande à Domingo Martínez huit peintures qui relatent les défilés de chars organisés dans la ville à l'occasion de la commémoration de l'avènement sur le trône de Ferdinand VI et Marie-Barbara de Portugal en 1746, dont  Le Char de la remise des portraits des Rois à la Mairie, Le Char du feu et Le Char de l'annonce de la mascarade. Elles sont conservées au musée des beaux-arts de Séville.
Le roi Charles III crée une fabrique de canons qui, pour l'époque, utilise une technologie avancée. Il y a des métiers textiles (laine, soie) et une fabrication importante de porcelaine. La population de Séville au XVIIIe siècle était de 100 000 habitants, ce qui est beaucoup. Séville est alors une ville de sociétés savantes, de bibliothèques et de savoir encyclopédique.

### La guerre d'indépendance
Les troupes françaises prennent la ville en 1810. Durant l'occupation de Séville, entre janvier 1810 et août 1812, l'armée française spolie systématiquement des biens ecclésiastiques : le patrimoine artistique des églises et monastères est particulièrement visé[réf. nécessaire]. Des tableaux de Herrera le vieux, Zurbarán, Roelas, Pacheco, et surtout de Murillo, peintre auquel Soult s'intéresse tout particulièrement, sont enlevés de leurs lieux d'origine et emmenés à l'Alcazar de Séville. L'église de l'hôpital de la Charité, le couvent Saint-François ou la cathédrale sont privés entièrement de leurs œuvres précieuses.
Une fois à l'Alcazar, Eusebio Herrera, un fonctionnaire collaborant avec les troupes françaises, les redirige vers d'autres lieux. Un total de 999 tableaux aurait donc été saisis par les troupes françaises : une sélection est envoyée au musée royal de Madrid, 150 d'entre eux – les plus beaux – partent directement au Louvre[réf. nécessaire]. Soult et d'autres officiers ou fonctionnaires français, se servent également au passage[réf. nécessaire]. Des œuvres de Murillo présentes dans Séville, seules celles conservées au couvent des capucins échappent aux Français, déplacées par les moines préventivement à Cadix jusqu'à la fin de la guerre.

### Séville auxXXeetXXIesiècles
L'Exposition ibéro-américaine de 1929, longtemps repoussée, notamment à cause de la Première Guerre mondiale, marque l'entrée de Séville dans le XXe siècle.

Séville autour des années 1930. Photographies de Walter Mittelholzer, ETH-Bibliothek.
1928 Vue aérienne
1932
1932
1932
1932
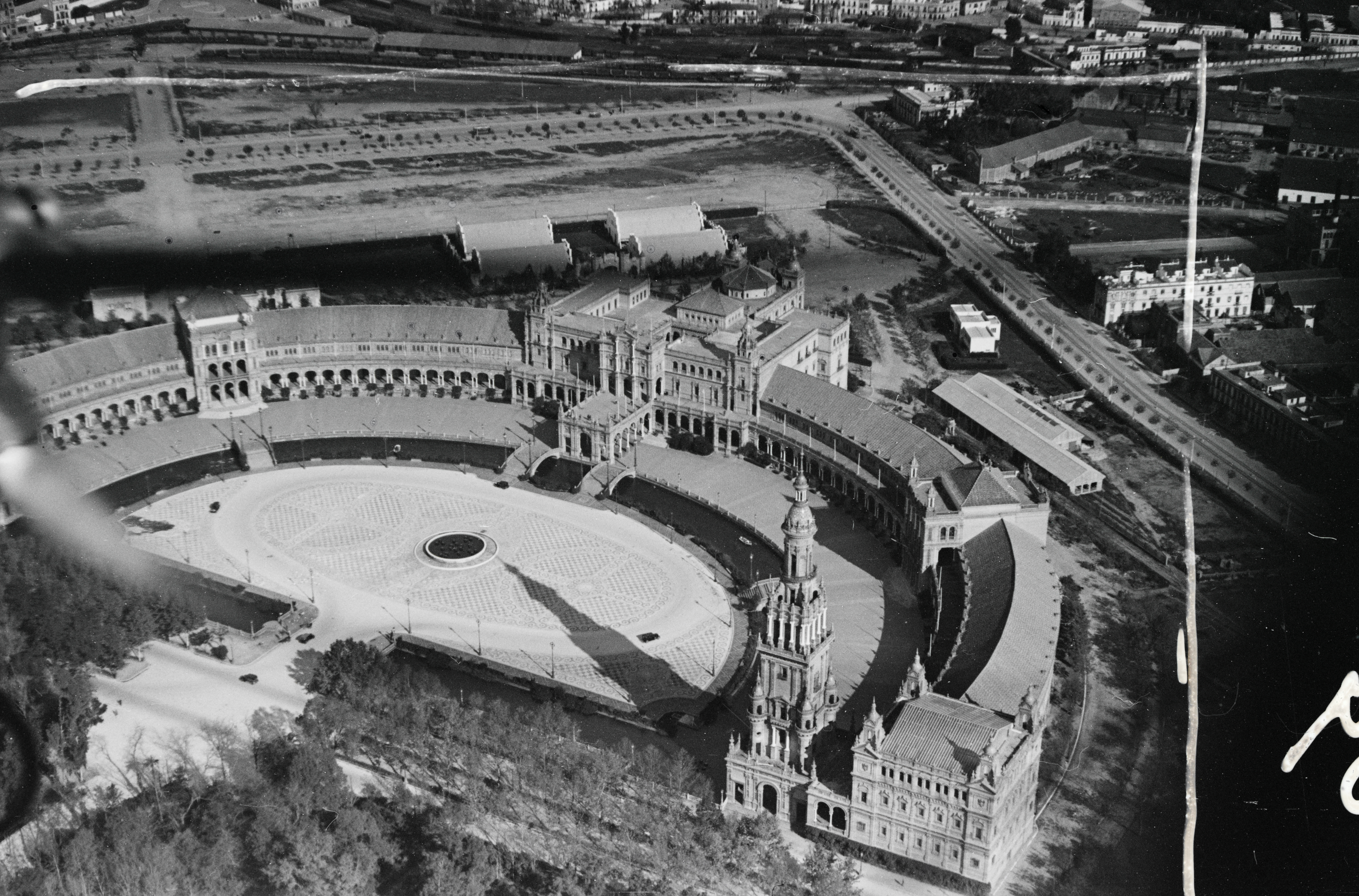
1932
1932

La ville accueille l'Exposition universelle de 1992, année faste pour l'Espagne puisque cette même année, Madrid est désignée capitale européenne de la culture et Barcelone accueille les Jeux olympiques d'été.
Séville abrite l'Institut de prospective technologique du Centre commun de recherche de l'Union européenne.

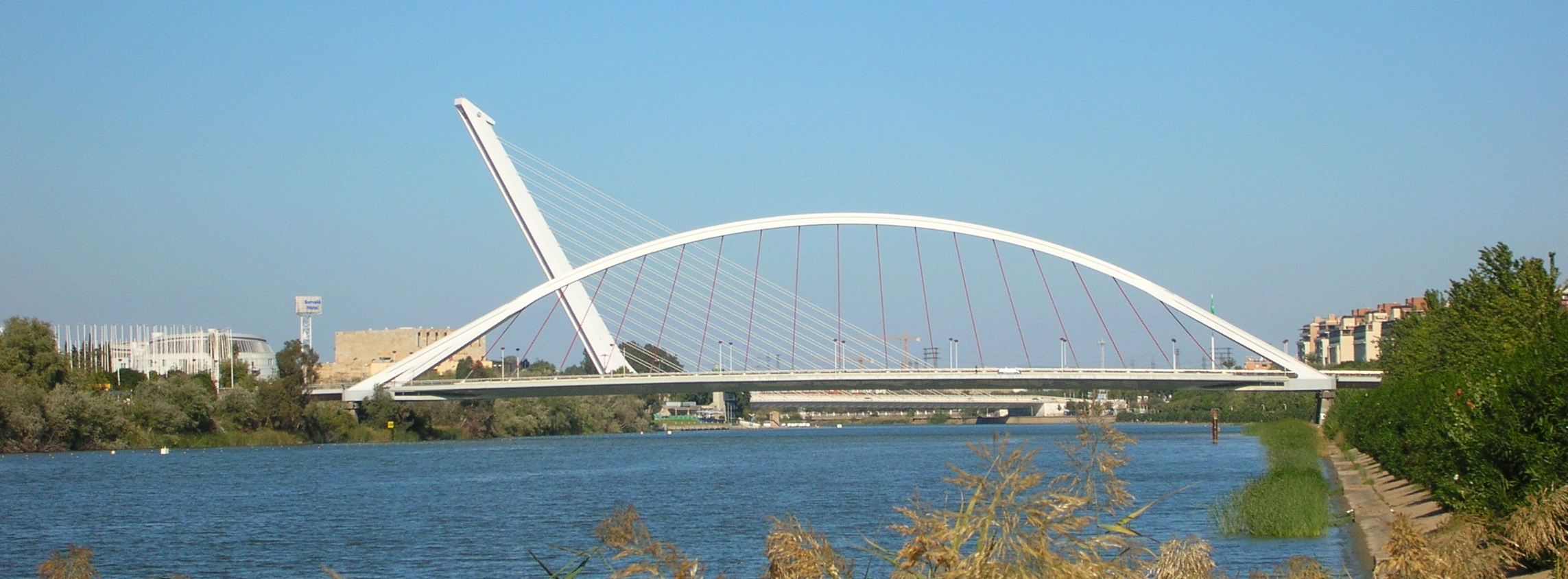
Le pont de la Barqueta construit à l’occasion de l’Exposition universelle de 1992 sur le canal Alphonse-XIII ; le pont de l'Alamillo en arrière-plan.

## Démographie
La commune de Séville est le centre d'une agglomération qui s'étend sur 4 905 km2, et regroupe 1 535 379 habitants, ce qui en fait la quatrième agglomération d'Espagne.
Selon l'Institut espagnol de la statistique (INE), la ville en elle-même comptait 700 169 habitants en 2013, la plaçant également au quatrième rang des villes espagnoles au regard de la population, après Madrid, Barcelone et Valence.
| Évolution démographique de Séville de 1900 à 2013 | Évolution démographique de Séville de 1900 à 2013 | Évolution démographique de Séville de 1900 à 2013 | Évolution démographique de Séville de 1900 à 2013 | Évolution démographique de Séville de 1900 à 2013 | Évolution démographique de Séville de 1900 à 2013 | Évolution démographique de Séville de 1900 à 2013 |
| 1900 | 1910                                              | 1920                                              | 1930                                              | 1940                                              | 1950                                              | 1960                                              |
| --- | ------------------------------------------------- | ------------------------------------------------- | ------------------------------------------------- | ------------------------------------------------- | ------------------------------------------------- | ------------------------------------------------- |
| 148 315 | 158 287                                           | 205 529                                           | 228 729                                           | 312 123                                           | 376 627                                           | 442 300                                           |
| 1970 | 1981                                              | 1991                                              | 2001                                              | 2006                                              | 2013                                              |                                                   |
| 548 072 | 653 833                                           | 704 857                                           | 702 520                                           | 704 414                                           | 700 169                                           |                                                   |
| Sources : Instituto Nacional de Estadísticas et Instituto de Estadística de Andalucía Le dernier recensement total de la population a été mené en 2001 |                                                   |                                                   |                                                   |                                                   |                                                   |                                                   |

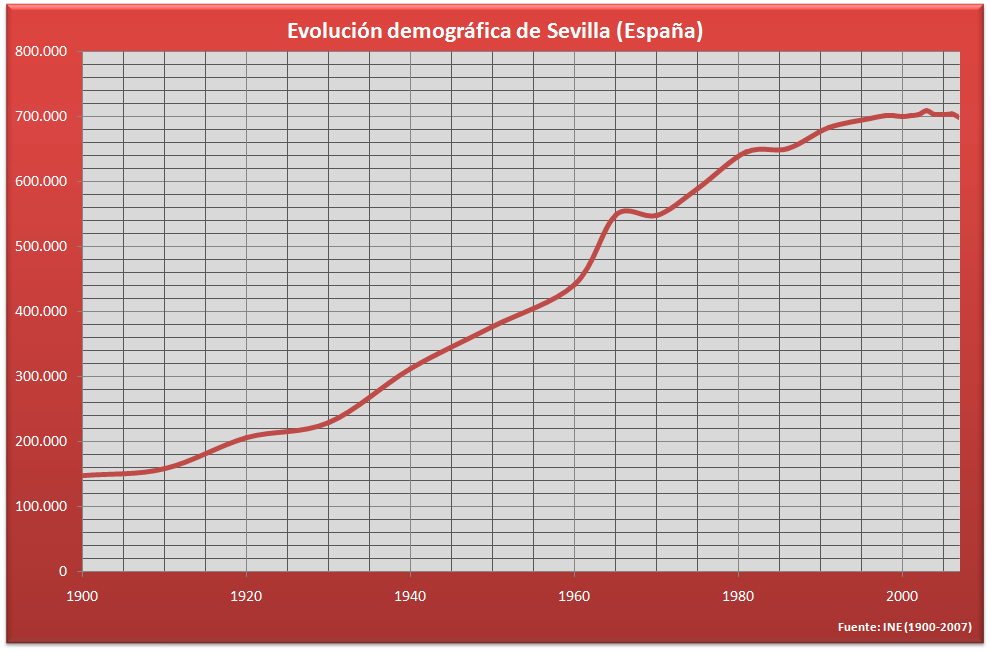
Courbe d'évolution de la population sévillane depuis 1900.

Ces indications chiffrées sont révélatrices du dynamisme de la ville qui attire, en raison de facteurs divers, de nombreux Espagnols et étrangers. Centre de l'agglomération, Séville voit néanmoins se développer autour d'elle des cités dortoirs, peuplées de travailleurs qui se rendent dans la capitale pour travailler, mais résident à l'extérieur. Cette situation explique en partie les problèmes de transports importants observés depuis plusieurs années, et le développement de lignes de tramway (dont la première ligne est entrée en service le 28 octobre 2007) et de métro, dont la première relie depuis 2009 l'est à l'ouest en passant sous le Guadalquivir.
Selon le dernier recensement complet mené par l'IAE, en 2001, une part très nettement majoritaire de la population est employée dans le secteur tertiaire, stimulé notamment par l'activité touristique. 80,60 % de la population active travaille dans ce secteur. Le secteur secondaire représente encore 17,73 % des actifs ; le secteur de la construction monopolise 39,05 % des emplois du secondaire, soit 6,92 % du total de la population active sévillane. Quant aux emplois liés à l'agriculture et à la pêche, ils ne représentent plus que 1,68 % des actifs de la ville.

## Diversité ethnique
Séville est une ville avec un faible taux de population étrangère. En 2017, 95,6 % de la population de Séville est d'origine espagnole, dont 75,3 % sont nés dans ou autour de la ville.
Les nationalités étrangères les plus courantes sont :
| Pays de naissance      | Population (2011) |
| ---------------------- | ----------------- |
| Maroc                  | 4 228             |
| Bolivie                | 3 575             |
| Chine                  | 2 629             |
| Colombie               | 2 488             |
| Équateur               | 2 335             |
| Roumanie               | 2 155             |
| Pérou                  | 1 843             |
| Paraguay               | 1 489             |
| Italie                 | 1 327             |
| France                 | 1 191             |
| Nigeria                | 1 082             |
| Russie                 | 1 016             |
| Brésil                 | 995               |
| Portugal               | 792               |
| Ukraine                | 762               |
| Allemagne              | 759               |
| Royaume-Uni            | 741               |
| Argentine              | 706               |
| Sénégal                | 630               |
| Venezuela              | 617               |
| République dominicaine | 444               |
| Cuba                   | 423               |
| Algérie                | 372               |
| Chili                  | 246               |
| Pologne                | 245               |
| Bulgarie               | 205               |
| Uruguay                | 101               |
| Pakistan               | 76                |

## Administration

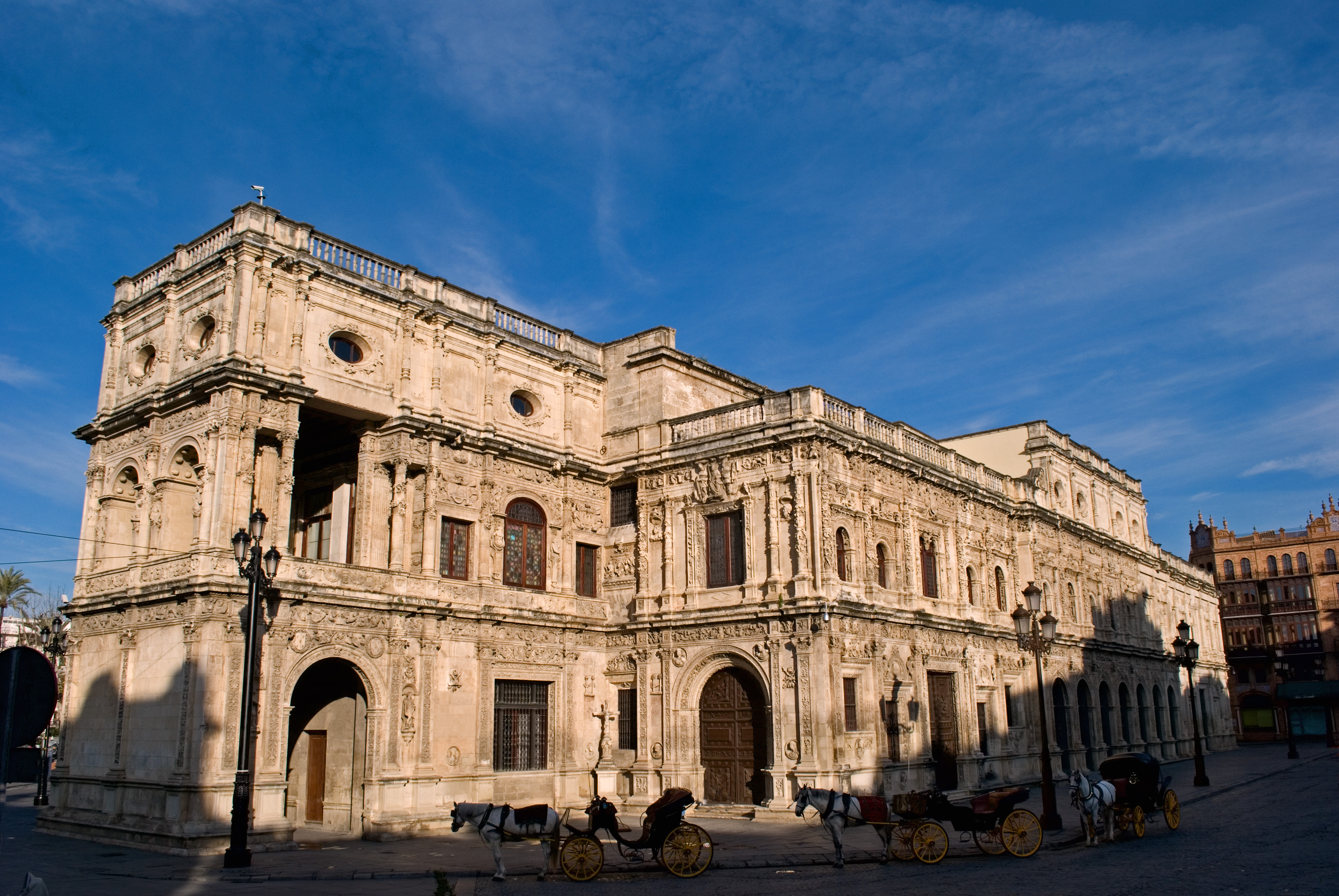
La façade plateresque de la mairie (détail), sur la Plaza de San Francisco.

### Administration municipale
L'article 140 de la Constitution, la loi 7/1985 du 2 avril 1985 portant sur les bases du régime local, ainsi que le Statut d'autonomie pour l'Andalousie définissent les attributions des municipalités et du maire. Les articles 22 et 23 de la loi de 1985 précisent par ailleurs le fonctionnement des deux assemblées d'élus chargées de la gestion de la ville, le conseil municipal et le conseil de gouvernement local.

#### Mairie
La mairie (ayuntamiento) regroupe l'ensemble des services municipaux. Elle est installée dans l'hôtel de ville, un bâtiment du XVIe siècle, située sur les places Neuve et Saint-François.

#### Maire
Il détient le pouvoir exécutif local et a autorité sur l’ensemble des services administratifs et financiers de la ville, qu’il est chargé de diriger. La loi de 1985 lui donne notamment compétence en matière de gestion économique et financière, emploi public et police municipale. Ces compétences sont précisées par l'article 92 du Statut d'autonomie andalou.

#### Conseil municipal
Le conseil municipal (Pleno) est composé de l’ensemble des 31 conseillers (concejales) désignés à l'issue des élections municipales. Il est présidé par le maire et dispose d'un grand nombre d'attributions. Il est chargé de l'élection du maire, et son éventuelle destitution, le contrôle de l'action municipale, l'approbation des projets et règlements municipaux, du budget. Les travaux du conseil municipal sont étudiés et préparés en commissions. Les sessions ordinaires ont lieu le troisième jeudi de chaque mois, à l’exception du mois d’août.
| Parti | Parti               | 1979 | 1983 | 1987 | 1991 | 1995 | 1999 | 2003 | 2007 | 2011 | 2015 | 2019 | 2023 |
| ----- | ------------------- | ---- | ---- | ---- | ---- | ---- | ---- | ---- | ---- | ---- | ---- | ---- | ---- |
|       | Cs                  |      |      |      |      |      |      |      |      |      | 3    | 4    | 0    |
|       | PCE                 | 6    | 2    |      |      |      |      |      |      |      |      |      |      |
|       | IULV-CA             |      |      | 3    | 2    | 4    | 2    | 3    | 3    | 2    | 2    |      |      |
|       | PSA/PA              | 8    | 0    | 7    | 9    | 9    | 6    | 4    | 0    | 0    |      |      |      |
|       | CP                  |      | 10   |      |      |      |      |      |      |      |      |      |      |
|       | AP                  |      |      | 8    |      |      |      |      |      |      |      |      |      |
|       | PP                  |      |      |      | 8    | 10   | 13   | 12   | 15   | 20   | 12   | 8    | 14   |
|       | PSOE                | 8    | 19   | 13   | 12   | 10   | 12   | 14   | 15   | 11   | 11   | 13   | 12   |
|       | Participa           |      |      |      |      |      |      |      |      |      | 3    |      |      |
|       | Adelante            |      |      |      |      |      |      |      |      |      |      | 4    |      |
|       | UCD                 | 9    |      |      |      |      |      |      |      |      |      |      |      |
|       | Vox                 |      |      |      |      |      |      |      |      |      | 0    | 2    | 3    |
|       | IU-AA-Con Andalucía |      |      |      |      |      |      |      |      |      |      |      | 2    |
| Total | Total               | 31   | 31   | 31   | 31   | 33   | 33   | 33   | 33   | 33   | 33   | 31   | 31   |

#### Conseil de gouvernement local
Le conseil de gouvernement local (Junta de Gobierno local) constitue un organe plus resserré. Présidé par le maire, il se compose de conseillers municipaux désignés par ce dernier, à hauteur maximale d’un tiers du total des élus municipaux. Lors de ces réunions hebdomadaires, dont les délibérations sont tenues secrètes, les membres de ce conseil politique élaborent, discutent et approuvent les projets qui seront ensuite débattus en conseil municipal : projets de règlements, budget… Ils statuent également sur l’offre d’emplois publics à la mairie.

### Liste des maires
| Mandat    | Maire | Maire                             | Parti |
| --------- | ----- | --------------------------------- | ----- |
| 1979-1983 |       | Luis Uruñuela (es)                | PSA   |
| 1983-1987 |       | Manuel del Valle (es)             | PSOE  |
| 1987-1991 |       | Manuel del Valle (es)             | PSOE  |
| 1991-1995 |       | Alejandro Rojas-Marcos (es)       | PA    |
| 1995-1999 |       | Soledad Becerril                  | PP    |
| 1999-2003 |       | Alfredo Sánchez Monteseirín       | PSOE  |
| 2003-2007 |       | Alfredo Sánchez Monteseirín       | PSOE  |
| 2007-2011 |       | Alfredo Sánchez Monteseirín       | PSOE  |
| 2011-2015 |       | Juan Ignacio Zoido                | PP    |
| 2015-2019 |       | Juan Espadas                      | PSOE  |
| 2019-2023 |       | Juan Espadas Antonio Muñoz (2022) | PSOE  |
| 2023-2027 |       | José Luis Sanz                    | PP    |

### Districts et quartiers

Les districts de Séville et les communes limitrophes en 2013.

#### Districts
Le 14 juillet 2005, le « Règlement des juntes municipales de districts » (Reglamento Orgánico de las Juntas Municipales de Distritos) a divisé Séville en onze districts,. Chacun des districts est organisé par une junte municipale de district qui possède son délégué et ses bureaux administratifs.

#### Quartiers
Même si le règlement de 2005 a défini très précisément leurs limites, la notion de quartier est, à Séville, plus souvent historique et culturelle qu'administrative et reste donc floue. Le sentiment d'appartenance des habitants influe sensiblement sur la définition des quartiers de la ville qui sont souvent constitués autour des anciennes paroisses dans le centre historique. Leur nombre et leurs frontières évolue logiquement avec le temps et la transformation de la ville. La structure du centre historique est particulièrement difficile à cerner. On y distingue de grands ensembles ou zones (Macarena, Santa Cruz…), eux-mêmes divisées en sous-unités, sans que cela ne soit tout à fait bien établi d'un point de vue légal. On trouvera ainsi à la Macarena les quartiers de Santa Marina ou San Julián, ou encore le quartier de Santa Ana à Triana, autour des églises éponymes.
| Districts                                  | Quartiers |
| ------------------------------------------ | --- |
| District de Bellavista–La Palmera          | Bellavista, Heliópolis, Elcano-Los Bermejales, Sector Sur-La Palmera-Reina Mercedes, Pedro Salvador-Las Palmeritas, Barriada de Pineda |
| District Casco Antiguo (centre historique) | El Arenal, Encarnación-Regina, Alfalfa, San Bartolomé, San Lorenzo, San Gil, Museo, Santa Catalina, Santa Cruz, Feria, San Julián, San Vicente |
| District de Cerro-Amate                    | Amate, Juan XXIII, Los Pájaros, Rochelambert, Santa Aurelia-Cantábrico-Atlántico-La Romería, Palmete, El Cerro, La Plata |
| District Este-Alcosa-Torreblanca           | Colores-Entreparques, Torreblanca, Parque Alcosa-Jardines del Edén, Palacio de Congresos-Urbadiez-Entrepuentes |
| District de Los Remedios                   | Tablada, Los Remedios |
| District de Macarena                       | Begoña - Santa Catalina, Campos de Soria, Cisneo Alto - Santa María de Gracia, Cruz Roja - Capuchinos, Doctor Barraquer - Grupo Renfe - Policlínico, El Carmen, El Cerezo, El Torrejón, Hermandades - La Carrasca, La Barzola, La Palmilla - Doctor Marañón, La Paz - Las Golondrinas, Las Avenidas, León XIII - Los Naranjos, Los Principes - La Fontanilla, Macarena Tres Huertas - Macarena Cinco, Pino Flores, Pío XII, Polígono Norte, Retiro Obrero, Santa Justa y Rufina - Parque Miraflores, Santa María de Ordas - San Nicolás, Villegas |
| District de Nervión                        | Nervión, San Bernardo, Huerta del Pilar, La Florida, La Buhaira, La Calzada, San Roque, Ciudad Jardín |
| District Nord                              | Barriada Pino Montano, Consolación, El Gordillo, Las Almenas, San Jerónimo, La Bachillera, Los Carteros, San Diego (Sevilla), Los Arcos, Las Naciones-Parque Atlántico-Las Dalias, San Matías, Aeropuerto Viejo, Valdezorras |
| District de San Pablo - Santa Justa        | Árbol Gordo, La Corza, Las Huertas, San Carlos-Tartessos, San José Obrero, El Fontanal-María Auxiliadora-Carretera de Carmona, Santa Clara, Zodiaco, San Pablo A y B, San Pablo C, San Pablo D y E, Huerta de Santa Teresa |
| District Sud                               | El Prado-Parque de María Luisa, Huerta de la Salud, El Porvenir, Giralda Sur, El Plantinar, Felipe II-Los Diez Mandamientos, Tabladilla-La Estrella, Bami, Tiro de Línea-Santa Genoveva, La Oliva, Avenida de la Paz, El Juncal-Híspalis, Las Letanías, Sector Sur |
| District de Triana                         | Triana Casco Antiguo, Barrio León, El Tardón-El Carmen, Triana Este, Triana Oeste |

## Transports

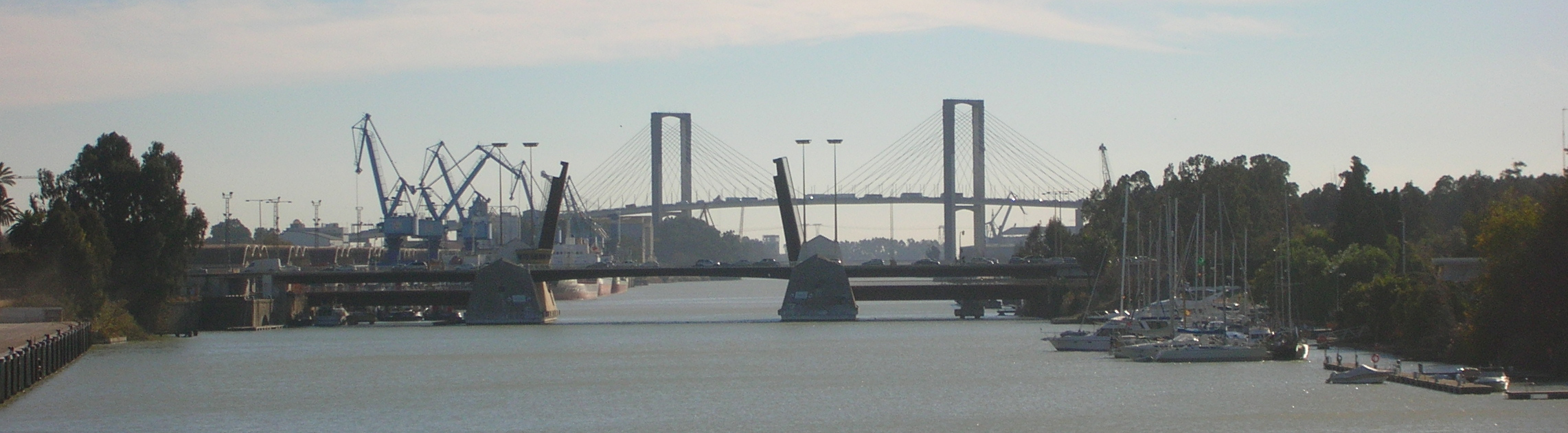
Le port de Séville et, en arrière-plan, le pont du Cinquième Centenaire.

La capitale andalouse est connectée à un important réseau de communications, la reliant par voies routière, aérienne et ferroviaire à l’ensemble de l’Andalousie, de la péninsule ibérique et au reste de l’Europe. L’Expo ’92 a joué un rôle primordial dans le développement des infrastructures de transports, le président du gouvernement Felipe González, sévillan d’origine, ayant activement appuyé cette politique de désenclavement de la cité. Par ailleurs, la municipalité et le gouvernement andalou ont mis en place un réseau très dense de transports urbains par autobus. La première ligne de tramway a été inaugurée en octobre 2007 entre la plaza Nueva et le Prado de San Sebastián. De plus, la première ligne de métro est entrée en service le 2 avril 2009.

### Transport aérien

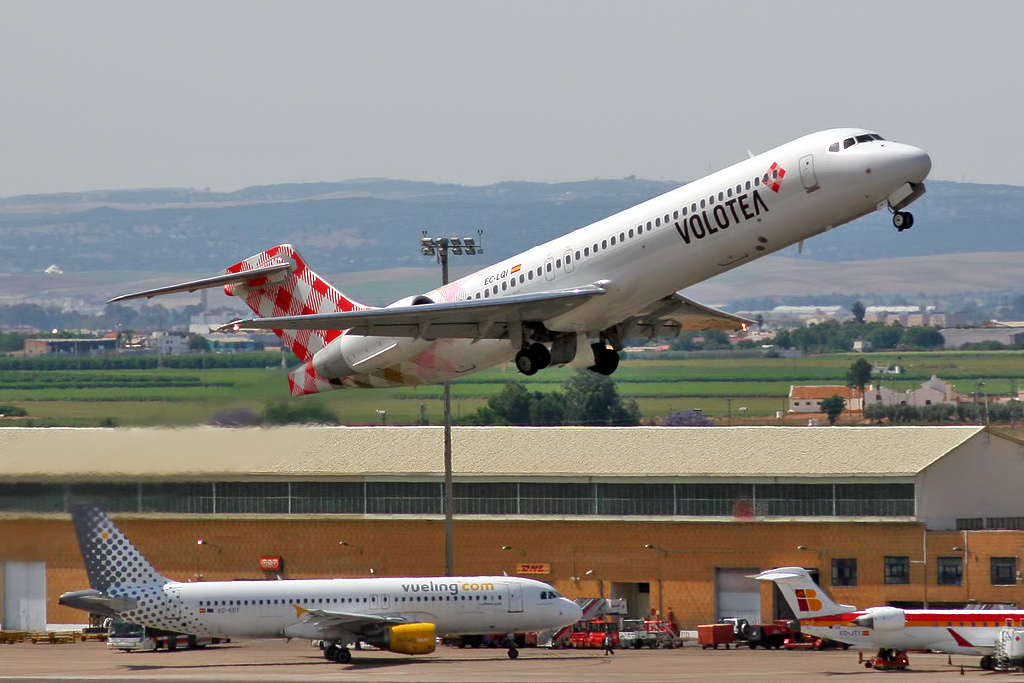
Boeing 717 à l'aéroport de Séville.

Séville dispose d'un aéroport situé à quelque 10 km du centre de la ville : l'Aéroport de Sevilla San Pablo. Totalement restructuré et agrandi à l’occasion de l'Expo '92, le terminal est désormais relié aux principaux aéroports du pays (Barcelone, Madrid, Palma, Bilbao…) et d'Europe (Paris, Londres…). San Pablo a reçu, en 2019, 7 547 000 passagers, dont 51,3 % en provenance de l’étranger.

### Transport ferroviaire

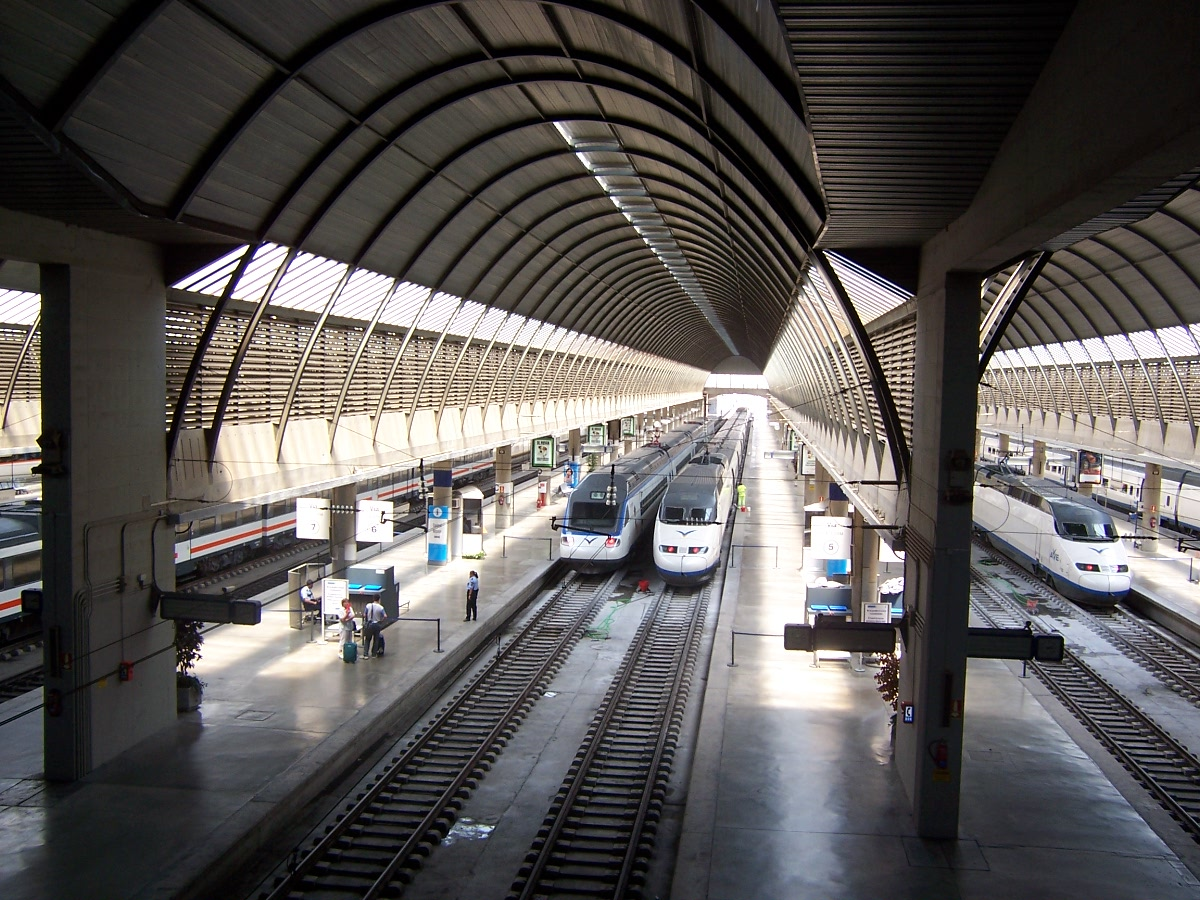
La gare de Séville-Santa Justa.

En prévision de l’Expo ’92, Séville s’est vu accorder la première ligne à grande vitesse espagnole (AVE), reliant la ville à Madrid, via Cordoue. La très moderne gare de Séville-Santa Justa a été bâtie afin d’accueillir les nouvelles rames de l’AVE, et fut inaugurée par le roi Juan Carlos peu avant l’Exposition. La gare est desservie quotidiennement par une trentaine de trains à grande vitesse, qui ont transporté 3 969 600 passagers en 2015. Néanmoins, la configuration des lignes classiques espagnoles ne permet pas à l’heure actuelle de relier directement Séville à toutes les grandes villes espagnoles. Seules quelques agglomérations sont connectées à elle, telles Madrid, Barcelone ou Valence.
En revanche, la Renfe et le gouvernement andalou ont développé un excellent réseau régional, unissant les plus importantes localités de la province et de la communauté. D’autre part, Séville bénéficie d’un service de Cercanías (réseau de banlieue) qui la connecte régulièrement avec les communes de son aire métropolitaine.

### Transport routier
Séville jouit d'un raccordement optimal au réseau routier (autovías, voies rapides) et autoroutier (autopistas, autoroutes payantes) national, qui relie la capitale andalouse aux principales villes du pays. Vers les villes andalouses, la ville, ceinte de rocades (SE-30, SE-40…) et de voies d'accès (A-8002…), est desservie par l'AP-4 (Séville - Cadix) et l'A-92 (Séville-Almería par Grenade), mais également par l'A-47 et l'A-49. Ces deux dernières infrastructures routières la relient au Portugal, par Rosal de la Frontera et par Huelva et Ayamonte, respectivement. Les liaisons avec le reste de l'Espagne sont assurées par l'autoroute A-66 (Gijón - Salamanque - Mérida - Séville) et l'A-4 (Séville - Cordoue - Madrid).
Le transport en autocar est bien plus utilisé en Espagne que dans d’autres pays d’Europe, comme la France. Séville est dotée de deux gares routières, gare routière du Prado de San Sebastián et gare routière de Séville-Plaza de Armas), d’où sont assurées des liaisons avec toute l’Andalousie, l’Espagne, le Portugal et l’Europe.

### Transport urbain

#### Autobus

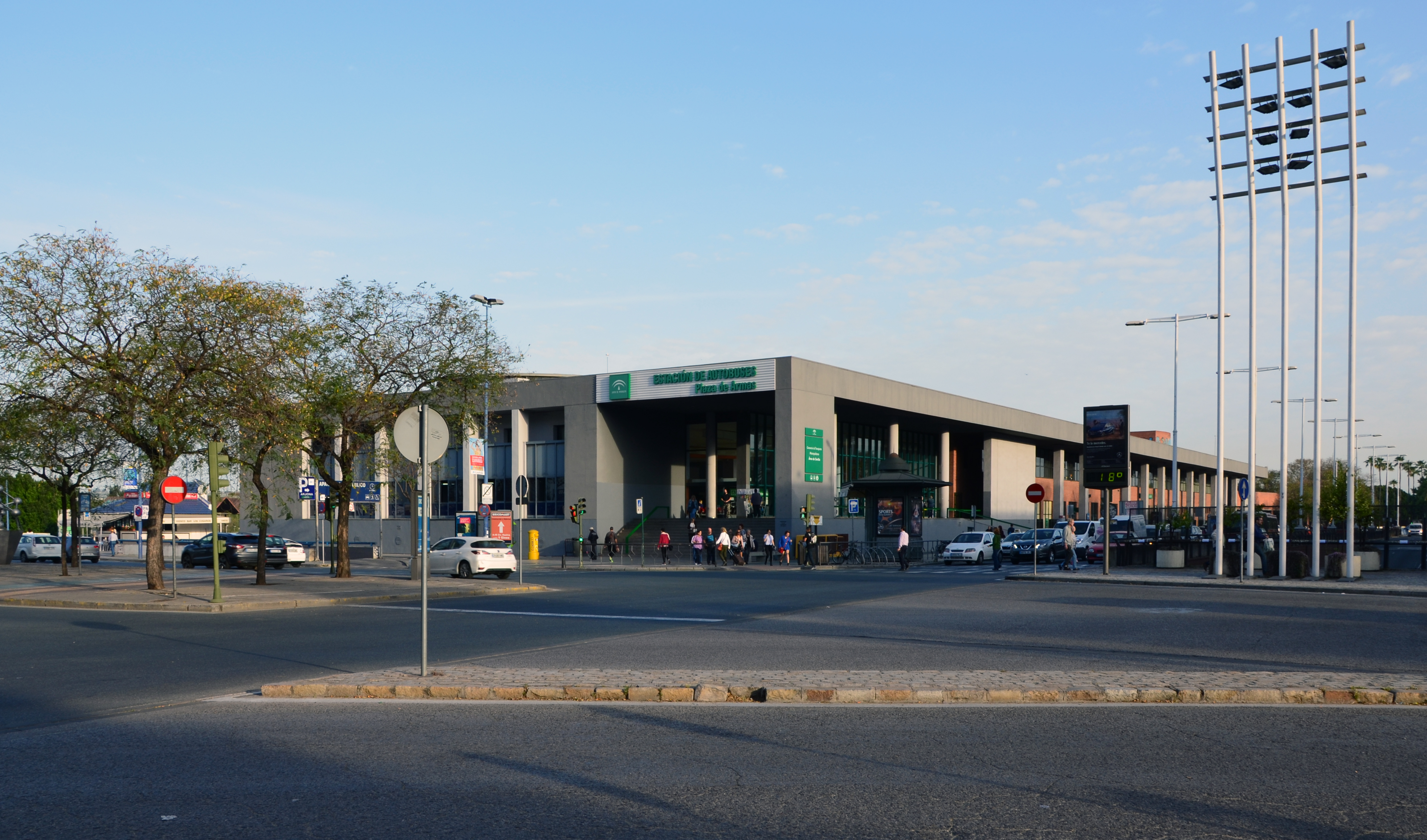
Gare routière Plaza de Armas.

La municipalité, la diputación et la communauté autonome ont organisé un vaste réseau de transports urbains.
L'entreprise Tussam gère une cinquantaine de lignes d'autobus qui desservent la ville. Dans un souci de protection de l'environnement, la moitié des bus roulent au gaz naturel.
Le Consorcio de Transporte Metropolitano del Área de Sevilla (es) (Consortium de transport de l'aglomeration de Séville) gère une centaine de lignes reliant Séville à sa banlieue.
Il y a deux gares routières (Plaza de Armas et Prado de San Sebastián) qui relient Séville à d'autres villes d'Espagne et de l'étranger.

#### Métro

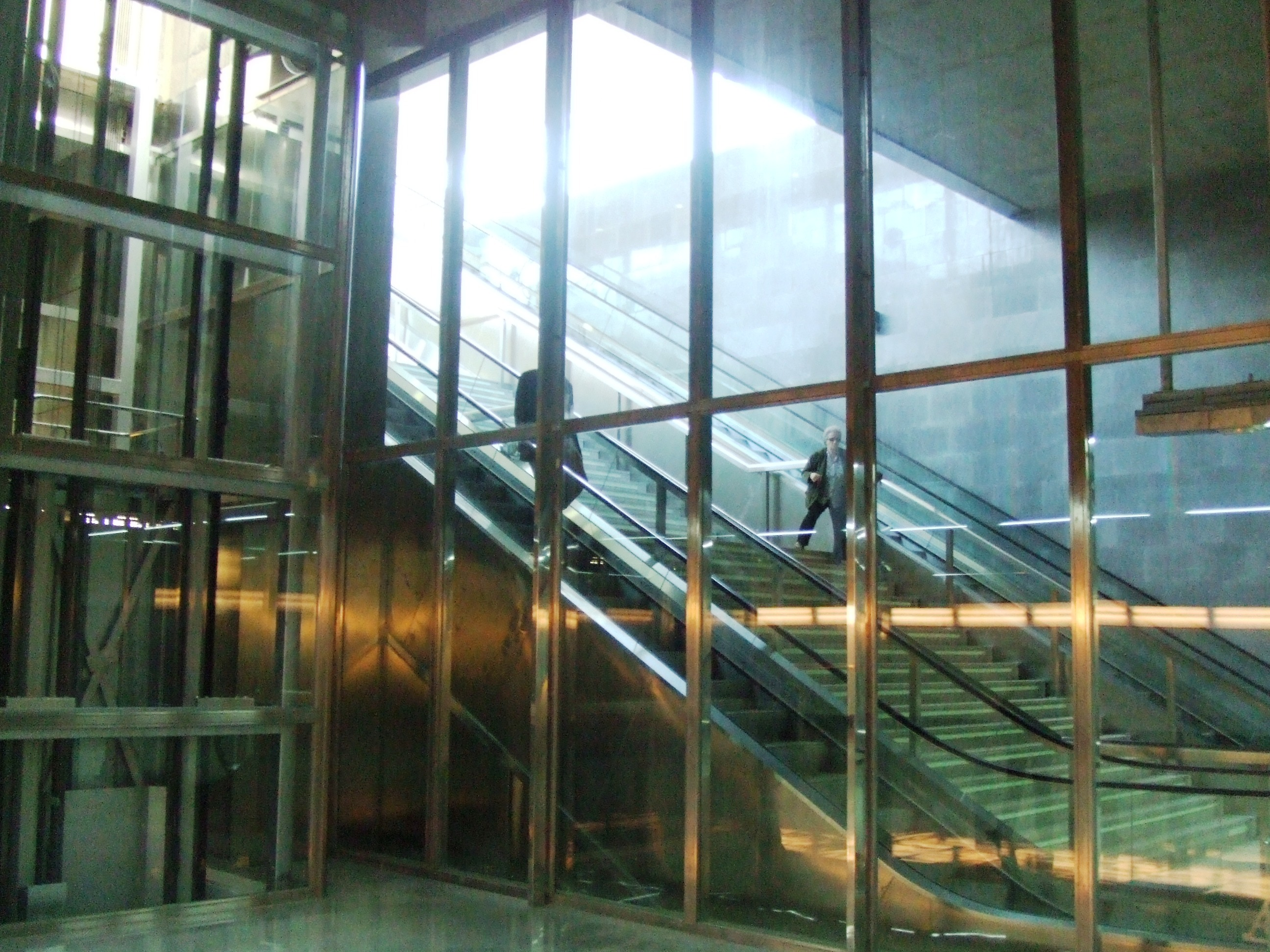
Station du métro de Séville.

Après l'échec d'un premier projet lancé dans les années 1970 par l'État et abandonné dans les années 1980 par la mairie, les travaux pour la réalisation du métro sévillan, financés par le gouvernement régional, commencent en 2003. Devant compter à terme quatre lignes, il est inauguré en 2009 — avec trois ans de retard sur la date initialement programmée — avec une seule ligne circulant d'est en ouest et desservant trois autres communes. La construction d'une deuxième ligne allant du nord au sud doit débuter en 2022.

#### Tramway

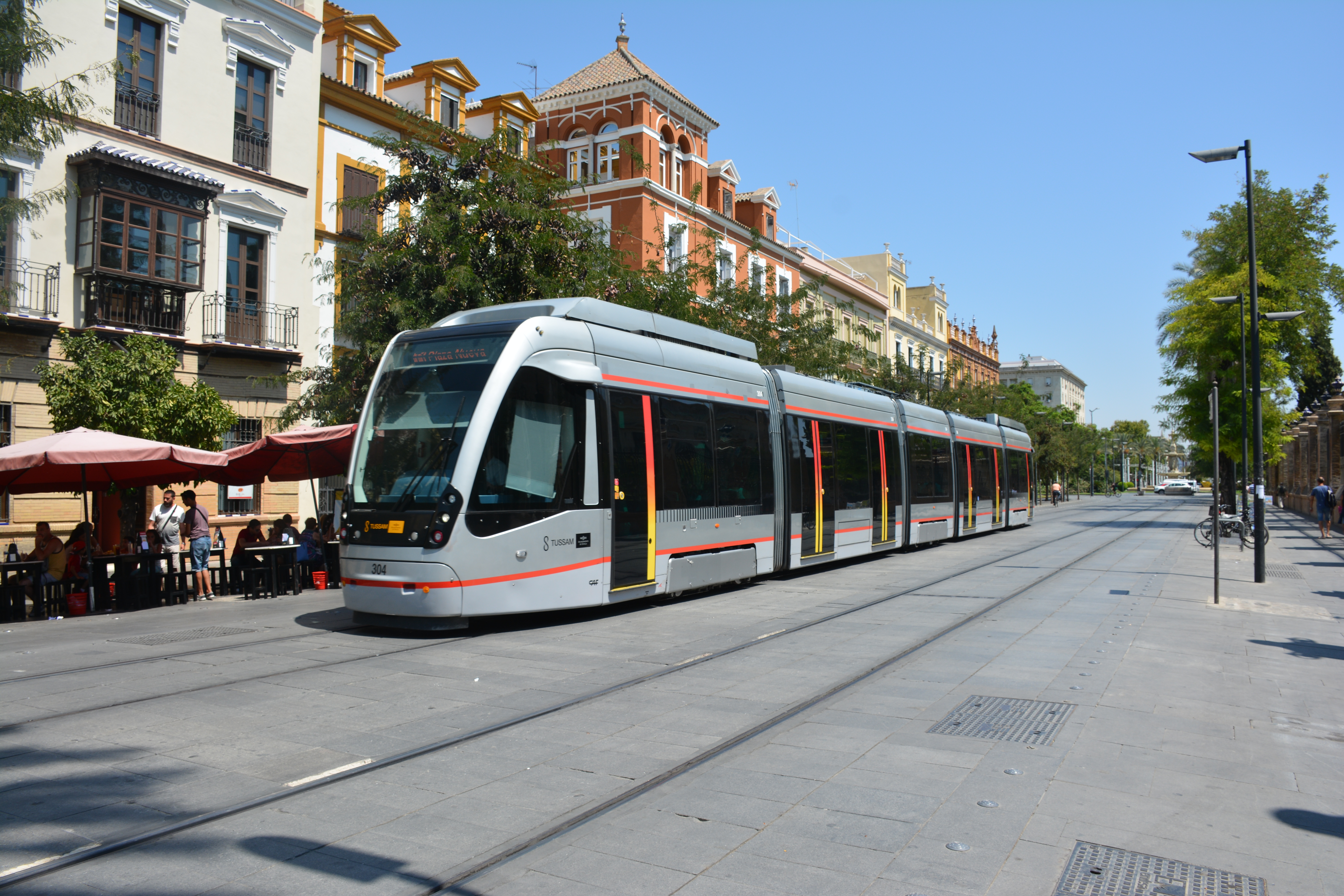
MetroCentro, le tramway de Séville.

Toujours dans le souci d'optimiser le système de transports, une ligne de tramway, baptisée MetroCentro a été construite sur 2,2 km à travers le centre de la ville (entre la gare de San Bernardo et la plaza Nueva). Elle a été inaugurée le 28 octobre 2007 et prolongée en avril 2011. Créée pour désengorger le centre historique en interdisant la circulation sur l'Avenida de la Constitución, elle a motivé le déplacement de la principale plaque tournante du réseau de bus (auparavant à la Puerta de Jerez) plus au nord sur le parcours du tram, au Prado de San Sebastián.

#### Vélo

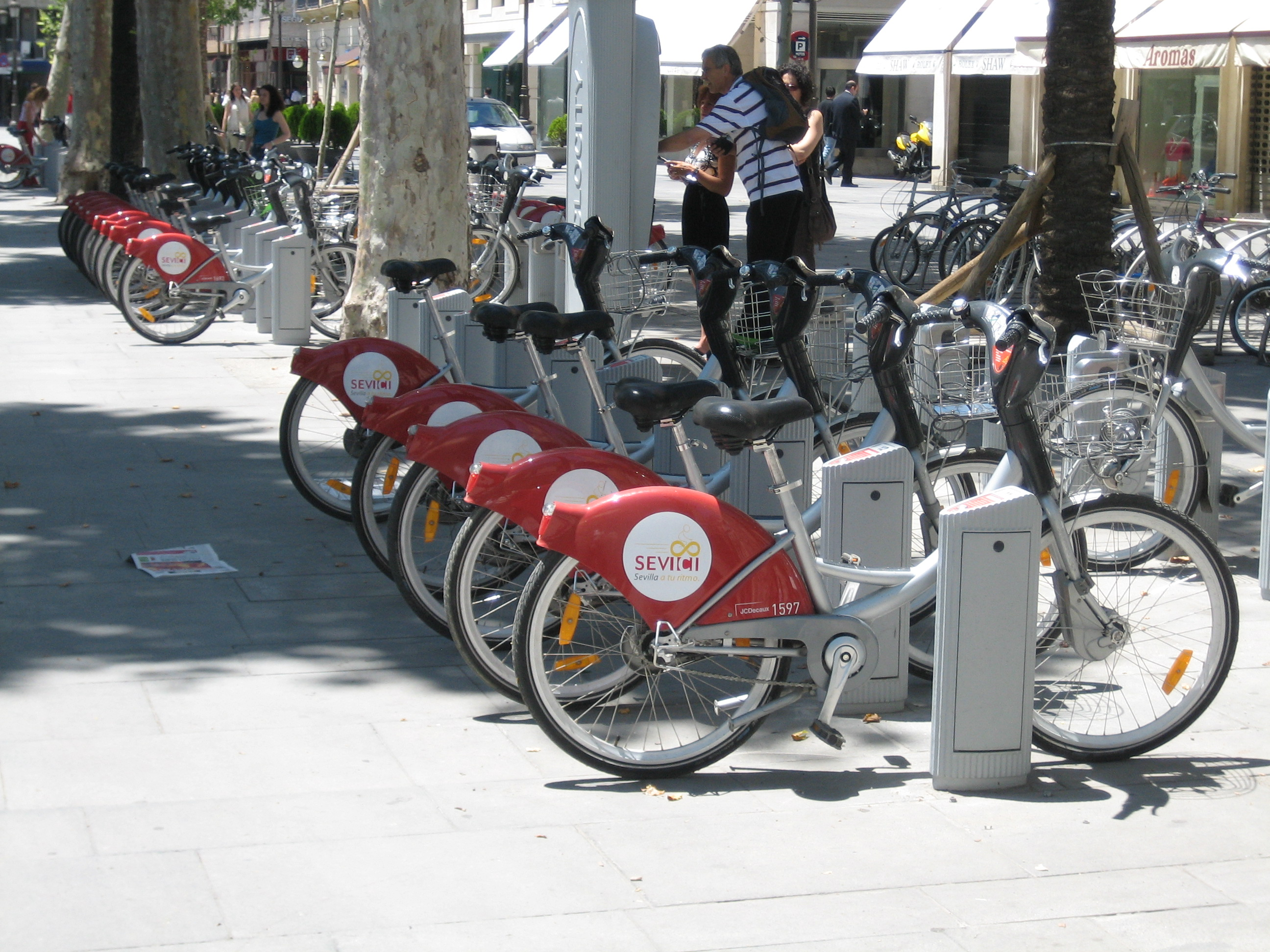
Vélos de SEVICI.

C'est également par souci de désengorgement du centre que plusieurs dizaines de kilomètres de pistes cyclables ont été mis en place ces dernières années. En parallèle, la ville a installé en 2007, par l'intermédiaire de l'entreprise SEVICI de nombreux points de location de vélos, dont le nombre ne cesse d'augmenter : en 2011, 2 500 bicyclettes sont disponibles sur 250 points de location à travers la ville,.

## Économie
Séville est le siège des institutions andalouses, dont le parlement d'Andalousie, la Junta de Andalucia.
L’activité économique de Séville ne saurait être détachée du contexte géographique et urbain de la ville. La capitale de l’Andalousie est le centre d’une vaste agglomération, dont la croissance soutenue témoigne de l’attractivité de la ville et de ses alentours, qui bénéficient en retour de l’attraction qu’exerce le chef-lieu, en voyant s’installer de nombreux habitants mais aussi de vastes zones industrielles et commerciales.
Le climat et l’art de vivre sévillans sont des facteurs d’attractivité pour une ville dotée d’un excellent réseau de communications, et jouissant d’un emplacement géographique privilégié. Séville se situe ainsi à la tête des villes andalouses dans le domaine économique .
Les infrastructures dont dispose la ville contribuent à la croissance d'une économie dominée par le secteur des services, dans laquelle l'industrie tient une place non négligeable.

### Infrastructures

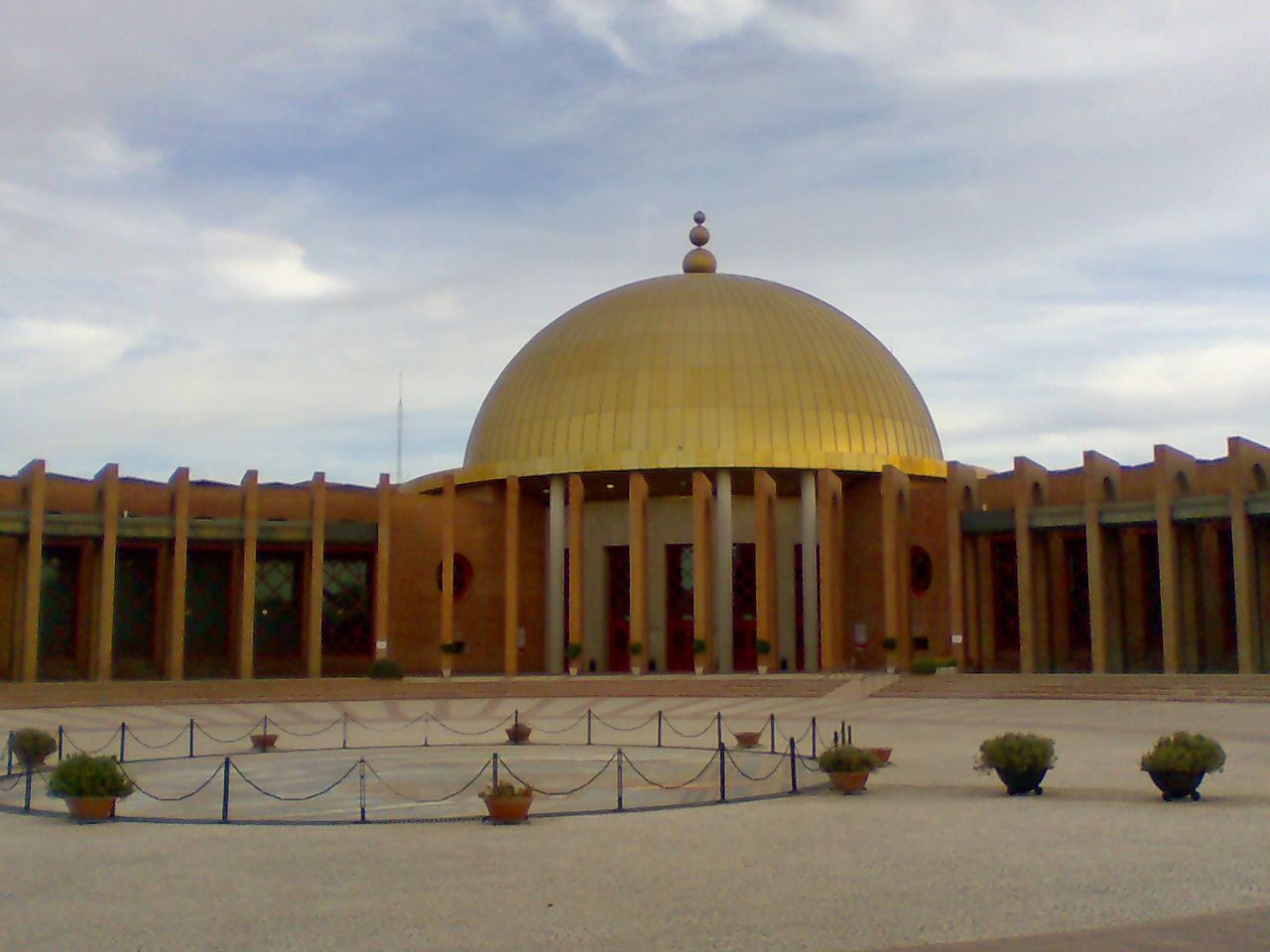
Le palais des congrès et des expositions de Séville (FIBES).

Le développement économique de la cité et de son aire urbaine s’explique par la présence d’infrastructures fondamentales pour la circulation des biens et des personnes, mais également pour l’évolution des entreprises et de leurs activités. Leur création a accompagné la croissance de l’agglomération sévillane.
Outre le réseau de transports optimal la desservant (voir supra), Séville dispose du seul port fluvial de la péninsule ibérique, situé à 80 km de l’embouchure du Guadalquivir. Ce complexe portuaire offre un accès à l’Atlantique et à la Méditerranée, et permet des échanges de marchandises entre le sud de l'Espagne (Andalousie, Estrémadure) et l’Europe, le Moyen-Orient et de l’Afrique du Nord. Le port a subi ces dernières années d’importants travaux de restructuration et d’agrandissement. Le tonnage annuel s’élevait à 5,3 millions de tonnes de marchandises en 2006.
Séville possède par ailleurs un centre de transport de marchandises. Ce complexe, situé à l’est de la ville, est connecté aux réseaux ferroviaire et routiers, lesquels lui permettent un accès aux zones portuaire et aéroportuaire.
Séville s’étant tournée depuis le début des années 2000 vers la promotion du tourisme d'affaires, elle s'est pourvue à cet effet d'un Palais des congrès. Celui-ci accueille divers foires et congrès, et s’est hissé au troisième rang espagnol au regard de la fréquentation annuelle, laquelle s’élève à un million de visiteurs.
Enfin, décidés à renforcer la dimension technologique et industrielle de l'activité économique de la ville, les pouvoirs publics ont procédé à l'implantation de zones industrielles et de technopôles. Non loin, Dos Hermanas accueille la plus grande zone industrielle andalouse, tandis qu’Alcalá de Guadaíra possède la plus vaste surface industrielle de la communauté. À Séville ont par ailleurs été aménagés deux technopoles de haute qualité :
- le Parque Científico Tecnológico Sevilla Tecnopolis, qui regroupe sur 900 000 m2 des entreprises, centres de recherche et départements universitaires orientés vers le développement des nouvelles technologies. 29 000 personnes y travaillent. C’est le plus important technopôle de ce genre en Espagne, quant au chiffre d’affaires ;
- le Parque Tecnológico y Aeronáutico Aerópolis, établi sur 580 000 m2 et orienté vers l’industrie aéronautique.

### Caractéristiques par secteur
(mai 2014).

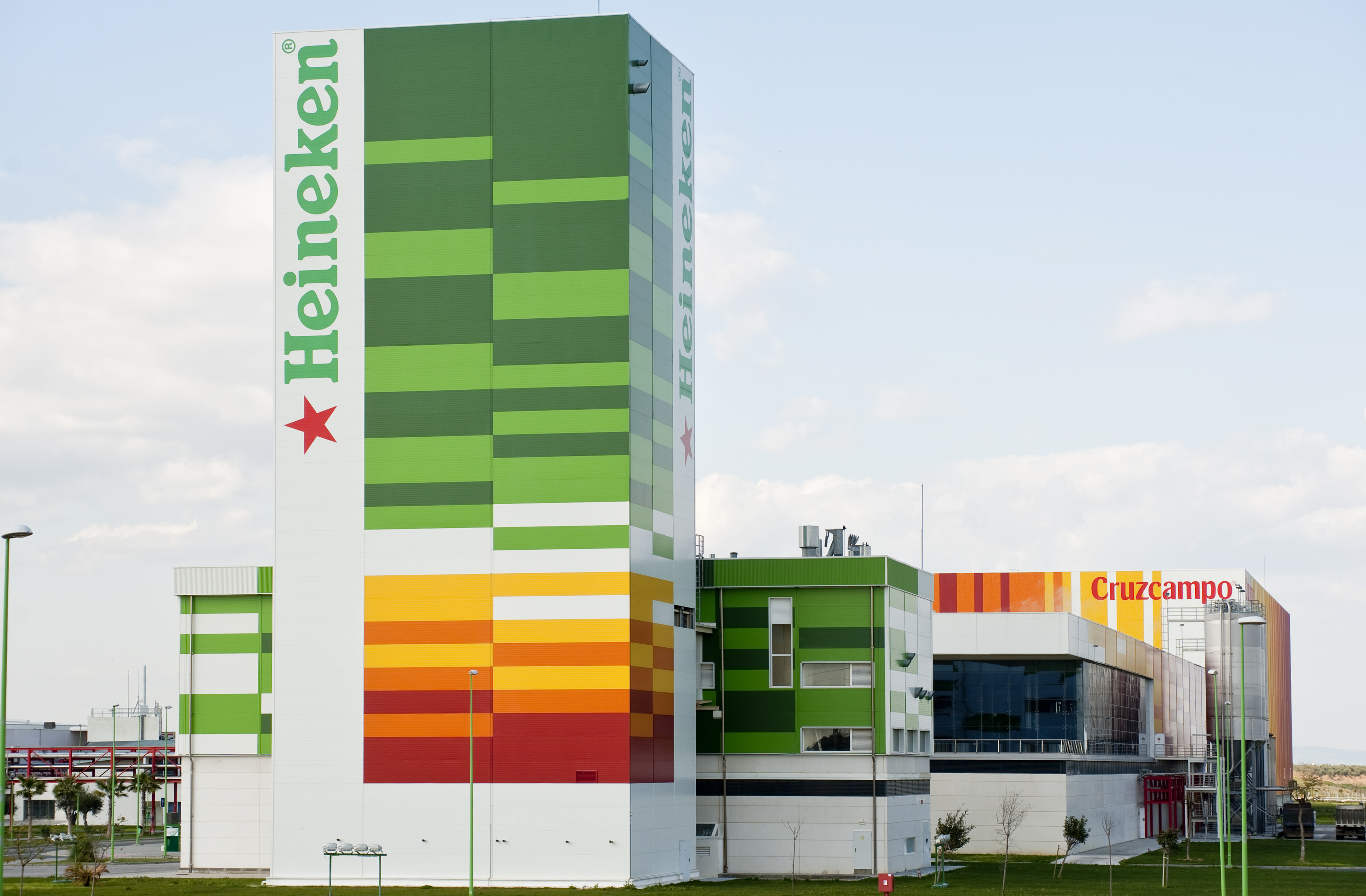
Usine Heineken de brasserie à Séville.

La ville de Séville et son agglomération ont, de par leur situation au cœur de la plaine du Guadalquivir, maintenu une activité agricole dynamique, l’industrie agroalimentaire y est florissante. La région s’est depuis longtemps tournée vers l’avenir, en investissant massivement dans les activités industrielles, favorisées par les infrastructures existantes, et, de plus en plus, vers les services et les nouvelles technologies. Séville concentrait, en 2004, 31 % des grandes entreprises andalouses et 128 des 6 000 plus grandes entreprises nationales. L’agglomération comptait en 2005 une population active de 471 947 personnes, dont 329 471 (69,81 %) pour la ville centre.

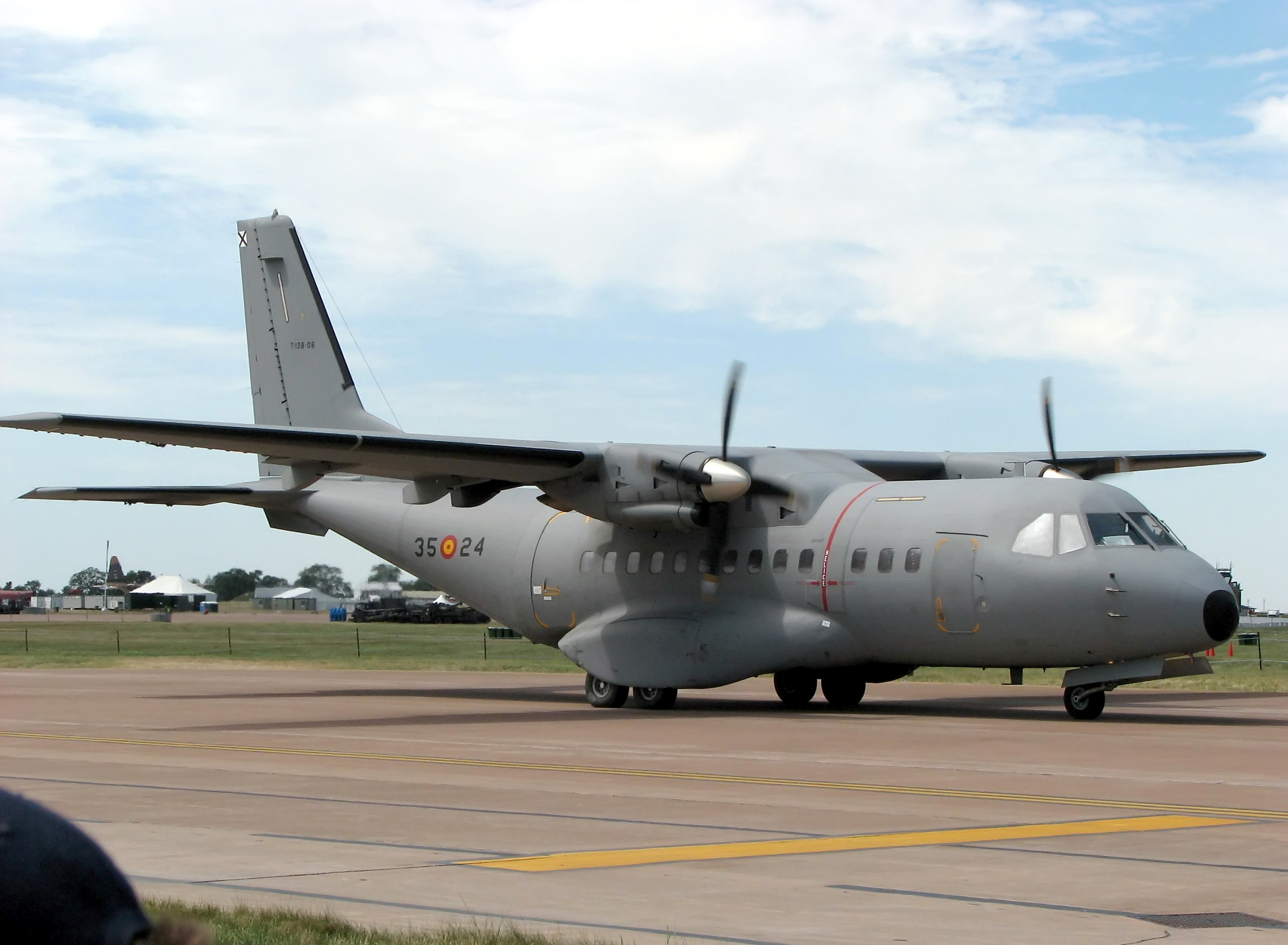
Avion militaire construit au siège de EADS CASA à Séville.

- Le secteur agricole ne représente plus guère que 1,3 % des actifs de la ville. Les cultures céréalières, maraîchères, oléicoles et d’agrumes constituent la principale activité agricole dans cette zone de l’Andalousie.
- Le secteur secondaire contribue à hauteur de 28 % au P.I.B. de l’agglomération. Il employait, en 2005, 15,2 % des actifs de la commune de Séville. Il est bien implanté dans l’agglomération, stimulé par les nombreuses zones industrielles, la présence d’infrastructures logistiques adéquates et la proximité des complexes des baies de Cadix et d’Algésiras, et de Huelva. Les activités dominantes sont :
  - l’industrie lourde :
    - énergie : les entreprises Endesa et sa filiale Sevillana-Endesa, spécialisées dans la génération et le transport d’électricité, mais aussi les énergies renouvelables et les télécommunications ; Repsol (hydrocarbures) ; Gas Natural (distribution de gaz) ;
    - chimie : 300 entreprises (dont Brenntag) sont présentes dans le secteur, générant environ 3 000 emplois dans l’agglomération
    - métallurgie : conception de produits finis par un millier d’entreprises employant environ 7 000 personnes

  - secteur de la construction : ce secteur très dynamique en Espagne emploie 7,8 % de la population active sévillane, et représente 11 % du PIB local. 5 000 entrepreneurs sont présents dans le secteur.
  - Industrie agroalimentaire : bénéficiant des productions agricoles de la vallée du Guadalquivir, l’agglomération sévillane possède un secteur agroalimentaire extrêmement actif et performant au niveau national. Les quelque 1 000 entreprises de la branche sont essentiellement spécialisées dans la transformation et la distribution de :
    - boissons rafraîchissantes et la bière : usines de Coca-Cola et PepsiCo, brasserie de la marque Cruzcampo et de sa maison mère, Heineken
    - huile d’olive, produite en quantité dans cette région oléicole
    - tabac : usine Altadis

  - Industrie liée aux transports : Séville se distingue en ce domaine
    - industrie aéronautique : la première usine de la société CASA fut créée en 1940. Elle fut intégrée au groupe EADS en 2000 et compte actuellement trois usines où sont assemblés certains modèles du constructeur européen (CASA C-295, Eurocopter Tigre, Airbus A400M). Certains éléments de l’Airbus A380 sont également préparés en ces lieux. Il existe également une zone industrielle (Aerópolis) dédiée exclusivement à l'aéronautique, où sont situés environ 75 sous-traitants d'EADS et des entreprises innovantes spécialisées dans ce domaine.
    - construction automobile : Séville est le principal centre de production automobile du sud de l’Espagne, grâce notamment à la présence de l’usine Renault San Jerónimo, qui produit environ 35 % de toutes les boîtes de vitesses utilisées par l'Alliance Renault-Nissan[36]. L'origine de cette usine fut la société ISA, fondée en 1938 pour la construction de composants auxiliaires d'aviation, et acquise par Renault en 1966.
    - construction navale : les chantiers navals de Séville ont été fondés en 1944. Après une restructuration en profondeur, ils ont été privatisés en 2009. En 2016, 2 navires ont été construits et 12 ont été réparés[37].

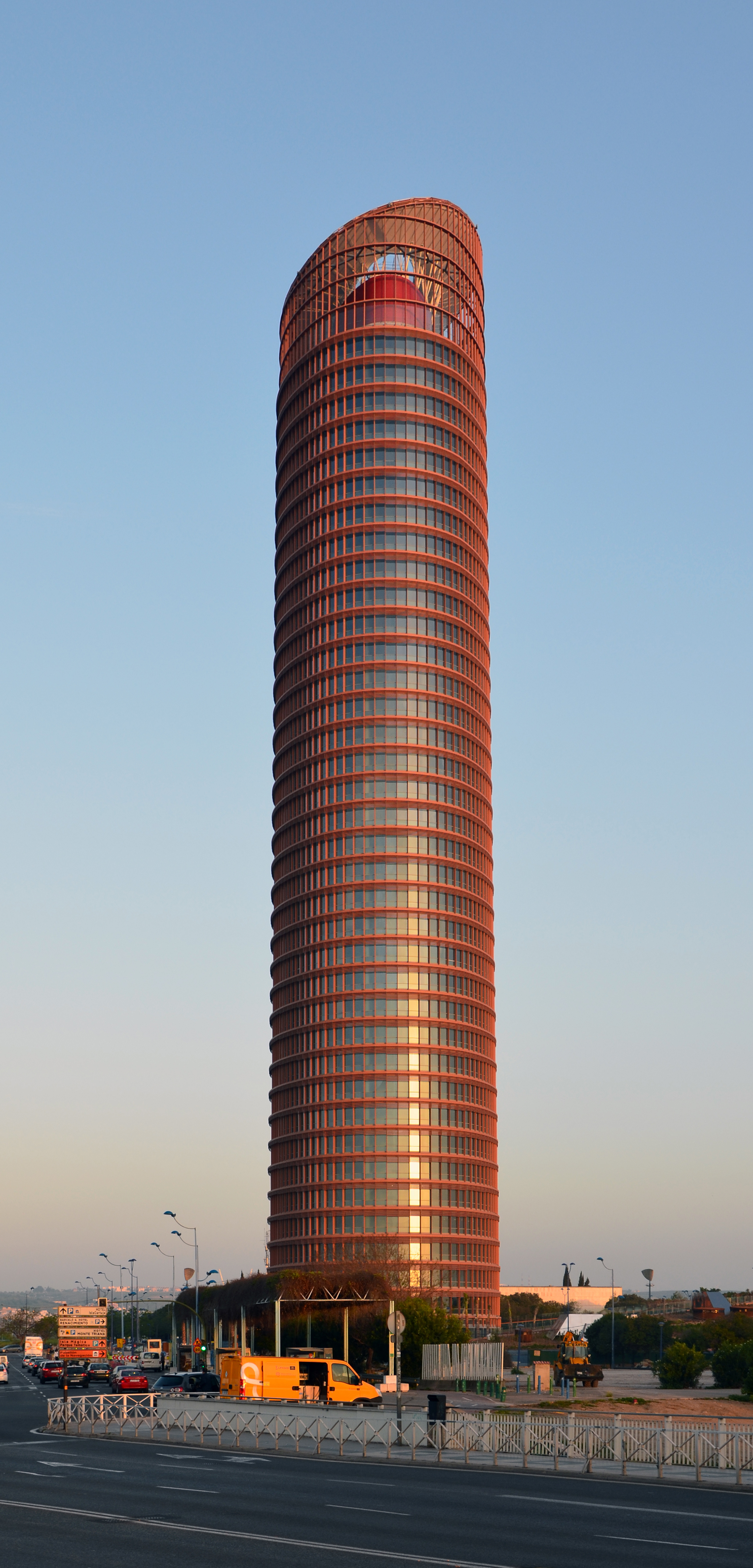
La Torre Sevilla, le gratte-ciel le plus haut de l'Andalousie, mesure 180,5 m.

- Le secteur des services emploie 83,5 % de la population active de Séville. Il représente actuellement une part significative du P.I.B. local et s’articule autour des grandes branches suivantes :
  - Tourisme : il s’agit d’un secteur essentiel dans l’économie de la ville, qui a reçu, en 2006, 2 677 017 touristes[38]. Les atouts de Séville sont son patrimoine historique et sa dimension de ville de culture, la présence d’un parc d'attractions (Isla Mágica), ses fêtes de printemps (Semana Santa, Feria de Abril) et son tourisme d’affaires.
  - Commerce : Séville est la première ville d’Espagne au regard de la surface commerciale par habitant. 25 000 commerces, de toutes tailles, sont répertoriés dans l’agglomération. La ville exerce un attrait considérable sur les régions alentour, et son potentiel de clientèle est estimé à 2 000 000 de consommateurs. Aux commerces de proximité traditionnels, encore très implantés dans toute l’agglomération, s’ajoute une panoplie de grands centres commerciaux, où se sont implantées en nombre les enseignes les plus représentatives de la grande distribution. La ville héberge également un certain nombre de plates-formes logistiques de la grande distribution d’où sont traitées les marchandises à destination des magasins d’Andalousie, d’Estrémadure, des îles Canaries et du sud du Portugal.
  - Service aux entreprises : avec le soutien des pouvoirs publics, la ville a développé ce secteur d’activités, qui représentait, en 2003, 12 % du P.I.B. local. Plus de 1 000 entreprises locales sont spécialisées dans les ressources humaines, l’assistance juridique, le conseil, les systèmes d’informations et autres formes de services.
  - Services financiers : ils représentent 6 % du P.I.B. (2003) et font de Séville le principal centre financier du sud de pays, avec plus de 1 000 succursales. Tous les établissements nationaux y ont établi au moins une agence, et de nombreuses banques internationales s’y sont installées.

### Recherche et développement
À travers ses technopôles et son tissu d’entreprises innovantes, la capitale andalouse se place parmi les toutes premières villes espagnoles en matière de recherche et développement. À cela s’ajoute l’activité scientifique et technologique des universités de la ville, dont certains laboratoires et centres de recherche travaillent en étroite liaison avec le milieu socio-économique local. Ainsi, le Parque Científico Tecnológico Cartuja regroupe des acteurs privés et publics dans divers domaines de recherche.

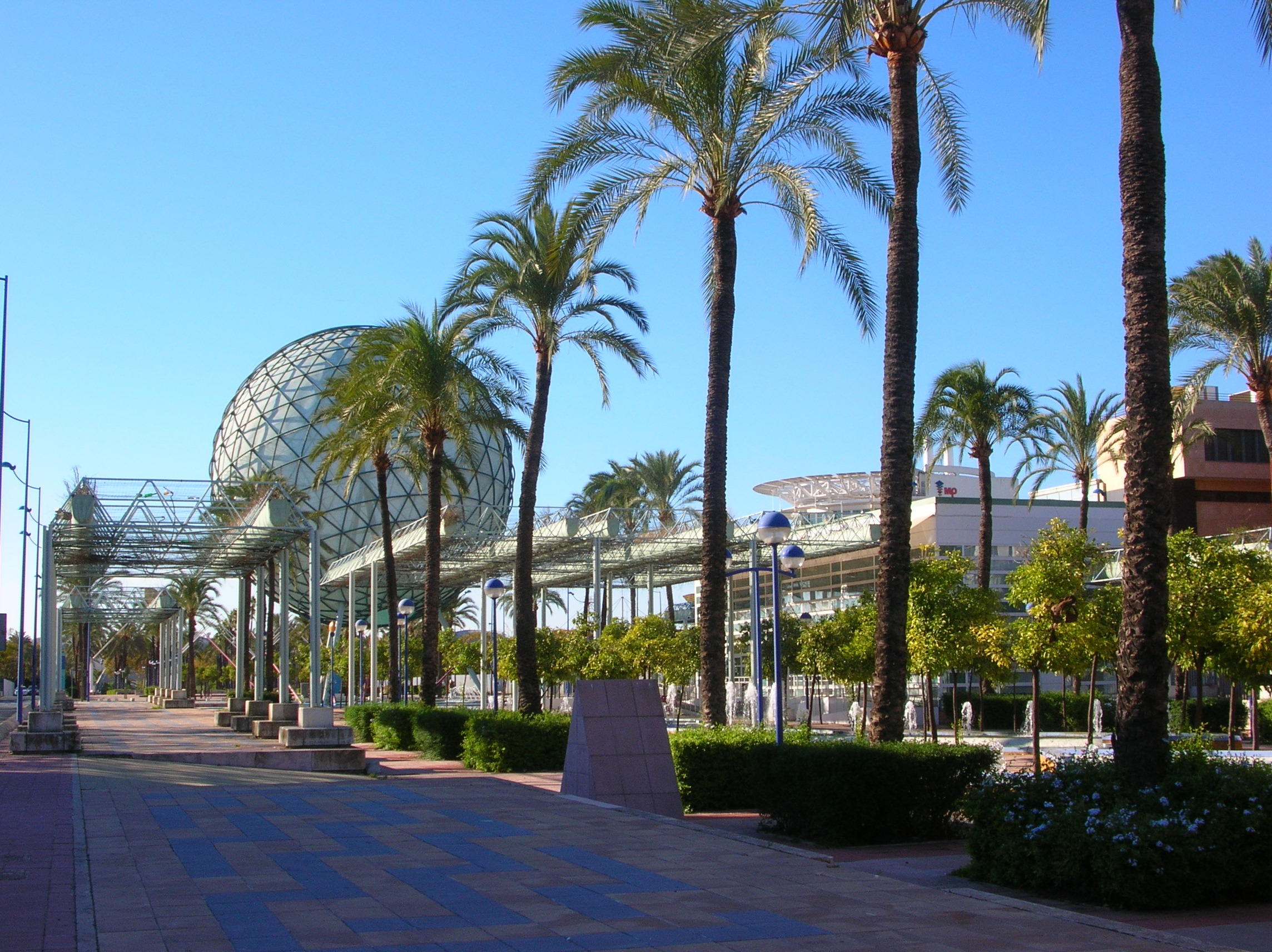
Le parc technologique et scientifique Cartuja 93.

Les principaux axes de recherche et d’innovation s’articulent autour des télécommunications, des nouvelles technologies, des biotechnologies (en relation avec les spécificités agricoles locales), de l’environnement ou encore des énergies renouvelables.

## Enseignement

### Enseignement primaire et secondaire
Le Collège International de San Francisco de Paula est une école privée rattachée à l'Organisation du baccalauréat international, et couvrant tous les âges de la maternelle au secondaire.

### Enseignement supérieur

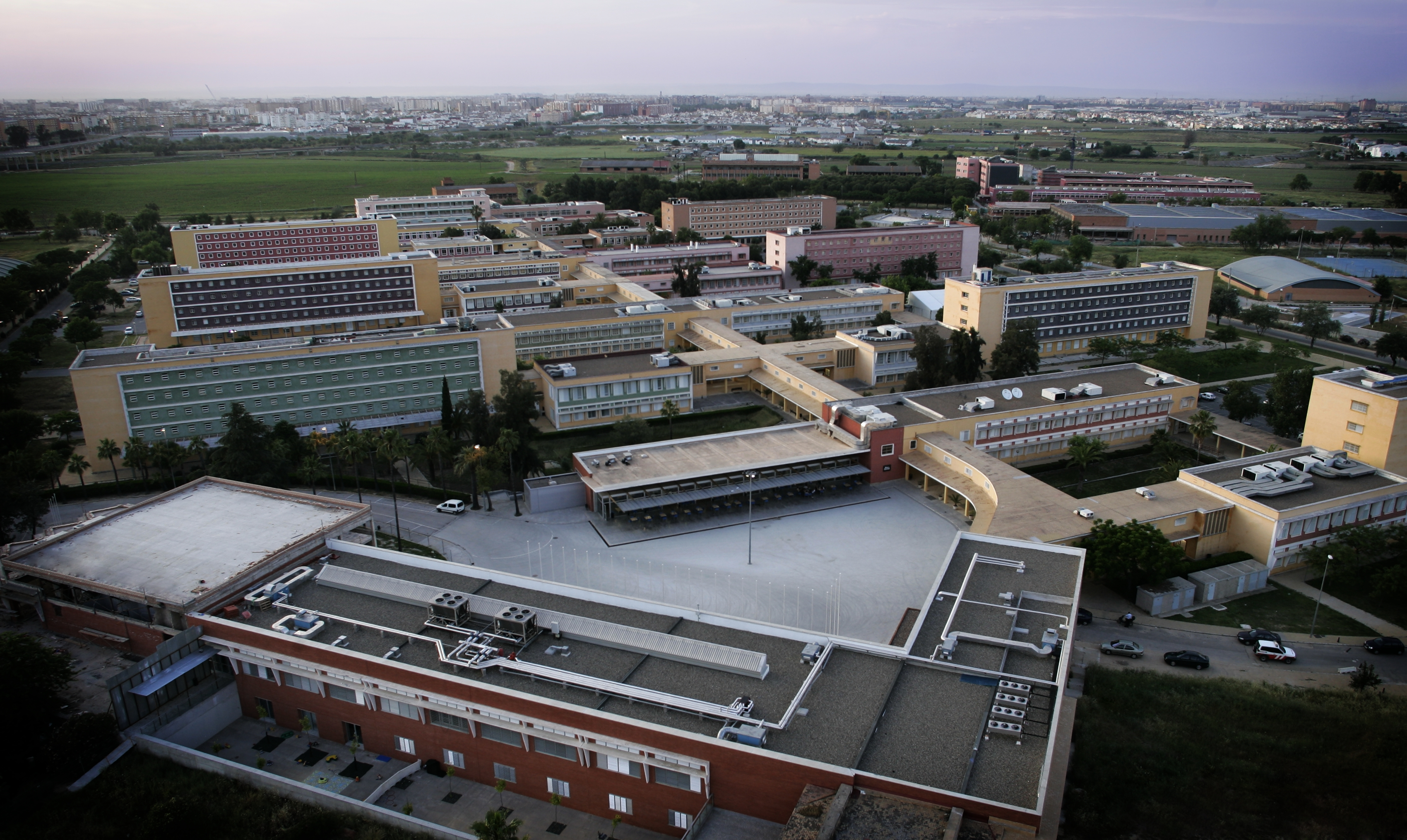
Campus de l'université Pablo de Olavide.

Deux universités publiques sont implantées à Séville. Ces deux établissements regroupent environ 80 000 étudiants répartis sur les différents campus dont disposent les facultés. L'université de Séville (Universidad de Sevilla) — communément appelée la Hispalense —, est l'université la plus ancienne de la ville. Elle fut fondée en 1505 par une bulle du pape Jules II. Elle accueille environ 70 000 étudiants dans ses nombreuses facultés, écoles et instituts, couvrant la plupart des champs disciplinaires, depuis les lettres aux sciences de la santé en passant par les technologies ou les arts. Le siège de l'université est sis dans l'ancienne fabrique Royale de Tabac, un édifice du XVIIIe siècle, qui accueille également les facultés de lettres, et de sciences humaines. Les autres structures sont établies dans les diverses installations de l'établissement, aux quatre coins de la ville.
L'université Pablo de Olavide est une petite université publique fondée en 1997. Construite à l'écart du centre, elle accueille environ 8 600 étudiants, notamment dans les domaines des sciences juridiques, économiques et sociales, des humanités et des sciences du vivant. Elle entretient par ailleurs des liens très étroits avec l'Amérique latine.

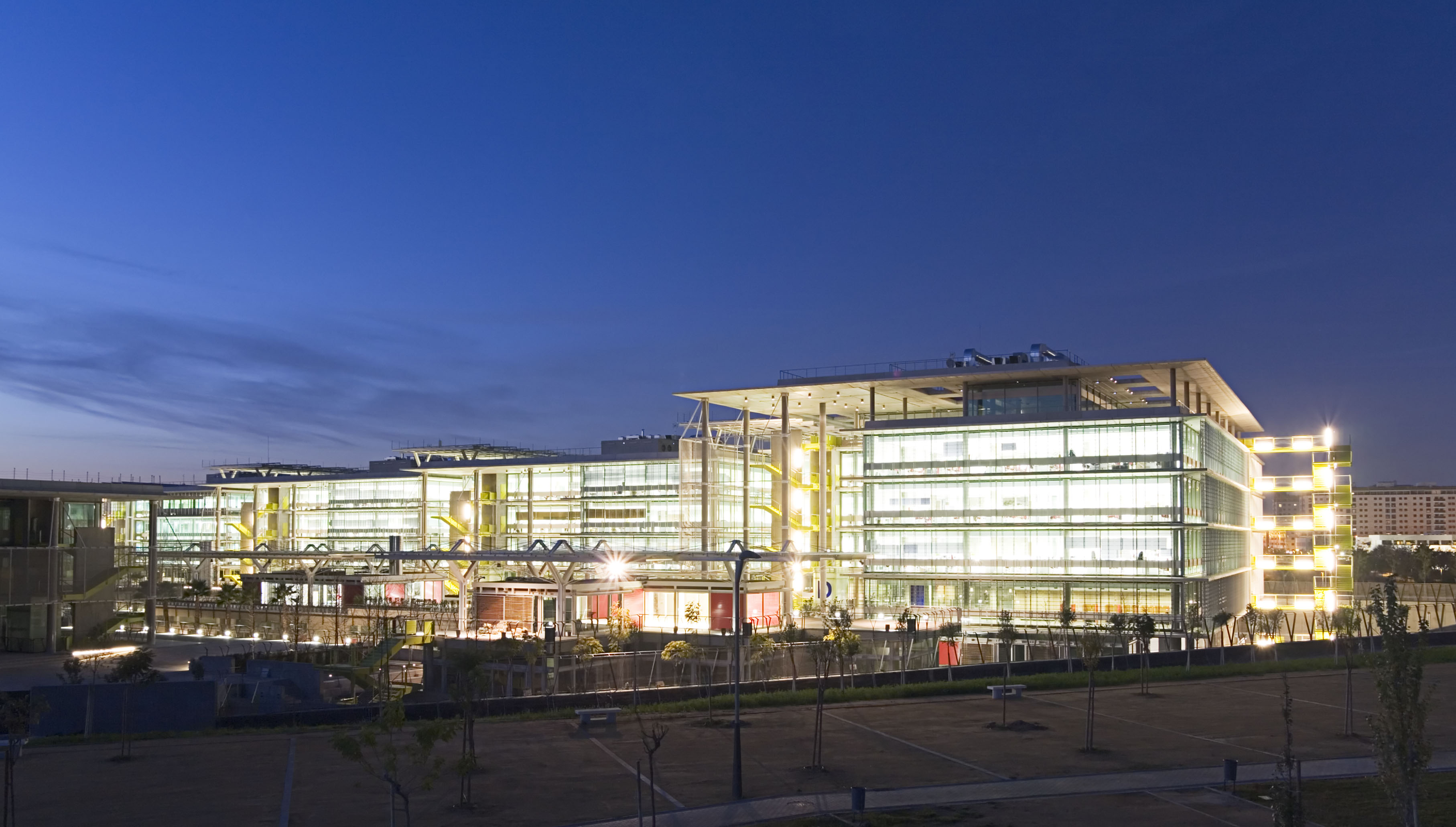
Campus Palmas Altas

La fondation Universidad Fernando III, parrainée par la fondation San Pablo et les Jésuites, eut pour projet de créer la première université privée d’Andalousie, l’université Fernando III. Le projet fut approuvé en mars 2007 par le Parlement d'Andalousie, mais chaque entité a finalement décidé de créer sa propre université privée.
L'université privée CEU Fundación San Pablo Andalucía fut fondée par la fondation San Pablo en 2008, à partir de l'expérience de son centre d’études supérieures à Madrid. Le campus est situé à Bormujos, dans l'agglomération sévillane. Elle accueille environ 3 000 étudiants.
Pour sa part, les Jésuites ont fondé l'université Loyola Andalucía en 2010, ayant son siège au campus Palmas Altas, à côté du Pont du Centenaire, dans un bâtiment conçu par l'architecte britannique Richard Rogers. En 2012, un autre campus a été créé à Cordoue. Elle accueille environ 2 300 étudiants.
Par ailleurs, le gouvernement andalou a fondé en 1994 la Universidad Internacional de Andalucía, qui possède quatre sites répartis sur le territoire de la communauté, dont un à Séville. Cet établissement propose des formations absentes des enseignements dispensés par les universités de la région.

## Urbanisme

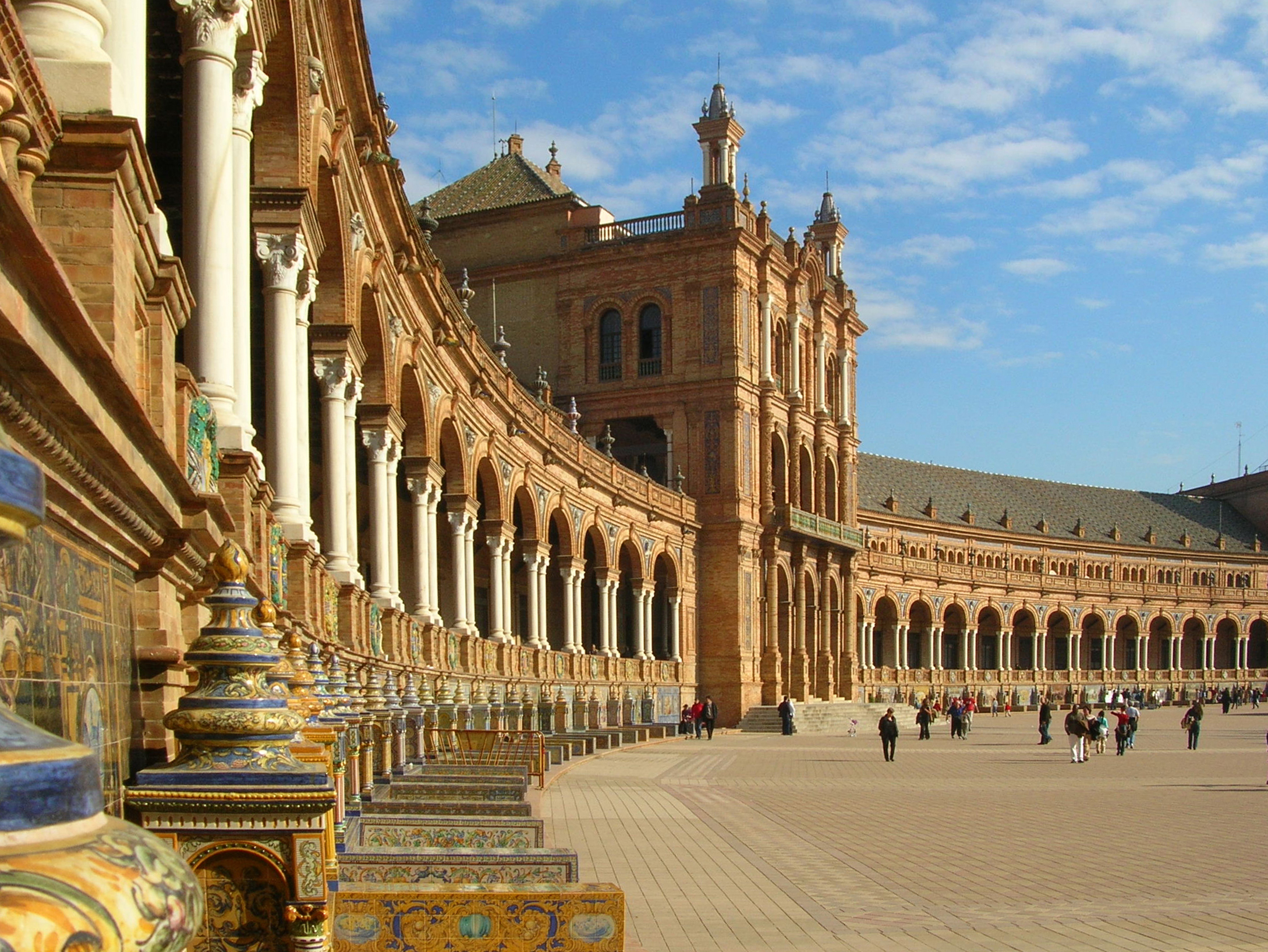
Séville : la place d'Espagne.

Séville est une ville de plaine, dont l'altitude moyenne s'élève à 7 mètres. Elle n'a donc pas connu les difficultés urbanistiques qui caractérisent le développement des villes au relief plus accidenté. L'horizontalité de la ville est renforcée par la faible élévation générale des bâtiments, surtout dans le centre. En dépit de la présence de tours d'habitation dans les quartiers modernes, les hauts immeubles, du type gratte-ciel, sont quasiment absents, une règle implicite d'urbanisme proscrivant de dépasser en hauteur la Giralda (98 m). Cette règle orale, menacée par des projets de construction dans le quartier de Bellavista est mise à mal par la construction de la Tour Sevilla, gratte-ciel de 178 m, le quartier de la Cartuja,.
L'urbanisme de cette cité vieille de plus de deux mille ans conserve les traces du passage des différents peuples qui l'ont occupée. Son extension sur les deux rives du Guadalquivir s’est faite progressivement, avec une accélération évidente à partir du XXe siècle. Parcs, larges avenues, vastes places entourent un secteur historique immense, qui conserve un habitat local à la personnalité marquée. Six ponts sont construits à Séville en 130 ans, entre 1852 et 1980, et six également entre 1988 et 1992, en seulement 5 ans.

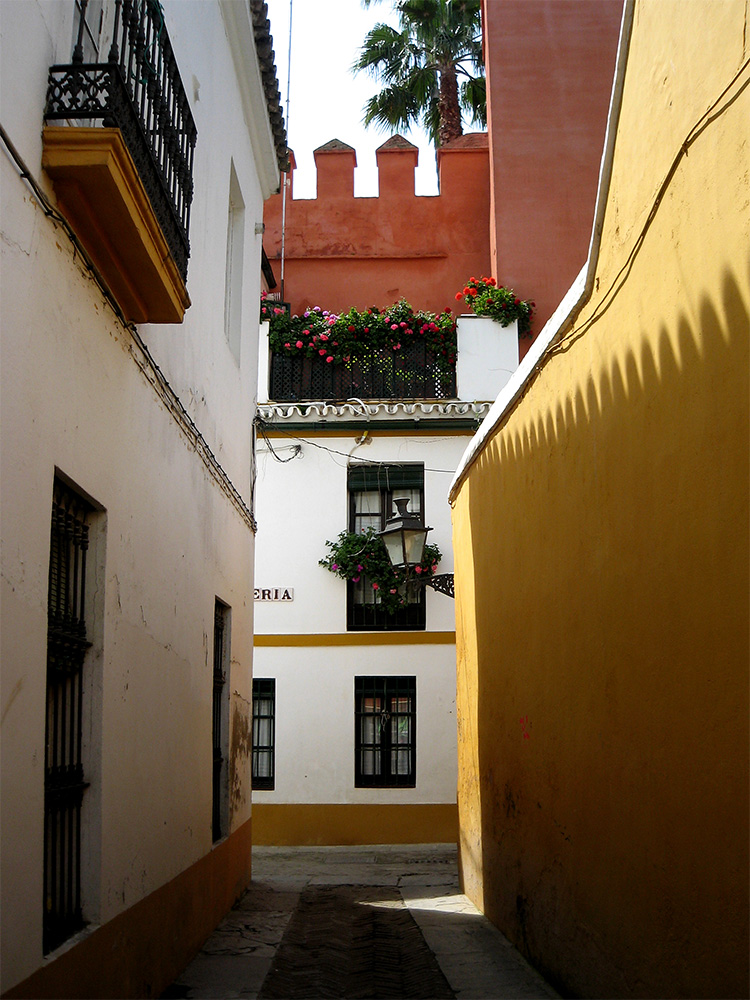
Santa Cruz, quartier à la trame médiévale.

Le centre historique constitue le cœur de la ville, c'est lui qui a le plus évolué, et qui a été le plus marqué par le passage du temps. Il se caractérise par une trame urbaine héritée de l’époque médiévale. La plupart des quartiers du centre ont conservé les rues et ruelles escarpées, et de largeur réduite pour préserver du soleil. L'habitat traditionnel y est très resserré et la présence imposante de monuments historiques de tous types et époques influence profondément la morphologie de la ville, qui s'est construite autour d'eux.
Le percement d'avenues et l'aménagement de grandes places aux XIXe et XXe siècles restructurent le centre historique et permet de mieux l'irriguer et d'en faciliter la circulation. Ces chantiers font de Séville une ville moderne, et étendent la surface de la ville, longtemps retenue dans le périmètre de l'ancienne muraille. Malgré ces campagnes de modernisation, le trafic demeure difficile, en raison de la configuration générale du centre, en rues étroites. Une autre caractéristique essentielle de l'urbanisme sévillan est l'existence de nombreux parcs et jardins, et de la présence d'orangers sur la majeure partie des voies publiques. Séville constitue donc encore une magnifique mosaïque urbaine, entourant le patrimoine historique d'un réseau de rues étroites, alternant avec des places aérées et des voies plus larges qui drainent la circulation automobile.

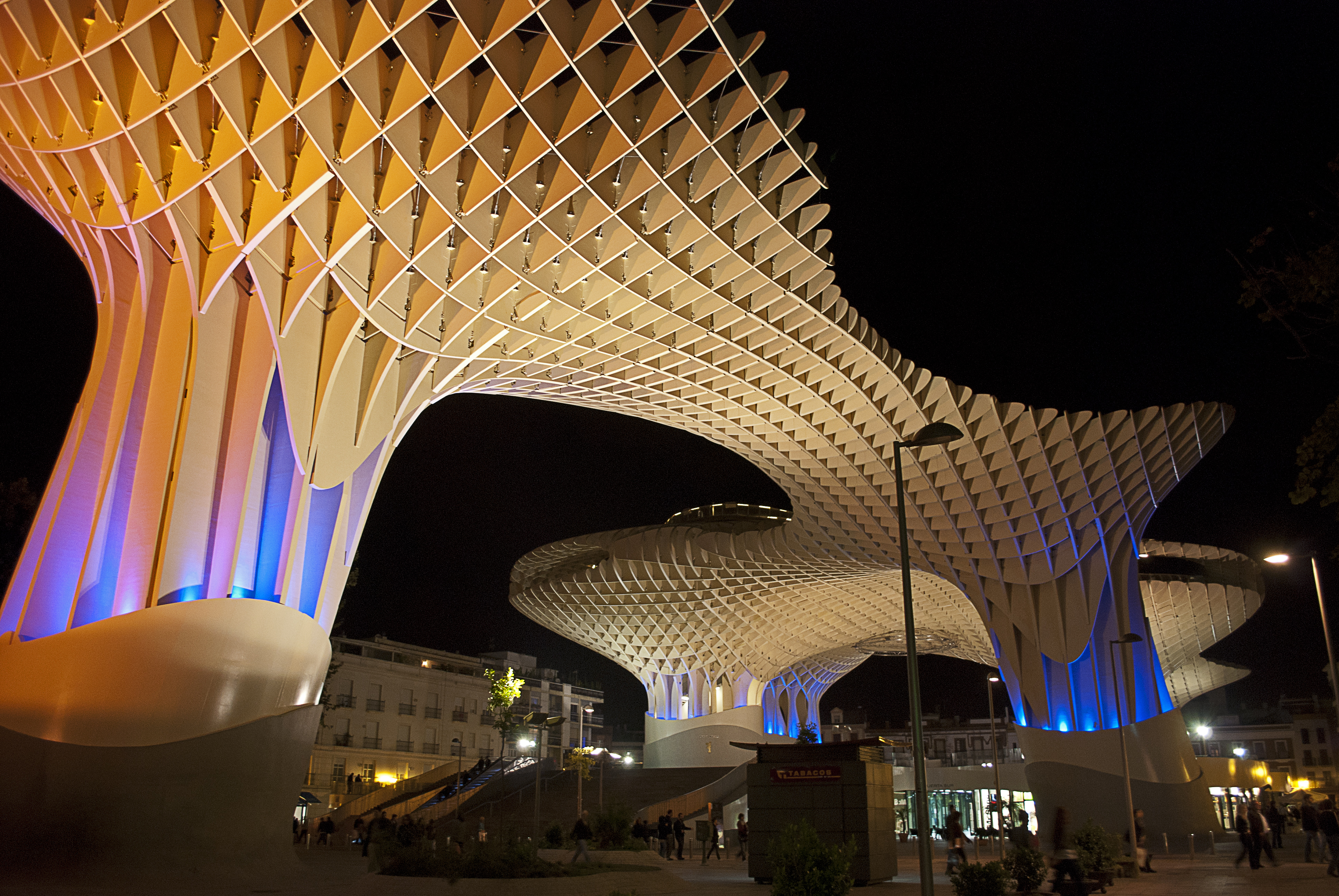
Metropol Parasol.

C'est à compter du XIXe siècle, et surtout du XXe siècle, que la ville commence réellement à déborder du périmètre de la muraille. S'établissent alors progressivement des quartiers de plus en plus nombreux et éloignés. Ce développement est marqué par l'édification du secteur du parc de María Luisa à l’occasion de l'Exposition ibéro-américaine de 1929 : jardins, pièces d’eau, grandes places, théâtre, pavillons nationaux, et nouveaux quartiers (El Porvenir, San Bernardo…) prennent dès lors leur place au sud du centre historique. La construction dès le XIXe siècle de ponts sur le Guadalquivir constitue elle aussi un formidable facteur de développement urbain : elle ouvre le centre sur la rive droite du fleuve (Triana), qui s'est considérablement étendue depuis. Le désenclavement du centre n'a cependant été rendu possible qu'avec le percement d'une longue ceinture de cours entourant le centre (les Rondas), qui représente en quelque sorte une frontière symbolique entre la partie historique et la ville nouvelle.
La deuxième moitié du XXe siècle est dominée par deux projets d'aménagement urbain majeurs. Le premier d'entre eux est l'édification à partir des années 1960 de grandes cités, dont l'objet est d'absorber l'accroissement de la population (Las 3000 viviendas, Los Remedios, les Polígonos…). Le deuxième projet voit le jour avec la tenue de l'Exposition universelle de 1992, qui amène les autorités locales et nationales à engager la construction de nouvelles infrastructures de transport et de nouveaux quartiers, le réaménagement des quais, la restauration et la réhabilitation d'un grand nombre de zones et de monuments du cœur historique de la ville, sans compter la création du site propre de l'Exposition. Les quais du canal Alphonse-XIII sont depuis lors devenus une longue promenade fleurie, qui a rendu son fleuve à la ville.

### Autour du Guadalquivir
Le Guadalquivir, au bord duquel Séville voit le jour, joue un rôle primordial dans la croissance de la ville. Le fleuve, avec son accès à l'océan Atlantique et, par le détroit de Gibraltar, à la mer Méditerranée, est pendant longtemps la principale voie commerciale de la ville et de toute l'Andalousie en général. De plus, Séville, par son pont de barques est pendant plusieurs siècles le seul point du sud de l'Andalousie où la traversée du fleuve est possible.
L'accroissement de la population et la nécessité de développer les communications avec l'ouest du pays (notamment avec Huelva et sa province) et avec le Portugal motivent dès 1852 la construction de ponts par-dessus le Guadalquivir.

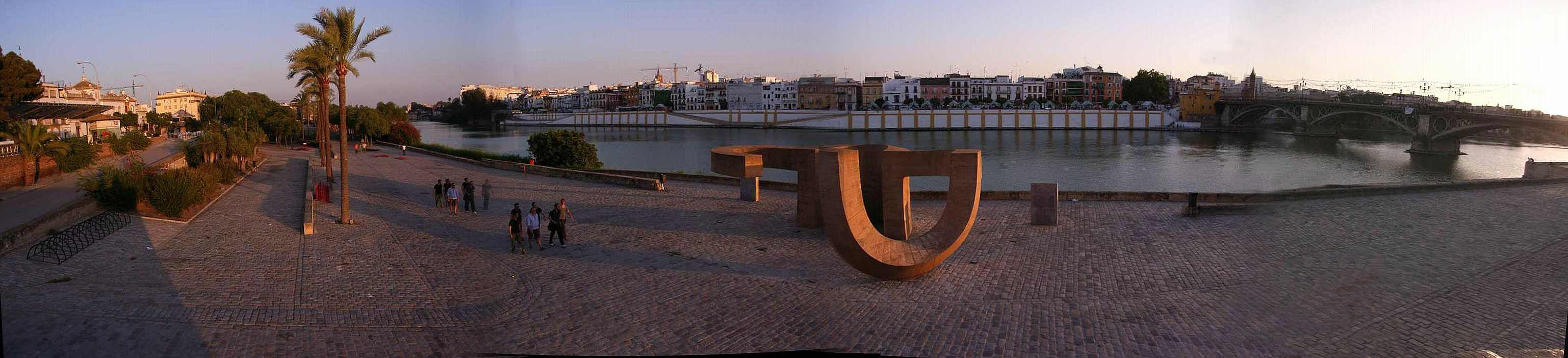
Le Guadalquivir et la rive de Triana. Au premier plan, le monument à la tolérance de Eduardo Chillida et à droite, le pont Isabelle-II, plus connu sous le nom « pont de Triana ».

La morphologie du fleuve change à plusieurs reprises pendant le XXe siècle, d'abord par le creusement d'un canal créant un raccourci au sud de la ville, puis par la déviation complète du fleuve quelques centaines de mètres à l'ouest de la ville, rendue nécessaire par les graves inondations touchant régulièrement la ville, transformant le fleuve d'origine en une darse reliée au nouveau fleuve par le sud. Ces modifications motivent bien entendu la création de nombreux nouveaux ponts.
Pour l'Exposition universelle de 1992, afin notamment d'améliorer l'image de la ville, la darse est partiellement rouverte et ses quais deviennent un lieu de promenade privilégié des Sévillans. À cette occasion, six nouveaux ponts voient le jour, dont le style architectural parfois avant-gardiste contribue à donner une image moderne à la ville.

### Habitat

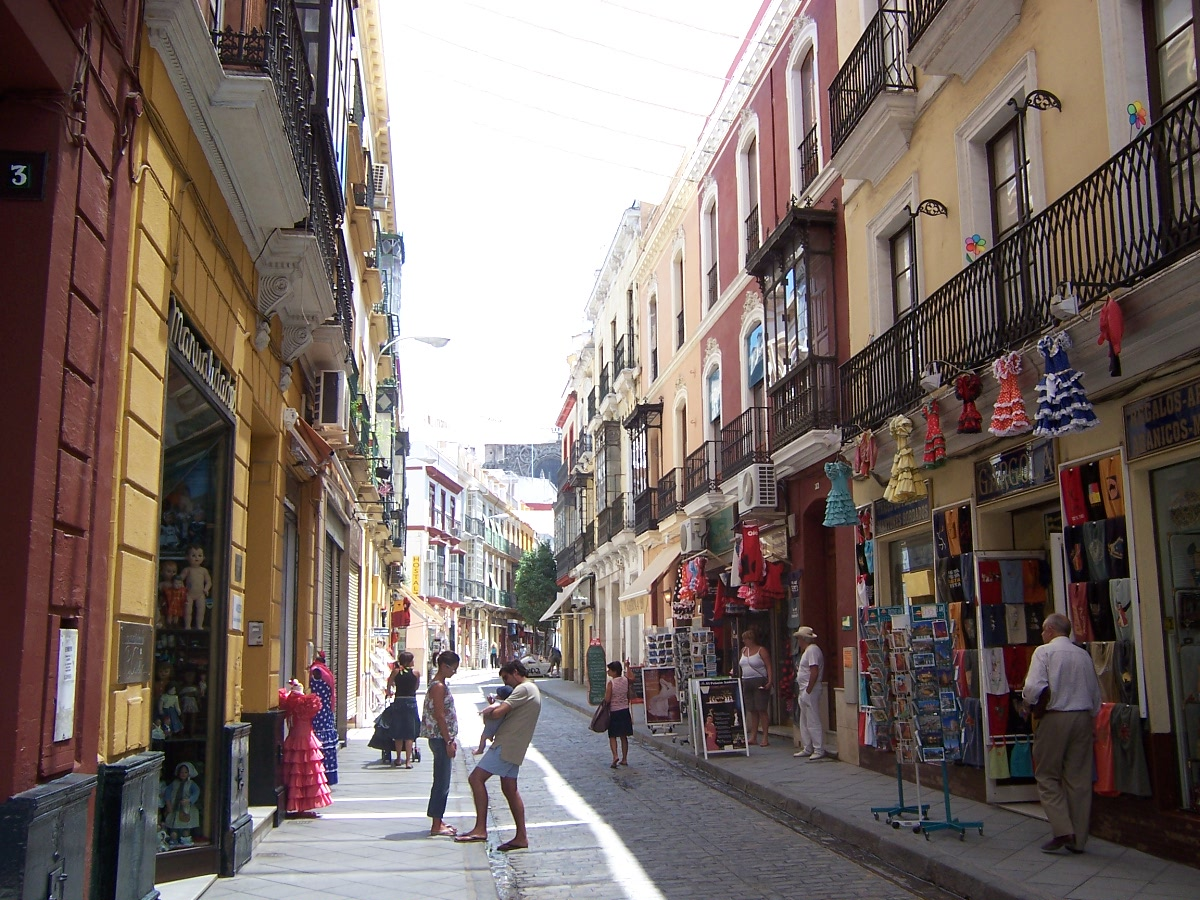
Une rue aux immeubles cossus dans le centre de Séville.

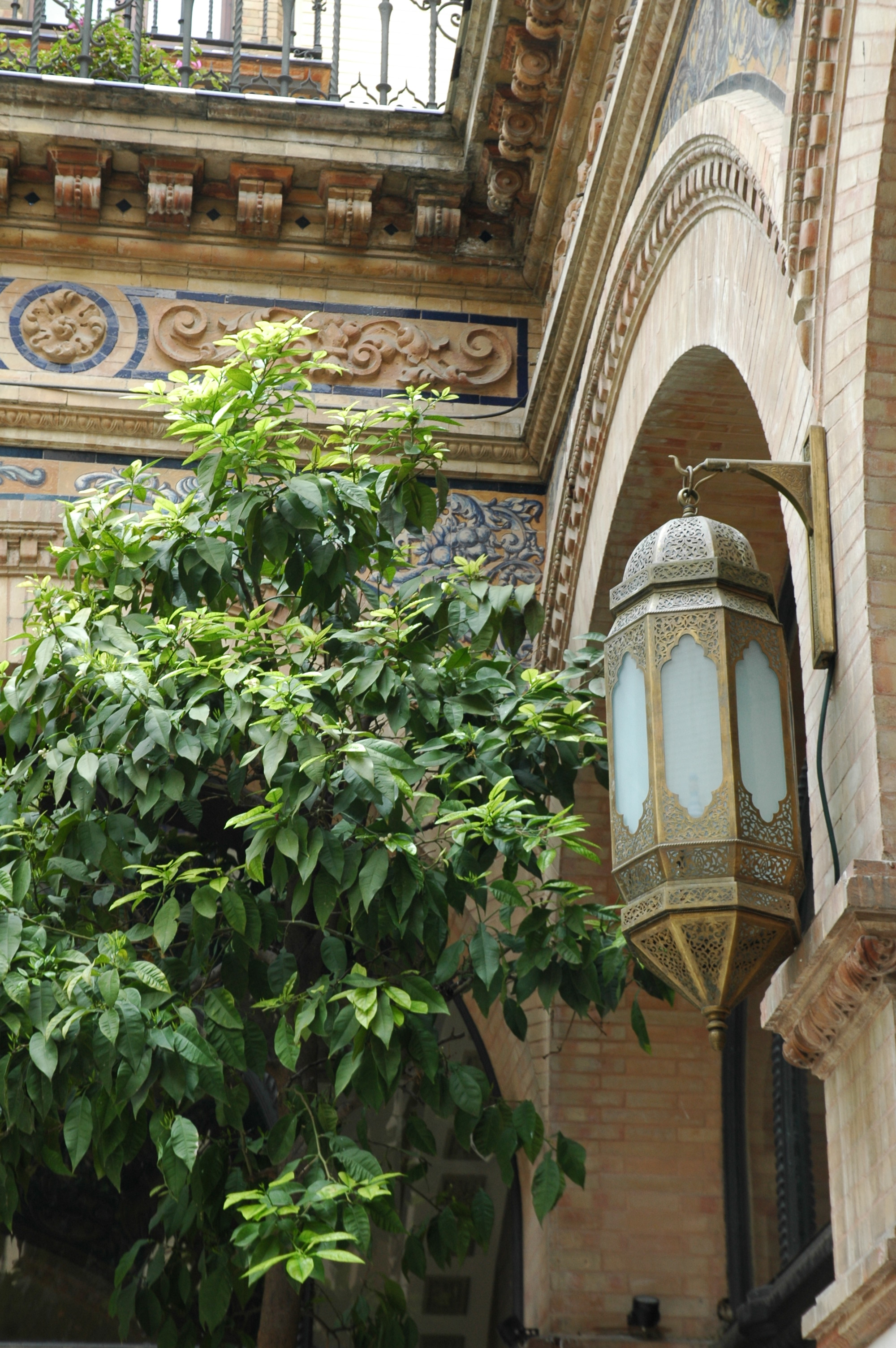
Architectures de l'Hôtel Alfonso XIII

Il existe à Séville un habitat traditionnel, semblable en de très nombreux points à celui du reste de l'Andalousie. Il était la règle avant les grandes vagues d’urbanisation des années 1960 et postérieures. Ces constructions typiques demeurent, tantôt modestes, tantôt luxueuses, dans le centre historique de la ville et dans les quartiers alentour.
La demeure populaire sévillane, principalement présente dans les quartiers tels que la Macarena ou San Vicente, se caractérise par sa faible élévation. Organisée autour d'un petit patio, elle comprend rarement plus d'un ou deux étages. Les pièces sont petites et sombres. Elle est surmontée d'un toit en terrasse, appelé azotea, au plan à peine incliné, du fait de la faible pluviométrie locale. Une autre formule de logement dans le domaine de l'habitat populaire est incarnée par les corrales de vecinos. Il s'agit d'immeubles collectifs, organisés autour d'un vaste patio, sur lequel s'ouvrent plusieurs appartements. Très en vogue parmi les classes sociales les plus défavorisées aux siècles passés, les corrales tendent à disparaître de nos jours, quoiqu'il en subsiste plusieurs dizaines à travers les différents quartiers de la ville.
À côté de cet habitat populaire se sont multipliés les édifices cossus, plus élevés, à l'architecture plus ostentatoire, à base de moulures, balcons à consoles ou en encorbellement (oriels). Ces maisons sont souvent très colorées et situées dans les zones les plus opulentes de Séville, aménagées dans le centre (zone de la plaza Nueva et de l'avenue de la Constitution, plaza de San Bernardo) aux XIXe et XXe siècles.

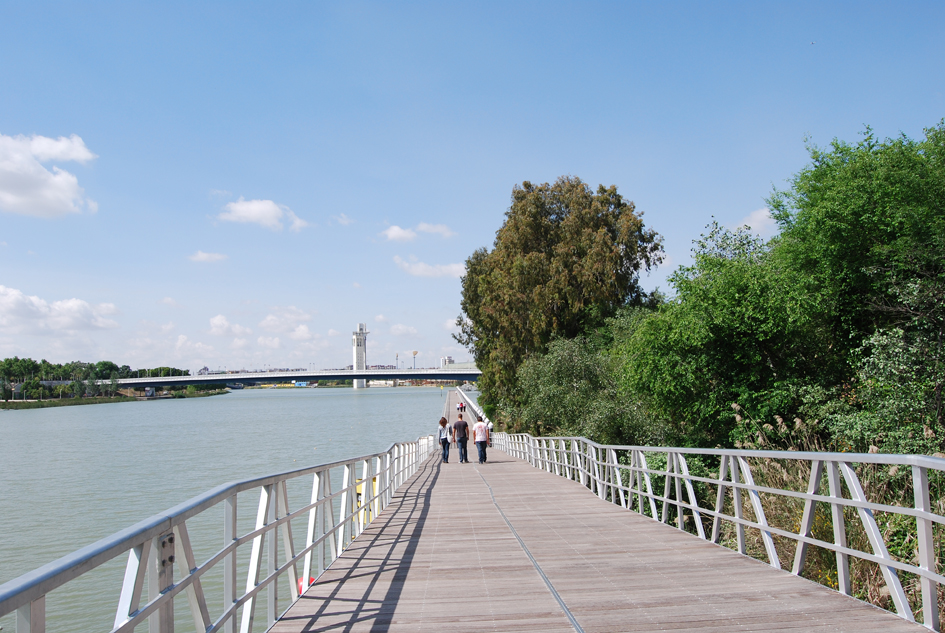
Passerelle sur le canal Alphonse-XIII, dans le Jardín Americano (Jardin américain).

Comme dans toute l'Andalousie, il existe des caractéristiques communes à ces bâtisses, quel que soit leur degré de richesse. Le patio, élément fondamental, est présent dans toutes les maisons. Ses dimensions et sa décoration sont variables et généralement déterminées en fonction de la taille du bâtiment. Censé apporter l'ombre et la fraîcheur en plein été, il est un lieu de vie et de rencontres. Les patios sont toujours ornés de plantes et de fleurs, et les plus confortables d’entre eux peuvent être agrémentés d'une fontaine. La chaux est un autre élément incontournable de la maison sévillane. Qu’elle soit humble ou opulente, faite de briques ou de pierres, la demeure est régulièrement chaulée, afin d’assurer une blancheur éclatante aux façades. À Séville, contrairement au reste de l'Andalousie, les façades sont rarement unicolores. L'habitat sévillan se distingue par sa tendance à égayer les édifices, notamment dans les encadrements — très souvent saillants — des fenêtres et des portes, et sur la partie basse des murs. Les couleurs habituellement choisies — rouge sang de taureau et ocre — sont plus vives et offrent un net contraste avec le blanc, mettant ainsi en valeur les différents éléments de la façade. Les fenêtres sont souvent de taille réduite, afin de limiter la pénétration de la chaleur dans les pièces. Elles sont ornées de grilles en fer forgé. Les azulejos, carreaux de faïence assemblés en panneaux, décorent astucieusement la base des murs. Ils reproduisent des motifs géométriques, végétaux ou historiés plus ou moins raffinés. Peints de couleurs vives, ils occupent une place de choix dans les maisons sévillanes.
Avec l'accélération de la construction de logements depuis quelques décennies dans les nouveaux quartiers, l'habitat traditionnel de la ville a tendance à s'effacer, au profit de bâtiments fonctionnels de grande capacité d'accueil. Souvent, les façades restent peintes de blanc pour préserver une certaine unité urbaine. Dans le centre, les constructions nouvelles s'intègrent en règle générale au bâti déjà existant.

### Parcs et jardins

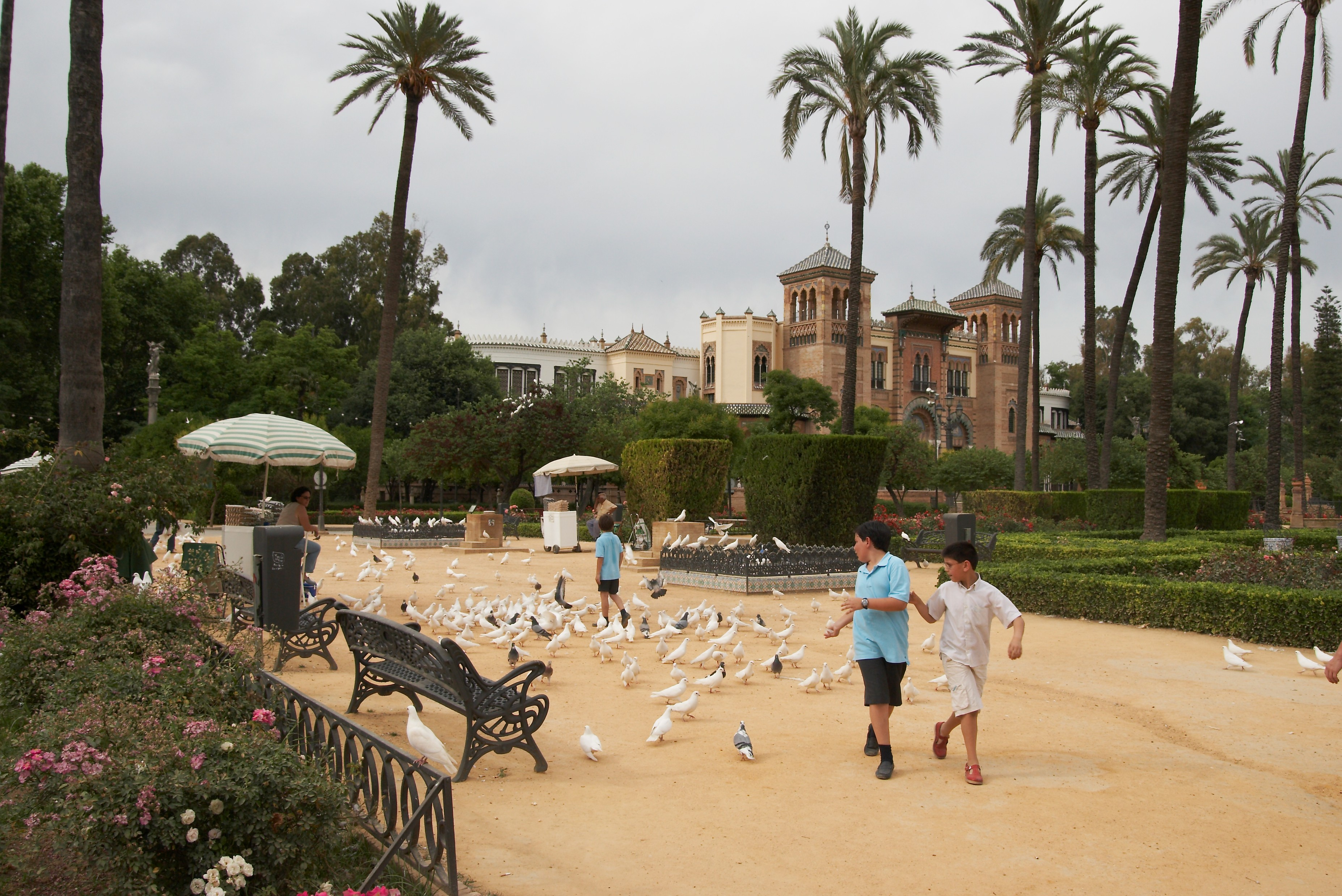
La place d'Amérique.

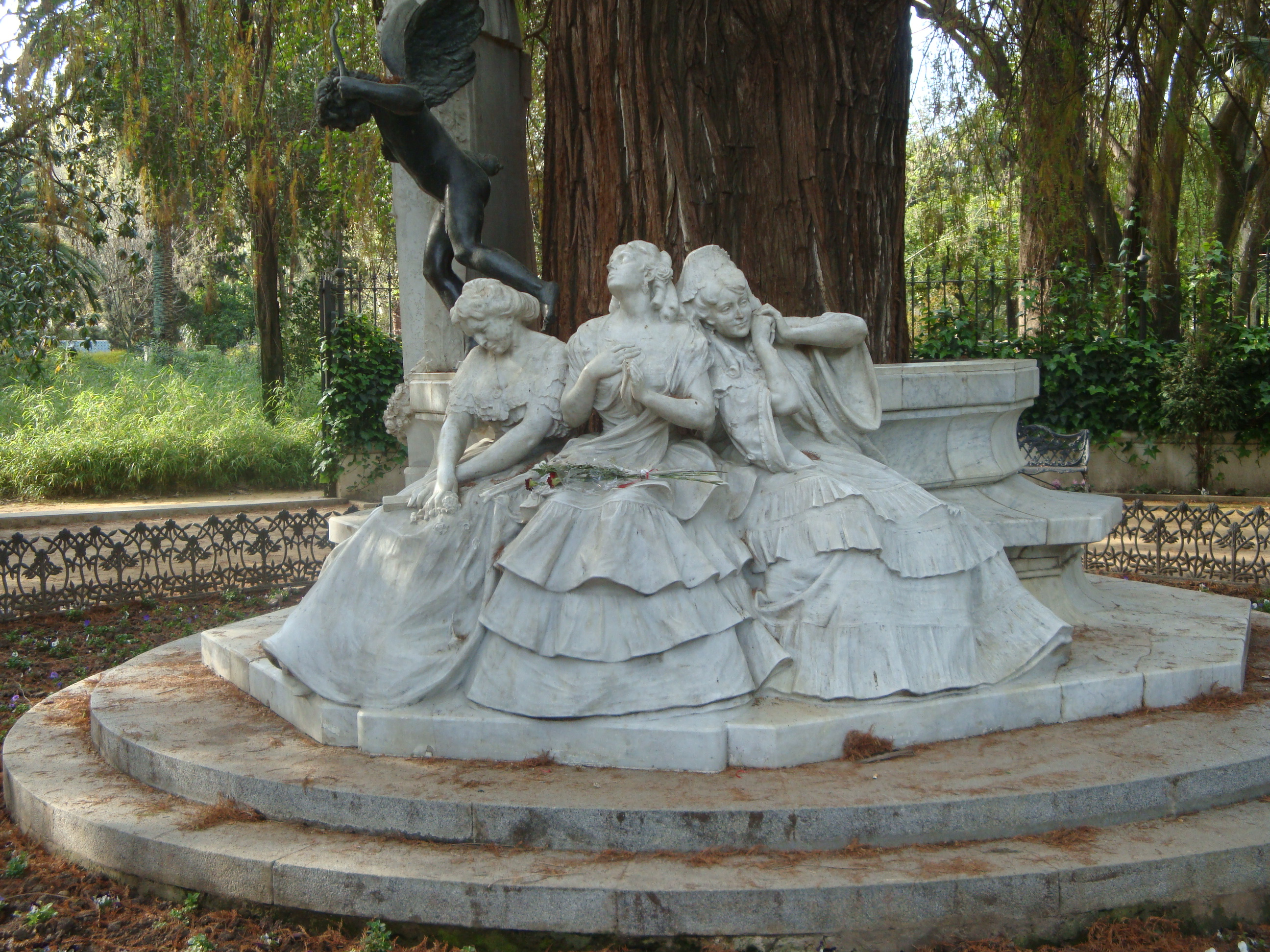
Le monument à Bécquer dans le parc de María Luisa.

L'histoire urbaine locale est marquée par le goût des jardins, qui se manifeste sous la forme de patios, squares et autres parcs. Cette préoccupation pour les espaces verts s'est maintenue jusqu'à aujourd'hui : nombreuses sont les zones de promenade aménagées dans la ville et ses alentours. Dans le droit chemin de la tradition andalouse, ces lieux de verdure mêlent harmonieusement l'élément végétal et l'élément aquatique, ce qui en fait des lieux de repos et de fraîcheur recherchés en période estivale.
Le plus célèbre des parcs sévillans est sans doute le parc de María Luisa. Le domaine sur lequel il s'étend appartenait autrefois aux jardins du Palais de San Telmo. Il fut offert à la ville en 1893 par l'infante Louise Fernande de Bourbon, Duchesse de Montpensier, puis transformé peu à peu en un vaste parc boisé, parsemé de fontaines, étangs, pavillons, et alternant les plantations à l’anglaise avec des îlots d’inspiration hispano-mauresque. Planté d’une variété d’espèces considérables, il est peuplé par plusieurs espèces d’oiseaux, poissons et batraciens. Il fut complètement restructuré à l'occasion de l’Exposition ibéro-américaine de 1929. On y implanta alors une partie des pavillons nationaux, autour de ruelles et de places, dont les plus emblématiques sont : la Plaza de España et la Plaza de América.
Les jardins de l'Alcazar forment également un des grands espaces de verdure de Séville. Aménagés à l'arrière de l'ensemble palatin, ils ont été plantés et organisés au fil des siècles. Abrités au sein des murailles du palais, ils sont disposés en terrasses, et présentent des variations d'influences, de styles, de végétation, en fonction des secteurs. De l'autre côté de l'enceinte des palais, auxquels ils appartenaient jusqu'en 1911, ont été aménagés les jardins de Murillo et la promenade de Catalina de Ribera. Richement boisés et fleuris, ils ont été décorés de divers éléments architecturaux, dont un monument dédié à Christophe Colomb.
| Nom                         | Surface           | Nom                                 | Surface                      |
| District Centro             | District Centro   | Parque de Miraflores                | 940 000 m2                   |
| Jardines del Alcázar        | 70 000 m2         | Parc de San Jerónimo                | 148 677 m2                   |
| Paseo de Catalina de Ribera | 18 250 m2         | District Nervión-San Pablo          | District Nervión-San Pablo   |
| Jardines Chapina            | Inconnue          | Jardines de la Buhaira              | 35 000 m2                    |
| Jardines de Cristina        | 8 100 m2          | Parc Federico-García-Lorca          | 9 240 m2                     |
| Jardines de Murillo         | 8 854 m2          | District Sur                        | District Sur                 |
| Jardines del Paseo Colón    | 45 935 m2         | Jardines de las Delicias            | 54 250 m2                    |
| Jardines del Valle          | 10 554 m2         | Jardines del Prado de San Sebastián | 58 384 m2                    |
| District Este               | District Este     | Parque José Celestino Mutis         | 45 000 m2                    |
| Parque Amate                | 316 800 m2        | Parque de María Luisa               | 340 000 m2                   |
| Parque Infanta Elena        | 35 000 m2         | District Triana-Los Remedios        | District Triana-Los Remedios |
| District Macarena           | District Macarena | Jardines del Guadalquivir           | 23 374 m2                    |
| Jardines de San Diego       | 27 412 m2         | Parque de los Príncipes             | 108 000 m2                   |
| Parque del Alamillo         | 480 000 m2        |                                     |                              |

## Monuments historiques et sites remarquables
Séville possède un patrimoine architectural d'une ampleur considérable. Elle est en cela une des plus riches cités européennes. Ses églises, palais et édifices divers en font une ville d'art de premier ordre, et une destination privilégiée des touristes.

### Patrimoine religieux
Séville est une ville éminemment imprégnée par la religion, comme en témoignent le nombre très élevé de lieux de culte. Parmi les plus célèbres :

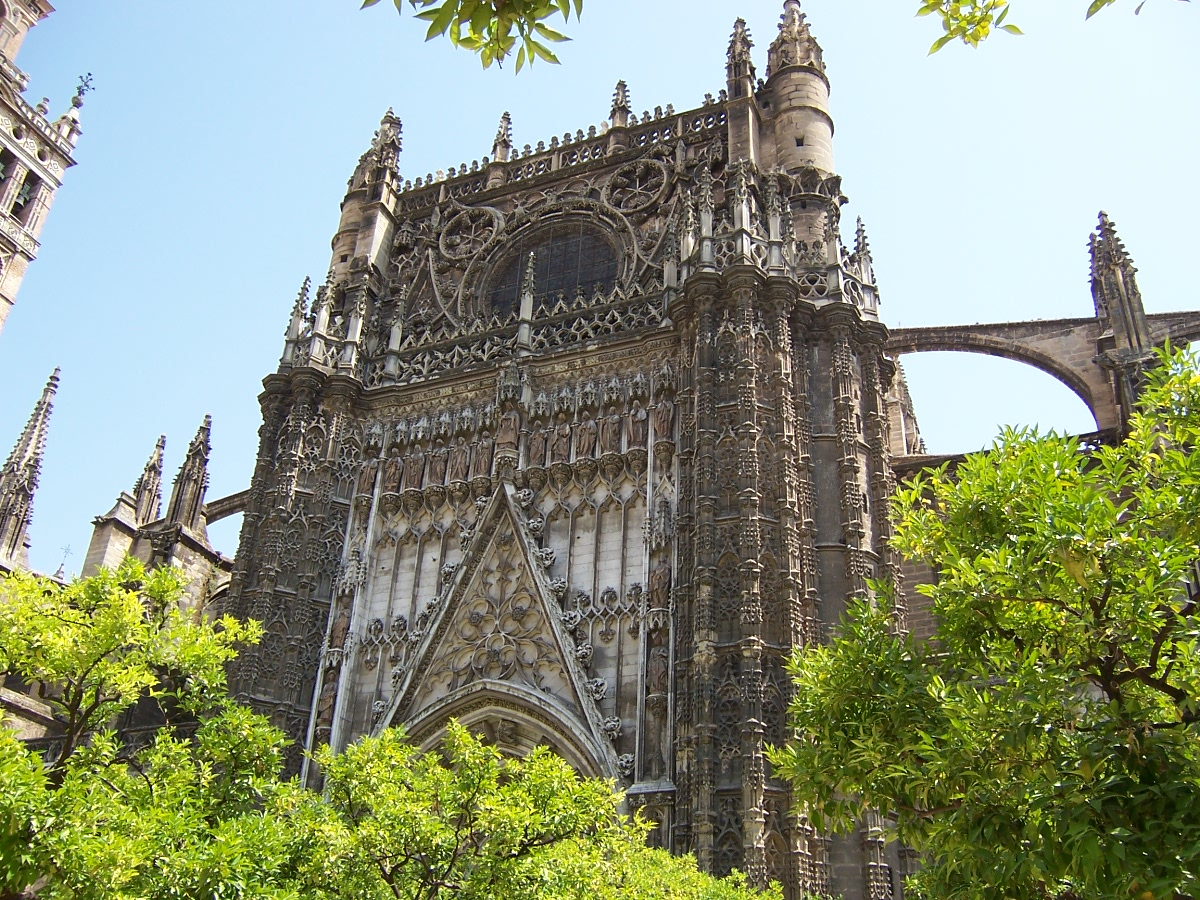
La porte de la Concepción à la cathédrale de Séville, troisième cathédrale d'Espagne par sa hauteur de nef.

- la cathédrale et la Giralda, classée au patrimoine mondial de l'humanité par l'Unesco ; elle fait partie des cathédrales dotées des plus hautes voûtes.

| - l'église Santa Marina ; - l'église San Lorenzo ; - l'église de San Bernardo, dans le quartier de San Bernardo - l'église Omnium Sanctorum ; - l'église San Marcos ; - l'église Santa Catalina ; - l'église San Pedro ; - l'Église Sainte-Anne ; - l'église de la Magdalena ; - l'église Saint-Louis-des-Français ; | - l'église del Salvador ; - la chapelle de San José ; - le couvent de San Clemente ; - le couvent de Santa Clara ; - le couvent de Santa Paula ; - le couvent de San Leandro ; - l'ancien couvent de la Merced Calzada de la Asunción (actuel musée des Beaux-Arts) ; - l'hôpital de la Caridad ; - l'hôpital de los Venerables ; |

La Vía de la Plata, l'un des chemins du pèlerinage de Saint-Jacques-de-Compostelle prend son départ devant la cathédrale de Séville. Il rejoint le Camino francés à Astorga et totalise plus de mille kilomètres.

### Patrimoine civil
Parmi les plus spectaculaires édifices civils de la ville se distinguent plusieurs palais :

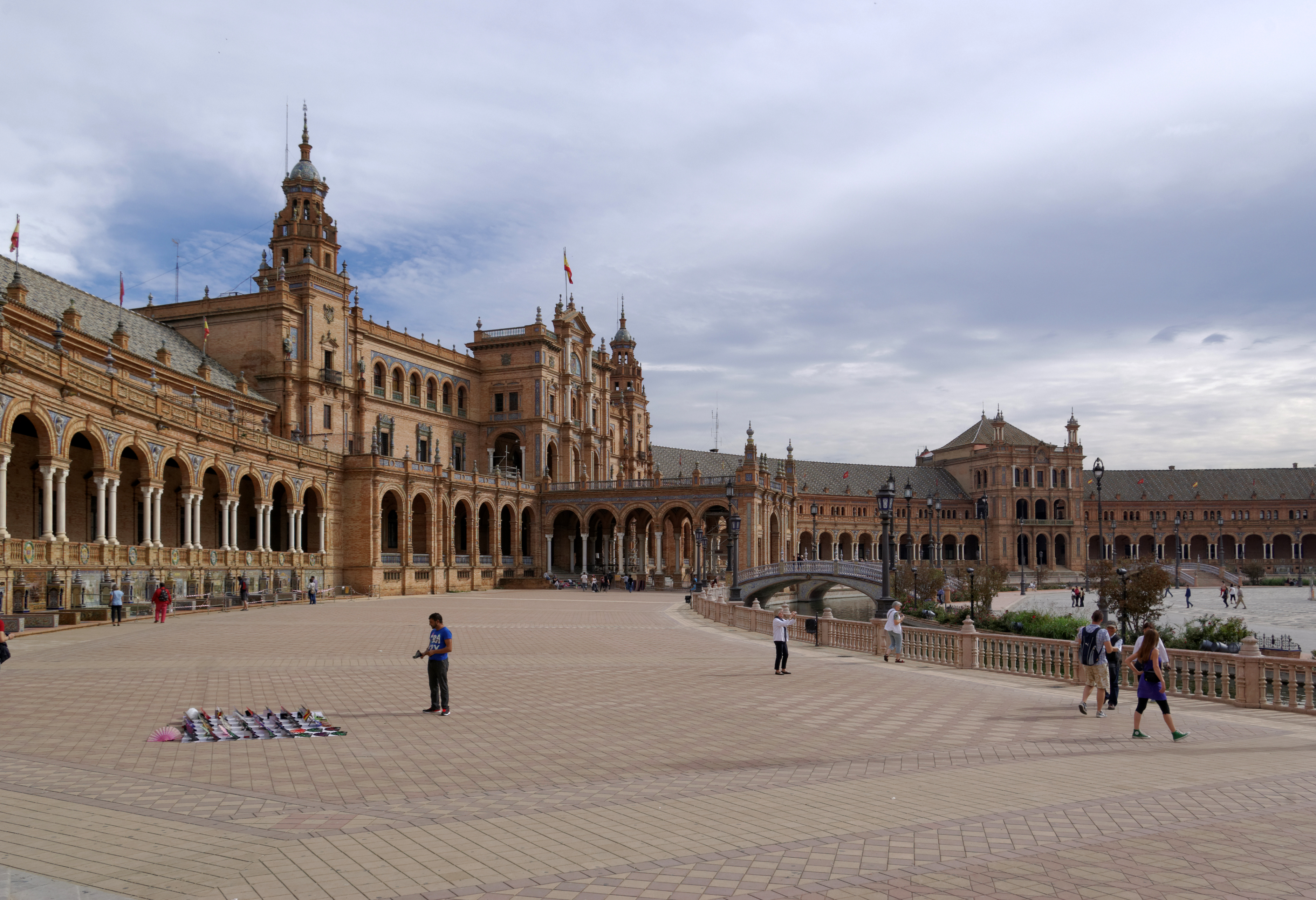
La place d'Espagne.

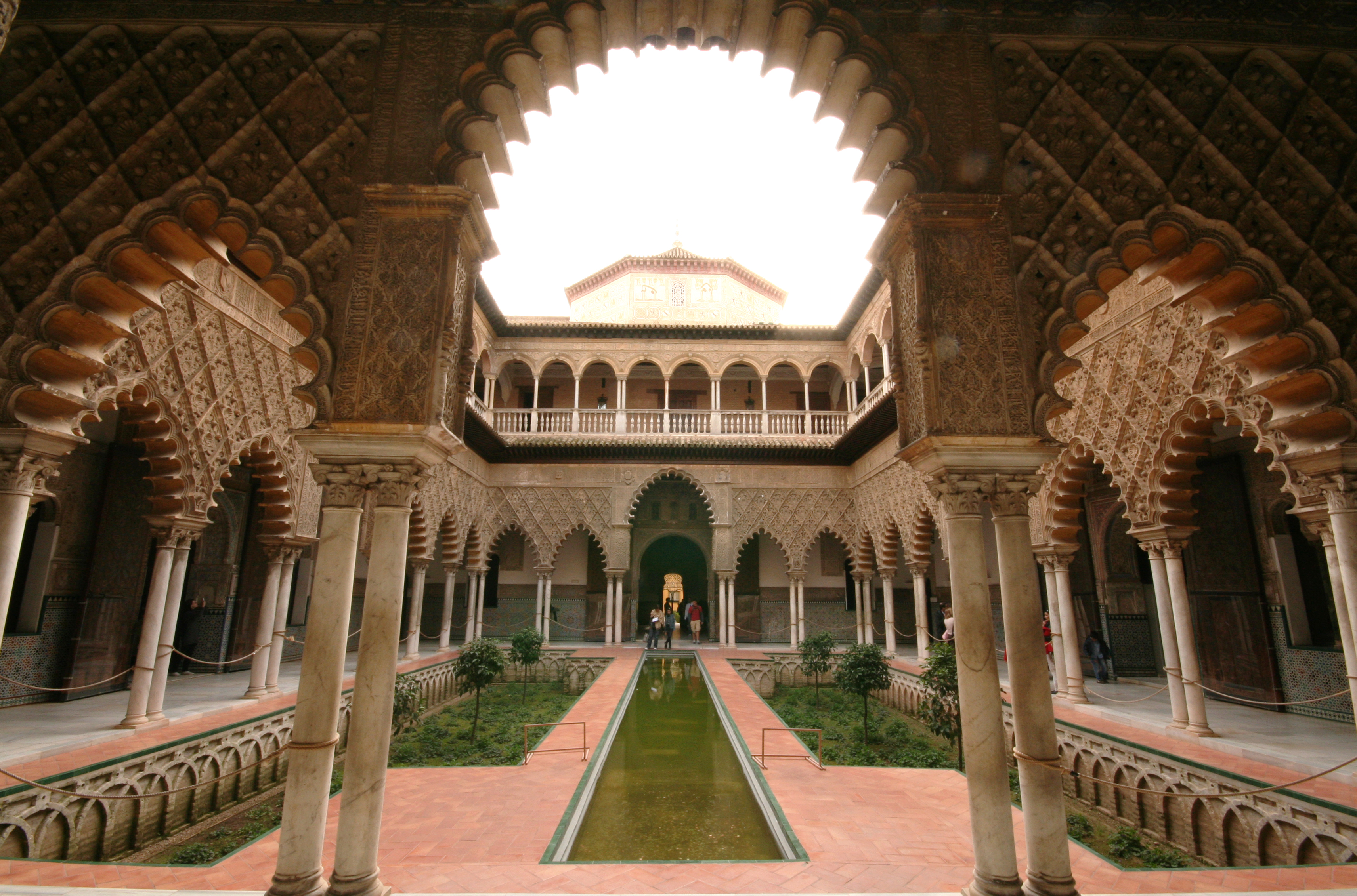
La cour des Demoiselles dans l'Alcazar de Séville.

- les Reales Alcázares, classé au patrimoine mondial de l'humanité par l'Unesco ;
- la Casa de Pilatos ;
- le Palais archiépiscopal ;
- le Palais de San Telmo ;
- le Palacio de las Dueñas ;
- le Palais de la comtesse de Lebrija.

D'autres bâtiments civils sont dignes d'être mentionnés :
- la mairie de Séville ;
- l'Archivo General de Indias, classé au patrimoine mondial de l'humanité par l'Unesco ;
- la Plaza de Toros de la Real Maestranza de Caballería de Sevilla (arènes) ;
- la Real Audiencia de Séville ;
- la Fabrique royale de Tabac ;
- l'Hospital de las Cinco Llagas (siège du Parlement d'Andalousie) ;
- La Adriática ;
- le Corral del Conde ;
- la fontaine d'Hispalis ;
- le Teatro Coliseo España ;
- le bâtiment central de Correos ;
- le Palais de Yanduri ;
- le Palais du marquis de la Motilla ;
- le Palais de Mañara.

### Patrimoine militaire

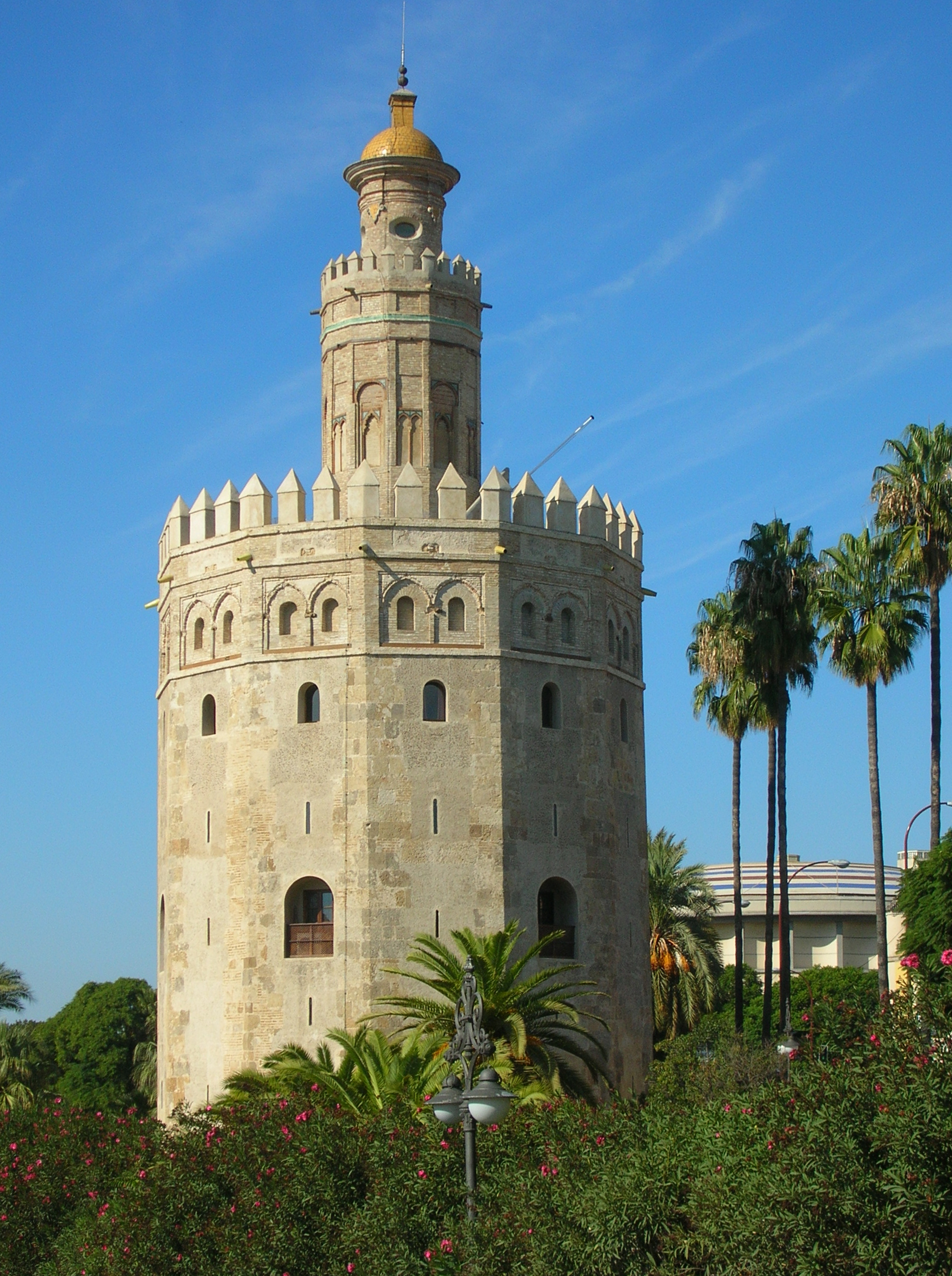
La Tour de l'Or, Torre del Oro.

Séville conserve quelques vestiges de son enceinte fortifiée :
- la muraille de la Macarena ;
- la Tour Blanche ;
- la Torre del Oro (la « Tour de l'Or ») ;
- la Torre de la Plata (la « Tour de l'Argent »).

## Arts et culture

### Bibliothèques
- Bibliothèque publique de Séville

### Musées

#### Séville et les beaux-arts
L’opulence passée de Séville a légué à celle-ci un patrimoine artistique d’une ampleur exceptionnelle. Couvents, églises, confréries, monarques et nobles ont dépensé des fortunes en constructions et en œuvres d’art. La folie artistique qui s’est emparée de Séville entre le XVIe et le XVIIIe siècle a favorisé le développement d’une école sévillane reconnue, dont l’origine remonte au bas Moyen Âge. Les mécènes ont attiré les grands maîtres gothiques et baroques de la peinture, de la sculpture et des arts décoratifs : Zurbarán, Valdés Leal, Velázquez, Murillo, Herrera el Viejo, Herrera el Mozo, Pedro Millán, Juan Martínez Montañés, Juan de Mesa, etc. Les liens étroits tissés entre l’Espagne et les mondes flamand et germanique ont stimulé les échanges culturels et la venue de maîtres de l’Europe du Nord. Les œuvres de ces artistes peuvent encore être admirées de nos jours dans les lieux de culte et les palais, mais également dans les musées de la ville.

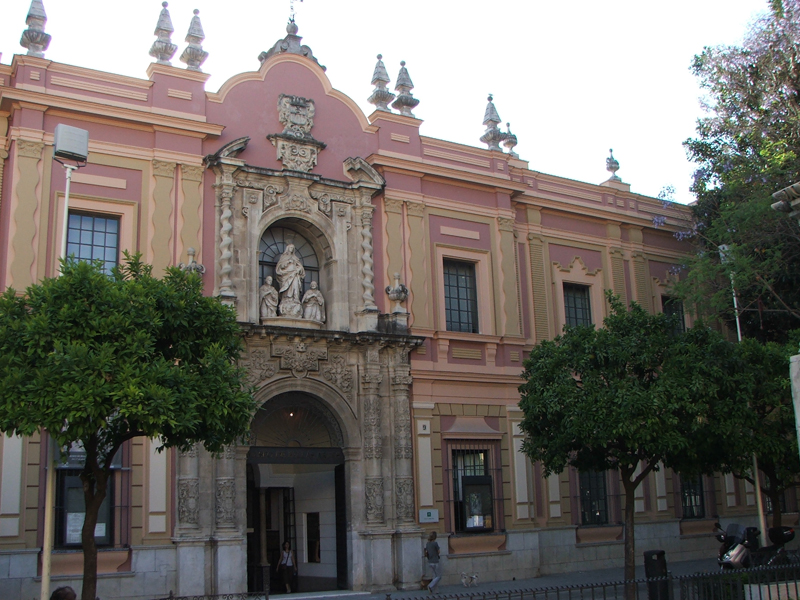
Façade du musée des beaux-arts de Séville.

#### Les musées
Il n’existe pas à Séville de grand musée d’art de stature internationale, à l'inverse de Madrid, où sont concentrées les imposantes collections de la Couronne espagnole et de l'État. Les musées de la capitale andalouse, sans que cela puisse remettre en cause leur importance, sont orientés vers la mise en valeur du patrimoine local et régional: patrimoine artistique, culturel ou ethnologique. Parmi ces musées, pour la plupart gérés par le gouvernement autonome, trois sont consacrés à l’art et à l’archéologie, et se hissent au palmarès des plus grandes galeries nationales de leurs catégories.
Le plus important des musées de la ville est sans conteste le musée des Beaux-Arts de Séville, où sont tout particulièrement représentées la peinture et la sculpture. Logé dans un somptueux monastère du XVIIIe siècle, il abrite l'une des toutes premières collections de peinture d'Espagne. Ses collections, qui couvrent l’histoire de l'art du Moyen Âge au XXe siècle, mettent en valeur les productions de l’école de peinture locale, dont les plus prestigieuses réalisations appartiennent à la période baroque. Les toiles de Francisco de Zurbarán et de Bartolomé Esteban Murillo en constituent les chefs-d’œuvre, aux côtés de tableaux d’autres grands maîtres espagnols (Diego Vélasquez, José de Ribera, El Greco…) et européens (Lucas Cranach, Joos van Cleve…) et les contemporains Eugenio Hermoso, Vázquez Díaz, Zuloaga.
Dans le registre des musées d’art figurent également le Musée archéologique et le Centre andalou d’art contemporain, deux musées de premier plan au niveau national dans leurs domaines de compétences. Le premier, fondé en 1867, est installé depuis 1946 dans un pavillon de l’Exposition ibéro-américaine de 1929, sur la Plaza de América, au cœur du parc de María Luisa. Y est conservée l’une des plus importantes collections archéologiques d’Espagne, constituée de plus de 60 000 pièces provenant de chantiers de fouilles andalous, de confiscations de biens ecclésiastiques menées au XIXe siècle (les desamortizaciones) et de diverses collections publiques et privées. Les collections comprennent principalement des objets d'époques préhistorique, protohistorique, tartessienne, romaine, mais également wisigothique et musulmane : sculptures, mosaïques, céramiques, pièces d’orfèvrerie, objets du quotidien, objets votifs et mortuaires… Deux trésors de la civilisation tartessienne y sont notamment renfermés : le trésor du Carambolo et celui d’Ébora. Le Centre andalou d’art contemporain (CAAC) a, quant à lui, été institué en 1990 par le gouvernement régional. Implanté depuis 1997 dans l’ancien monastère de la Cartuja, à proximité du site de l'Expo 92, il se consacre à la recherche, à la promotion, à la diffusion et à la conservation dans le domaine de la création artistique contemporaine. En plus d’une importante collection permanente, le CAAC organise régulièrement des expositions temporaires.

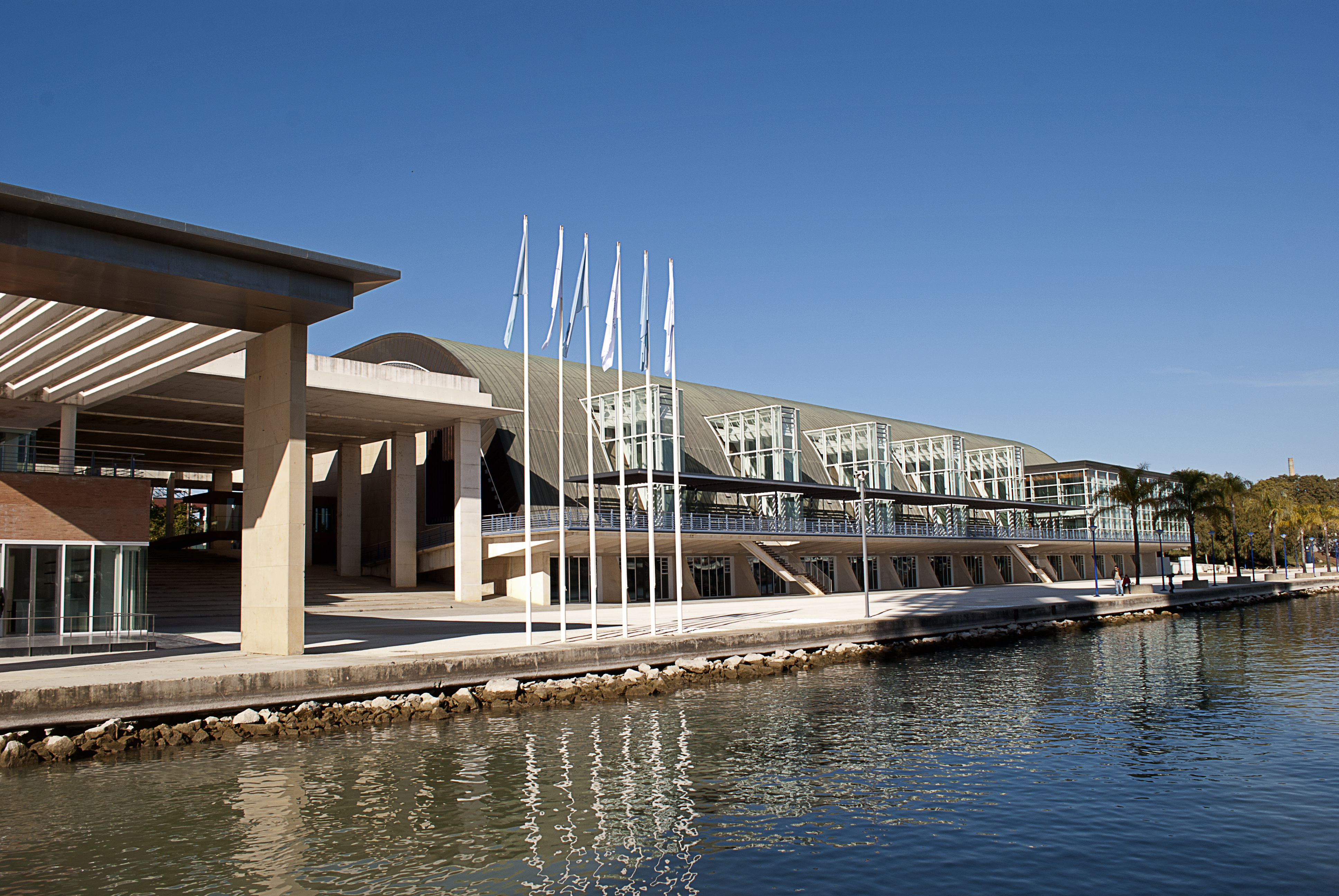
Le pavillon de la Navigation de l'Exposition universelle de 1992, aujourd'hui, musée de la Navigation.

Enfin, il existe à Séville un ensemble de musées plus modestes, dont la vocation est de mettre en valeur certains aspects de la culture et de l’histoire locales. Ainsi, l’ethnologie et la culture populaire andalouse bénéficient d’une vitrine au sein du musée des Arts et Cultures populaires, installé dans le pavillon mudéjar, face au Musée archéologique. Voué à la conservation et à l’exposition de la mémoire populaire régionale, il offre aux visiteurs un vaste ensemble d’objets représentatifs de la société, du mode de vie et du quotidien andalous : habillement, mobilier, outillage agricole, photos et gravures anciennes… Deux aspects incontournables du patrimoine culturel sévillan font l’objet d’une promotion muséographique : la tauromachie, à laquelle est consacré le Musée taurin situé aux arènes de la Maestranza, et le flamenco, à l’honneur dans un musée qui lui est entièrement consacré. Le Musée naval, qui occupe la Tour de l'or, traite quant à lui de la navigation, une des activités centrales de l’histoire de Séville. D’autres musées et salles d’exposition complètent le panorama culturel local, à l’image du musée des Carrosses et du Musée militaire.

### Théâtres, opéras et salles de concerts

#### Théâtre et musique classiques

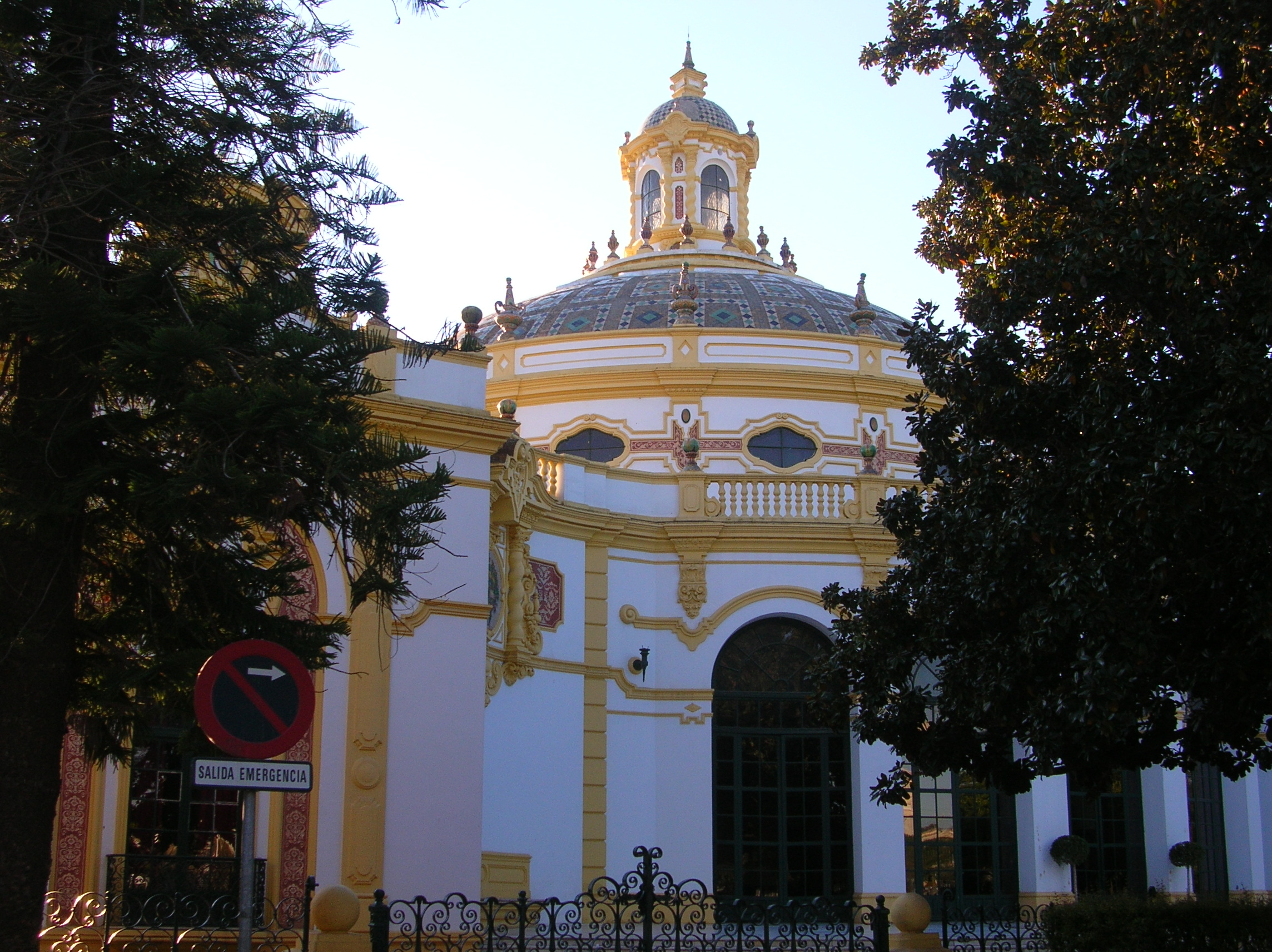
Le théâtre Lope de Vega.

Séville, fréquentée jadis par des dramaturges de l’importance de Tirso de Molina, Cervantes et Lope de Vega, est depuis longtemps une ville de théâtre. Elle s’est également tournée plus récemment vers l’opéra. Propriété de la ville, le théâtre Lope de Vega, baptisé du nom de l’illustre dramaturge du Siècle d’or, occupe le Pavillon de Séville, conçu à l’occasion de l'Exposition ibéro-américaine de 1929 pour abriter un théâtre et un casino. Les représentations théâtrales d’œuvres du répertoire classique espagnol et européen composent l’essentiel des représentations, mais la salle accueille également des projections cinématographiques dans le cadre du festival du cinéma européen, ainsi que des concerts de musique et des spectacles de danse. Le Théâtre de la Maestranza fut pour sa part créé à l'occasion de l'Expo 92 et inauguré par la reine Sophie en 1991. Il figure désormais dans le peloton de tête des opéras espagnols. La programmation, de 180 spectacles annuels, fait alterner des représentations d'opéra, de théâtre, de danse et de musique classique.

#### Création contemporaine
La création contemporaine n’est pas absente de cette ville très ancrée dans la tradition. En témoigne l’existence du Teatro central, où se produisent divers auteurs et compagnies de théâtre, danse, musique au répertoire essentiellement contemporain et actuel, en collaboration avec des institutions culturelles locales (Centre de théâtre andalou, Ballet flamenco d’Andalousie, etc.) et d’autres théâtres. Ces caractéristiques en font une des principales scènes expérimentales d’Espagne, et un outil pour la diffusion et la promotion de la création contemporaine dans le domaine des arts de la scène. Aux côtés du Théâtre central existent plusieurs salles plus modestes, où se donnent des représentations de tous types.

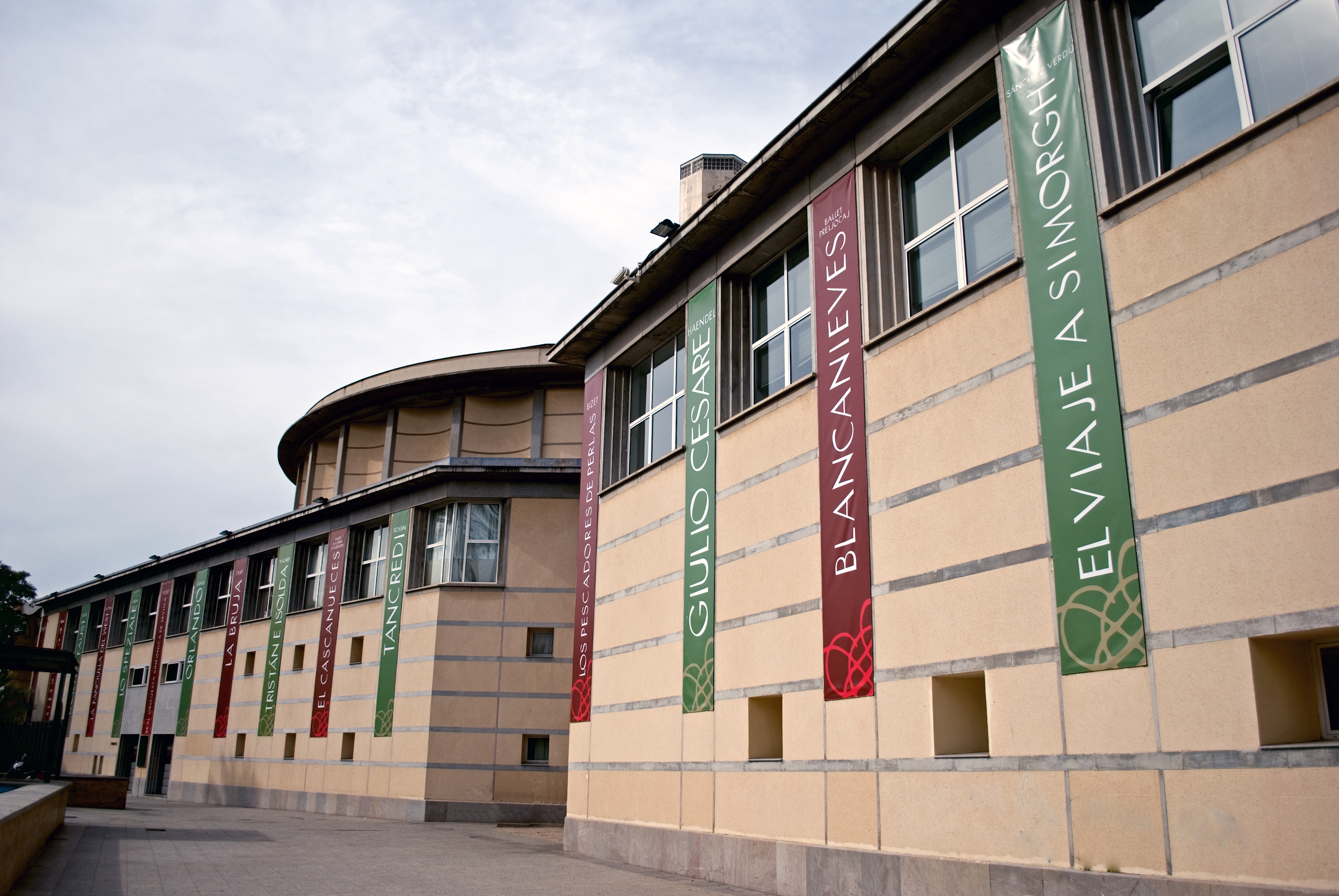
Le théâtre de la Maestranza.

Il est à noter d’autre part que la présence d’une importante population juvénile et estudiantine a entraîné depuis longtemps l’émergence de salles de concerts de musique actuelle (rock, hip-hop, musique électronique…), officielles ou plus alternatives, tendance sans doute provoquée ou accentuée par le phénomène de la movida. Séville demeure toutefois moins dynamique que sa voisine Grenade, qui propose une offre plus étoffée. Enfin, Séville est le berceau de plusieurs interprètes musicaux de styles divers : La Mala Rodríguez et Dogma Crew (hip hop), Triana et Smash (rock progressif), Narco (rap et metal), Parachokes (rock), Reincidentes (punk rock).

### Festivals
- Biennal de Flamenco[70] ;

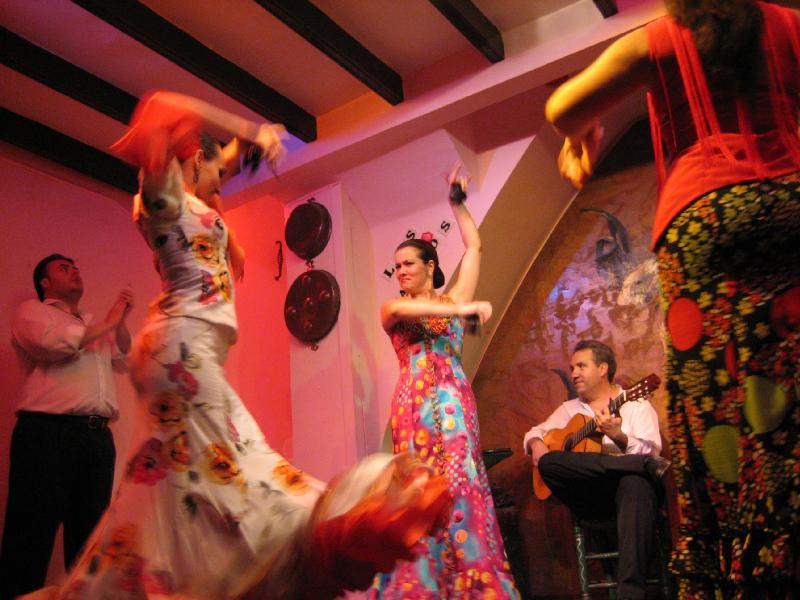
Une danseuse de Flamenco.

- festival del cine 100% europeo (novembre)[71] ;
- festival iberoamericano Sevilla entre culturas (janvier) ;
- festival internacional de música antigua (mars) ;
- South Pop Festival - Festival de música independiente Ciudad de sevilla (mars) ;
- festival audiovisual Zemos98_9 (mars) ;
- festival internacional de teatro (mars) ;
- Territorios Sevilla - Festival internacional de música de los pueblos (mai-juin) ;
- divers festivals de flamenco ;
- concerts d’été en plein air.

## Culture populaire

### Fêtes locales
Séville est une ville de fêtes, profanes et sacrées. Marquée par une intense religiosité, elle célèbre tout au long de l'année divers saints patrons locaux. La plus célèbre et la plus importante festivité chrétienne est la fameuse Semaine sainte, qui forme avec la non moins renommée Feria de Abril, le cycle des Fiestas Primaverales, les Fêtes de Printemps, les plus populaires et fréquentées. C’est à cette période de l'année que les réjouissances battent leur plein.

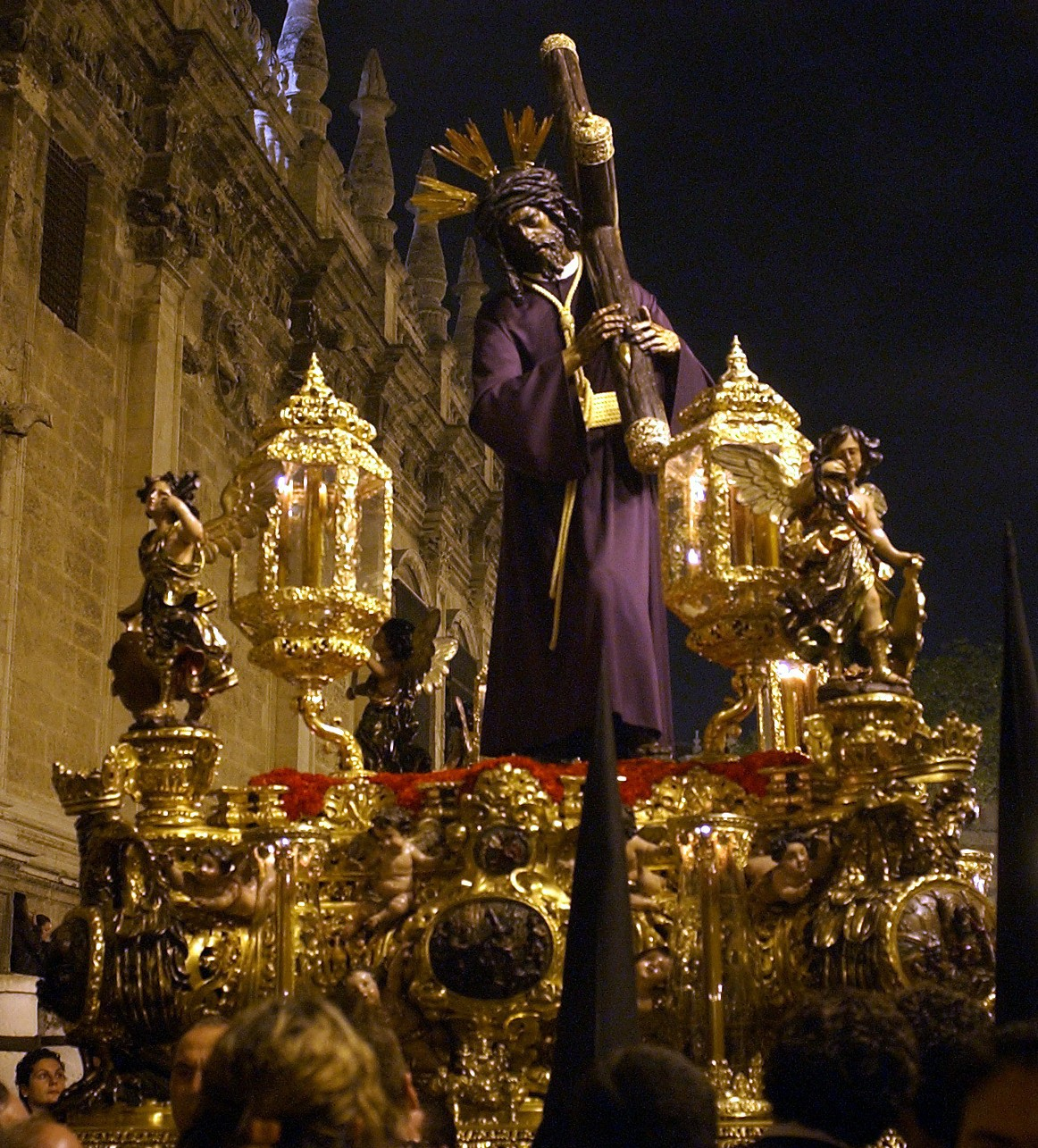
La Semaine sainte.

#### Les fêtes religieuses
La Semana Santa de Séville est la plus fameuse d'Espagne. Elle attire des centaines de milliers de croyants et de non-croyants (600 000 selon des estimations de 1999) qui viennent admirer les processions des 57 confréries de la ville. La Semaine sainte a lieu du dimanche des Rameaux (Domingo de Ramos) au dimanche de Pâques (Domingo de Resurrección), et atteint son paroxysme lors de la Madrugá, dans la nuit du jeudi au vendredi saint, quand sortent les congrégations les plus emblématiques de Séville. Elle donne lieu à une grande animation dans la ville, dont les hôtels, bars et restaurants ne désemplissent pas.
La Romería del Rocío constitue le deuxième grand rendez-vous du calendrier festif religieux local. Cinq confréries sévillanes participent à ce grand pèlerinage qui conduit vers la basilique du Rocío, à Almonte dans la province de Huelva, des centaines de milliers de fidèles de toute l’Andalousie venus à pied, à cheval ou en calèche vénérer l'image de la Vierge qui est sortie de l’église les dimanche et lundi de Pentecôte. Les confréries sévillanes partent pour Huelva le mercredi précédant la manifestation, pour rejoindre sur les routes et chemins leurs coreligionnaires.
Le saint patron de la ville est célébré à l'occasion du Día de San Fernando le 30 mai. Les sévillans fêtent saint Ferdinand III de Castille, le souverain qui reprit la ville aux musulmans en 1248. Son corps est exposé à la population dans la chapelle royale de la cathédrale, où il repose. Une messe est célébrée en son honneur ; elle est suivie d’une procession menée par la corporation des ingénieurs de la ville, dont saint Ferdinand est le patron. Une fête similaire a lieu à la saint Clément, le 23 novembre, jour anniversaire de la conquête de Séville. À cette occasion, le conseil municipal, précédé par le maire qui porte l’épée du saint, effectue une procession, cette fois à l’intérieur de la cathédrale.

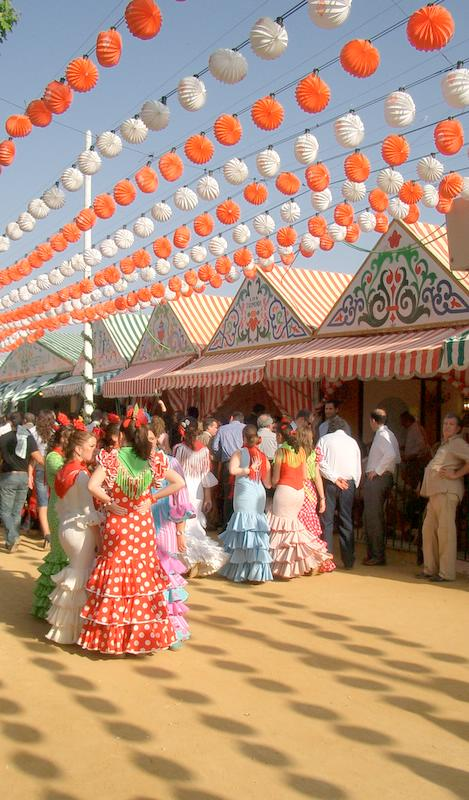
La Feria de Abril (« la fête d’avril »).

Le Día del Corpus représente un autre moment fort de la vie liturgique. La Fête-Dieu est célébrée depuis le Moyen Âge avec une grande ferveur. Après la messe célébrée en la cathédrale, un long cortège mettant à l'honneur le Saint-Sacrement prend possession des rues de la ville, recouvertes de thym et de romarin, au son des cloches de la Giralda et d’orchestres. Toutes les autorités civiles, militaires et religieuses de la capitale andalouse y prennent part : archevêché, mairie, université, police, armée, confréries, chapitre cathédral. Une course de taureaux est organisée à l’occasion.
La Virgen de los Reyes est célébrée le 15 août. Cette fête est organisée en l'honneur de la Vierge des Rois, patronne de Séville et de son archidiocèse depuis 1946. Sa statue, qui aurait été commandée par Ferdinand III après un rêve, trône au centre de la chapelle royale. Cette même statue aurait accompagné le saint lors de son entrée triomphale dans Séville. Toujours est-il que la sainte effigie est emmenée en procession le matin du quinze août, accompagnée par les autorités religieuses et le conseil municipal.
La Inmaculada Concepción (Immaculée Conception) est fêtée dans toute l'Espagne, le 8 décembre, en l'honneur de la conception de la Vierge-Marie exempte de la tache du péché originel. À Séville, cette tradition est vécue avec une ferveur particulière. Outre les messes, la manifestation la plus populaire a lieu sur la Plaza del Triunfo où se regroupent les tunas de la ville pour entamer des chants en honneur de Marie de Nazareth. Il convient également de signaler l'existence de Los Seises, un groupe de dix enfants (à l'origine six, d'où leur nom) âgés entre 9 et 12 ans, dont l'existence remonte au milieu du XVe siècle. Ils forment un petit groupe de danse et de chant très apprécié, chargé d’accompagner la procession du Corpus Christi et de la Inmaculada.

#### Fêtes populaires

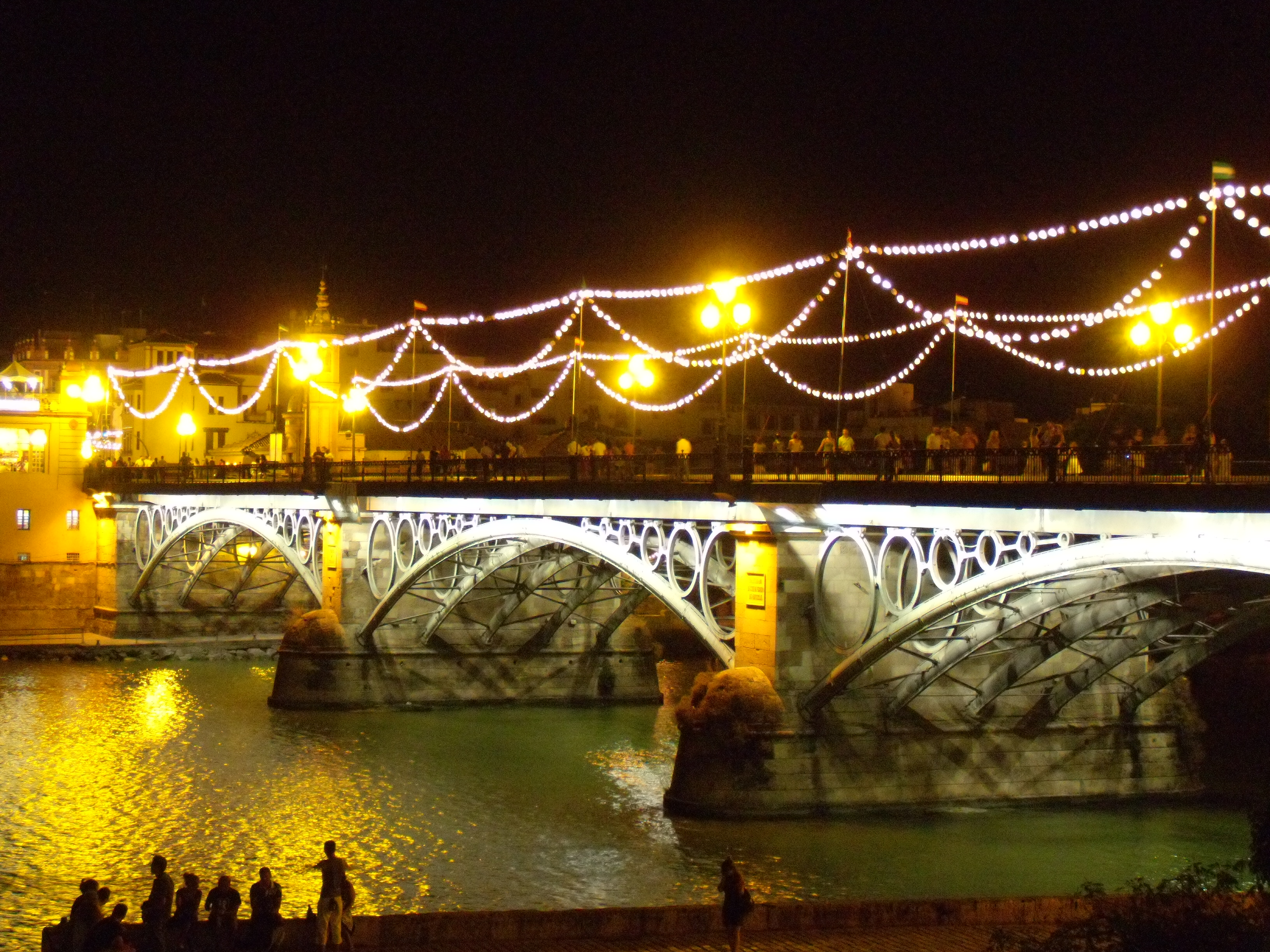
Le pont Isabelle-II au cours de la Velá de Santiago y Santa Ana.

La Feria de Abril est la grande fête populaire de Séville, organisée depuis 1847. Des dizaines de milliers d'autochtones et de visiteurs évoluent sur le Real de la Feria, vaste esplanade décorée et illuminée. Y sont regroupées des centaines de casetas : des baraques colorées, où l’on boit, mange et danse jusqu’à épuisement, au rythme de la sévillane. La journée, le Real est le théâtre d’un défilé équestre informel, et des corridas sont données chaque soir.
La Velá de Santiago y Santa Ana remonte vraisemblablement, quant à elle, au XIIIe siècle. Ces festivités ont lieu annuellement autour du 25 juillet. Elles mêlent le profane au religieux. Aux célébrations liturgiques s'ajoute en effet la fête populaire, qui s’installe au bord de la darse du Guadalquivir, dans la calle Betis, à Triana. Des casetas sont montées à cet emplacement, pour permettre à tous de s’abreuver et de se restaurer. Diverses réjouissances sont organisées durant ces quelques jours.

### Tauromachie

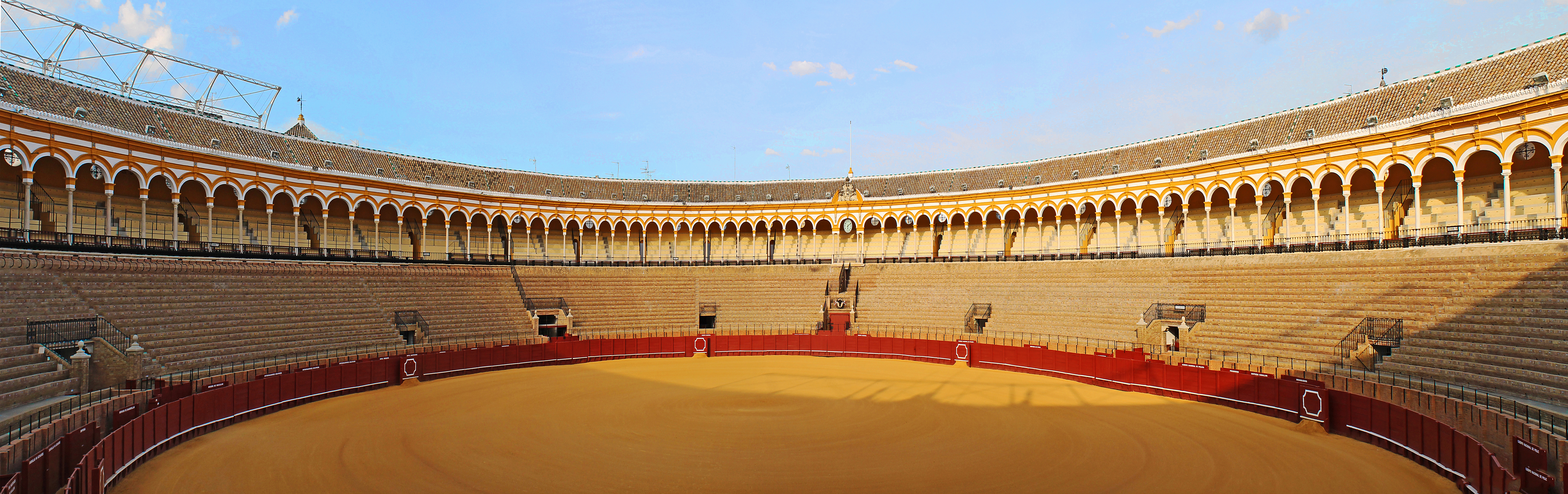
Les arènes de la Maestranza.

Séville est un des hauts lieux de la tauromachie espagnole. Berceau de nombreux toreros et capitale d’une des plus fameuses régions d’élevage de toros bravos, elle est un des plus éminents foyers de l’afición en Espagne. Se produire à la Maestranza est le rêve de tout matador, et les triomphes en ces lieux sont gages d’un avenir prometteur.

#### Les arènes
Les arènes de Séville, les plus anciennes d’Espagne après celles de Ronda, sont classées en première catégorie. Construites à partir du XVIIIe siècle, elles sont la propriété de la Real Maestranza de Caballería de Sevilla, une corporation nobiliaire, composée de descendants de la noblesse andalouse, et fondée par Charles II, en 1670, à partir d’anciennes confréries chevaleresques médiévales. Son rôle était de former à la cavalerie de guerre les officiers de l’armée espagnole, et d’habiliter ces derniers à intégrer les rangs. Ses activités originelles sont clairement liées à l’équitation.
Elle se consacre aujourd’hui à diverses actions de bienfaisance, de mécénat artistique et culturel, ainsi qu’à la promotion de la pratique équestre et de la tauromachie. En ce sens, elle soutient l’école de tauromachie de la ville. Elle est placée sous le haut patronage du roi, Hermano Mayor, depuis le règne de Philippe V, qui lui accorda plusieurs privilèges.

#### Les corridas

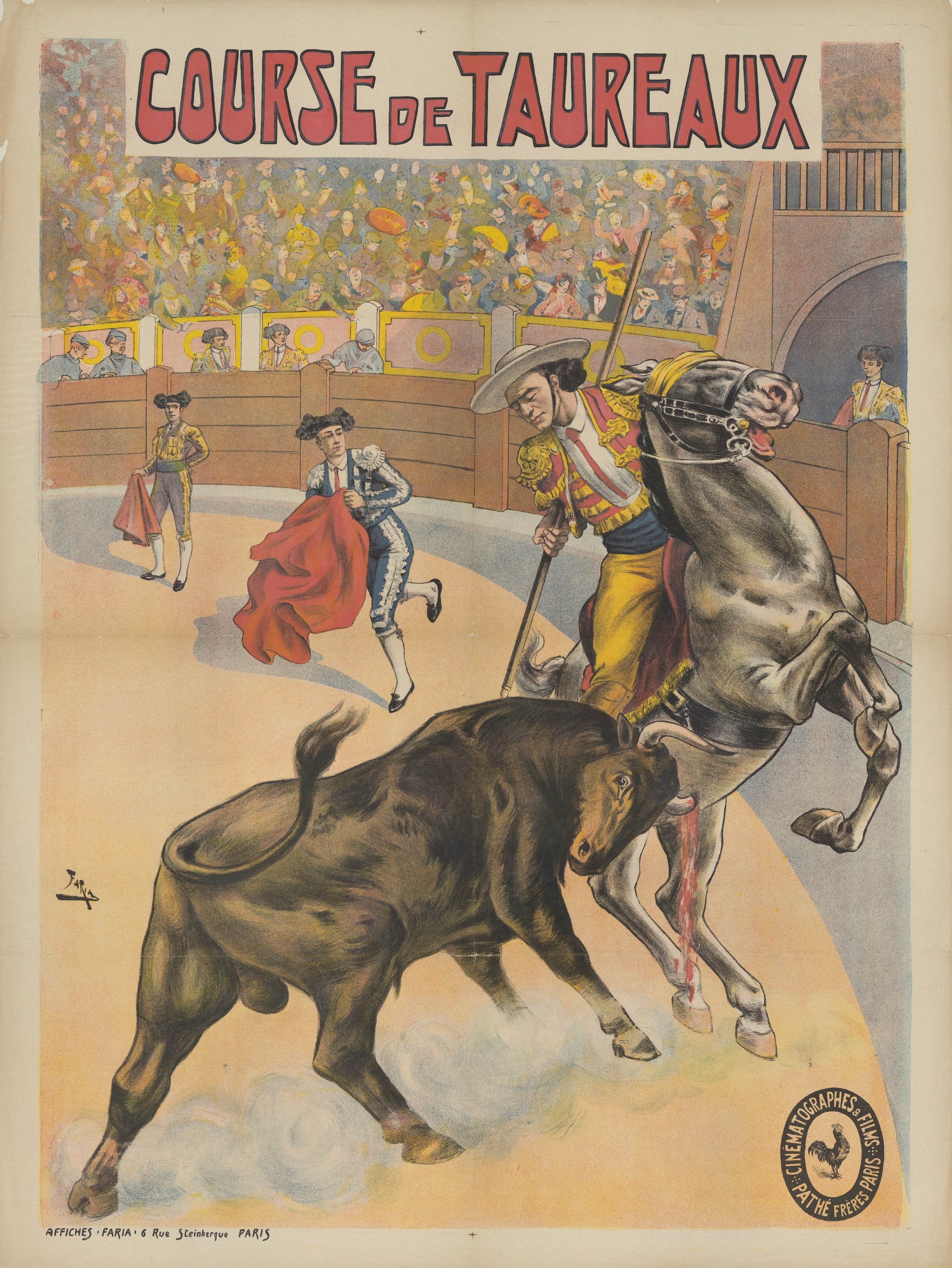
Affiche par Cândido de Faria pour le film Course de taureaux à Séville (1907, Pathé Frères). EYE Film Instituut Nederland.

La Real Maestranza délègue l’organisation des spectacles taurins à un prestataire privé, l’Empresa Pagés, tenue par la famille Canorea. Totalisant environ 35 spectacles annuels (ce qui fait de la Maestranza les deuxièmes arènes d'Espagne, après Madrid), la saison taurine se déroule selon un calendrier traditionnel, dont le commencement est marqué par la corrida du dimanche de Pâques (Domingo de Resurrección), la plus prestigieuse de l’année. Une à deux semaines plus tard se tient la Feria de Abril, constituée d’une série d’une vingtaine de spectacles taurins sur deux semaines. La deuxième partie du cycle coïncide avec la semaine de Farolillos, la Feria de Abril à proprement parler. Une fois la feria achevée, l'activité des arènes perd en intensité. Un cycle de novilladas dominicales a lieu en mai et juin, puis deux courses de taureaux se tiennent à des dates importantes du calendrier liturgique de la ville, pour le Corpus Christi (Fête Dieu), et au 15 août, en honneur de la Virgen de los Reyes. Plus tard, le dernier week-end de septembre a lieu la Feria de San Miguel, qui compte de deux à trois corridas selon les années. Enfin, la corrida de la Virgen del Pilar, le 12 octobre, vient clore la saison.

#### L'afición
La tradition tauromachique est très ancienne à Séville, et surtout très bien implantée. La ville et ses alentours ont vu naître de nombreux toreros, qui ont contribué au rayonnement taurin de la cité. Plusieurs peñas (clubs) taurins rassemblent les aficionados sévillans, tandis que la ville regorge de références à la tauromachie (rues baptisées de noms de toreros, statues…).
Les arènes, d'une capacité de 12 500 places, accueillent un public métissé, de connaisseurs, connus pour leur tendance toreriste. Célèbres pour les silences méprisants qu'elles préfèrent aux huées, ces arènes sont également réputées pour leur propension à se livrer entièrement aux matadors qui l’honorent d’une grande faena. La récompense suprême est octroyée aux toreros ayant coupé un minimum de trois trophées : le triomphateur sort alors par l’illustre Puerta del Príncipe, qui lui assure honneur et renommée.

### Traditions

#### Bars et tapeo
Le bar est un lieu incontournable de la vie sociale sévillane. Les débits de boissons sont légion, tant dans le centre, que dans les quartiers périphériques. Ils sont un point de rencontre entre les habitants d'une rue, les habitués, les employés du secteur et les gens de passage. Une grande majorité de sévillans se rend dans les cafés aux heures du déjeuner, de l'apéritif (deux coutumes qui ont conservé toute leur vigueur), des repas, ou aux moments des pauses au travail. Les établissements sont souvent bondés à midi et, surtout dans la partie historique, le soir, en période de week-end essentiellement.
La tradition du tapeo est très largement répandue dans toute l'Espagne. Toutefois, Séville est réputée pour l’intensité de cette pratique, qui consiste à naviguer de bar en bar, en famille, entre amis, ou entre collègues, afin de partager un rafraîchissement et quelques tapas. Le vin et la bière y sont les breuvages de loin les plus consommés, vendus à un prix modique. Le tout est communément accompagné de tapas, ou de simples cacahuètes, pistaches, pipas, altramuces (lupins) ou olives. Cette coutume du bar appartient au rituel que tous les autochtones accomplissent à une fréquence plus ou moins élevée. Le dîner au restaurant ne répond pas à un usage aussi répandu qu'en France, ou que dans le nord du pays. Les tabernas (tavernes), cervecerías (brasseries), et autres bars concentrent les foules jusqu’à tard le soir. Parmi les zones les plus courues peuvent être citées la Plaza del Salvador, la Calle Adriano (plus généralement les alentours des arènes), le quartier de Santa Cruz (notamment la calle Mateos Gago), le quartier de l’église Santa Catalina ou encore Triana.

#### Vie nocturne

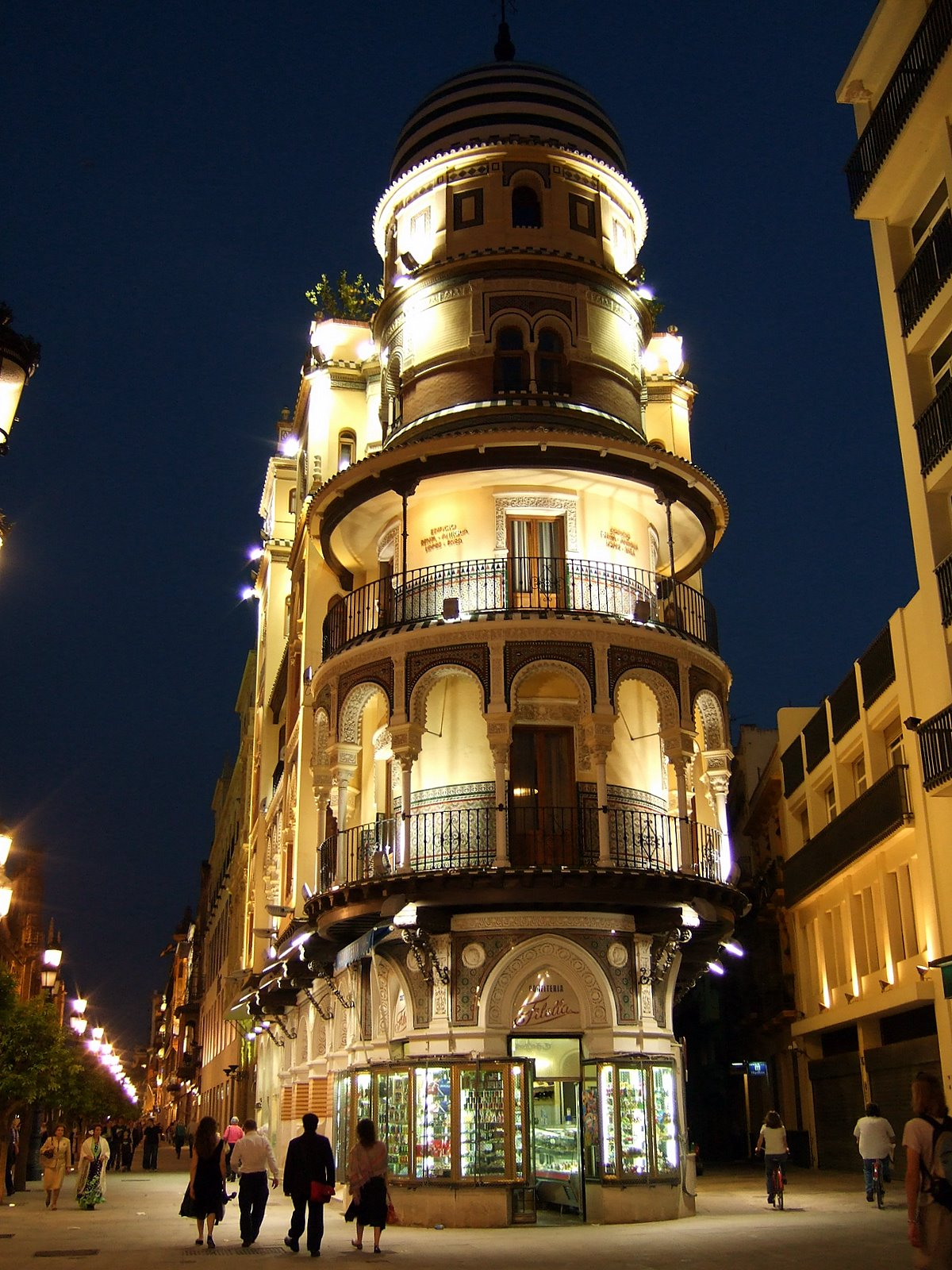
Avenue de la Constitution, la nuit.

Plus tard dans la soirée, certaines rues et places reçoivent les amateurs de fête, qui se rassemblent dans les bars de nuit et discothèques. Le quartier de Triana, et notamment la Calle Betis, au bord de la darse du Guadalquivir, est certainement l'un des plus fréquentés, pour ses bars de nuit ou ses tablaos. Les noctambules amateurs de bars s'agglutinent également sur la plaza de la Alfalfa et ses alentours. Le quartier de l'Arenal attire les férus des boîtes de nuit, lesquels se retrouvent en été aux abords du parc de María Luisa, où abondent les discothèques en plein air. Enfin, la jeunesse plus portée par la musique et l'ambiance alternatives tend à se concentrer le long d'une promenade, la Alameda de Hércules.
Une autre pratique nocturne reste très prisée des jeunes sévillans : la botellona. Cette tradition bien implantée parmi les jeunes dont les moyens ne leur permettent pas de consommer dans les débits de boissons, consiste à acheter au supermarché des bouteilles d'alcool, pour les consommer ensuite en pleine rue, lors d'un botellón, regroupement spontané et improvisé, pouvant réunir au même endroit de quelques individus à plusieurs centaines de personnes. Le gouvernement andalou, à l'instar d’autres communautés autonomes, a toutefois décidé en 2006 de réglementer la tenue des botellones, pour limiter la gêne occasionnée au voisinage, et lutter contre l'alcoolisme. Les municipalités sont depuis lors autorisées à prohiber la tenue de botellones sur la voie publique, et à mettre en place des enceintes à ciel ouvert spécialement affectés à cet usage : les botellódromes, qui connaissent désormais une affluence imposante.

### Gastronomie
(mai 2014).
La gastronomie populaire sévillane est fortement influencée par la cuisine méditerranéenne, à base de poissons, d'huile d'olive, de nombreux fruits et légumes. Elle accorde également une large place aux produits régionaux des provinces voisines : charcuteries, viande de porc, de taureau… Elle se distingue par la simplicité des mets que l'on préfère généralement cuisinés nature, grillés ou sautés : les plats élaborés ou en sauce, si prisés des Basques ou des Navarrais, pour lesquels la cuisine est une institution, connaissent un écho plus limité.
Au premier rang de la gastronomie sévillane figurent les productions régionales, qui entrent souvent dans la composition des tapas :

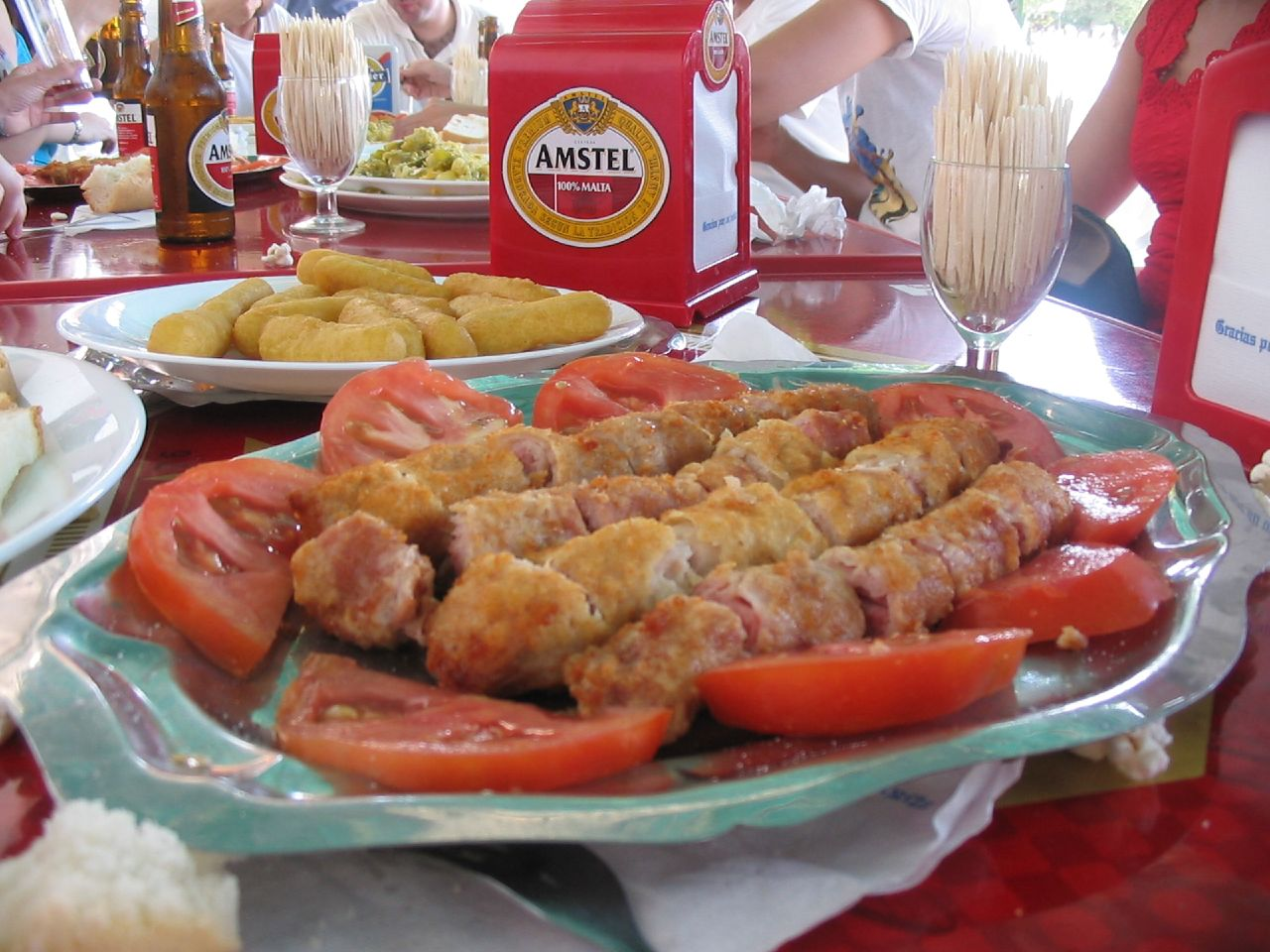
Flamenquines.

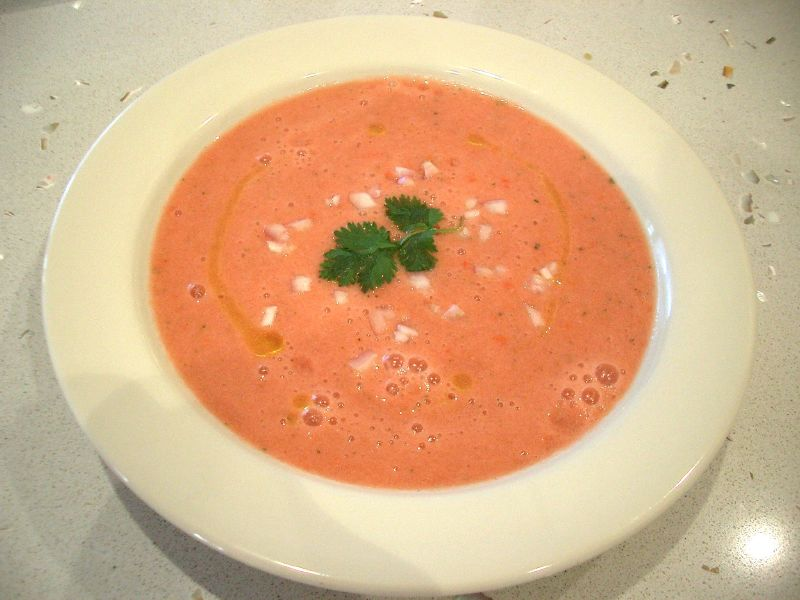
Gaspacho.

- charcuteries : jambon ibérique, chorizo, boudin (morcilla), lomo (filet de porc) ;
- fromages de brebis et de chèvre ;
- poissons et mollusques ;
- olives ;
- agrumes.

Parmi les mets les plus fréquents se retrouvent :
- le cocido andaluz : sorte de pot-au-feu local, à base de bœuf, de boudin, de chorizo, de lard, de pommes de terre ;
- la pringá : mets composé à l'origine des restes de viandes du cocido andaluz, hachés et recuits à l'huile d’olive et souvent assaisonnés de tomate et de piment. Aujourd’hui fréquemment cuisinée expressément, elle est généralement servie en tapa sous forme de montadito, dans un petit pain ;
- les huevos a la flamenca : œufs sautés avec tomates et chorizo ;
- le flamenquín : roulé frit de jambon de montagne ou d'York et de filet de porc (lomo) ;
- les salades composées diverses : ensaladilla rusa ;
- les épinards à la sévillane : cuits avec des pois chiches et du cumin ;
- le solomillo : filet mignon de porc, cuisiné à l'ail et flambé au whisky, ou servi accompagné d'une sauce au roquefort ;
- les fritures de poissons (morue, éperlans, anchois…) et de mollusques (calamars, seiches…) ;
- la queue de taureau, cuisinée en ragoût ;
- le gaspacho : soupe froide à base de tomates, de concombre, d'ail, d'oignon de poivron, de pain, d'huile d'olive et de vinaigre ;
- le salmorejo : sorte de gaspacho très épais, accompagné d’œuf dur mouliné ou de dés de jambon ;
- gambas à l'ail ;
- les albóndigas : diverses boulettes de viandes ou de poissons, assaisonnées de divers condiments, panées puis frites ;
- les papas aliñás : pommes de terre, qui une fois cuites, refroidissent en marinant dans un mélange d'huile d'olive, d'oignon haché, de persil et de vinaigre de Jerez.

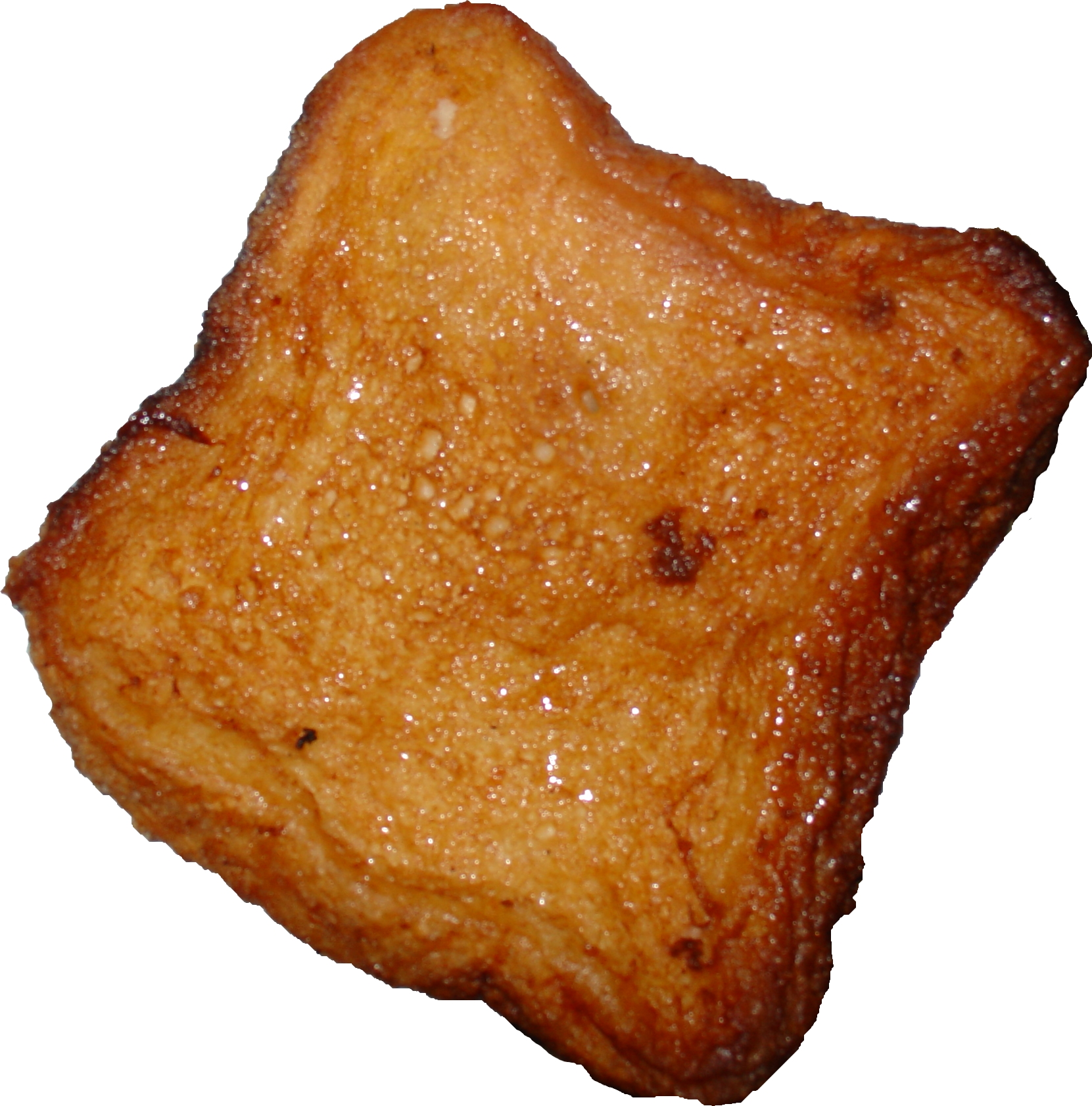
La Torrija, le pain perdu andalou.

Les pâtisseries, généralement issues de la tradition orientale, sont fort prisées à Séville. Les plus fameuses trouvent leurs origines dans les très nombreux couvents de la ville, dont certains continuent à les produire et à les commercialiser :
- les pestiños : petits beignets enrobés de miel, et parfumés au sésame et à la cannelle ;
- les cortadillos : pâtisseries à base de farine et de saindoux, parfumés à la cannelle et à la liqueur d'anis et farcis de cheveux d'ange ;
- les torrijas : sorte de pain perdu ;
- les yemas : jaunes d’œufs cuits mélangés à du sucre et aromatisés à la vanille.

La confiture d'écorces d'oranges amères est également très prisée. Une autre spécialité très appréciée au petit déjeuner est la tostaíta, simple pain grillé, frotté à l’ail puis arrosé d’huile d’olive. On lui ajoute ensuite, selon les goûts, divers ingrédients : jambon, tomate…

## Séville et la littérature
Les principales personnalités écrivant des poèmes en Al-Andalus comprennent des rois, visires, princes, califes et gouvernants de tout type; des docteurs,et autres connus simplement comme des poètes ou érudits.

Ce sont entre autres Wallada, Ibn Saïd, l'abadí Al Mutamid ibn Abbad de Séville, Ibn Ammar de Taïfa de Séville; Abd al-Rahman V de Cordoue; Ibn Abd Rabbih, Ibn Zeydoun, al Ramadi ou Ibn Hazm de Cordoue.

## Sports

### Équipements

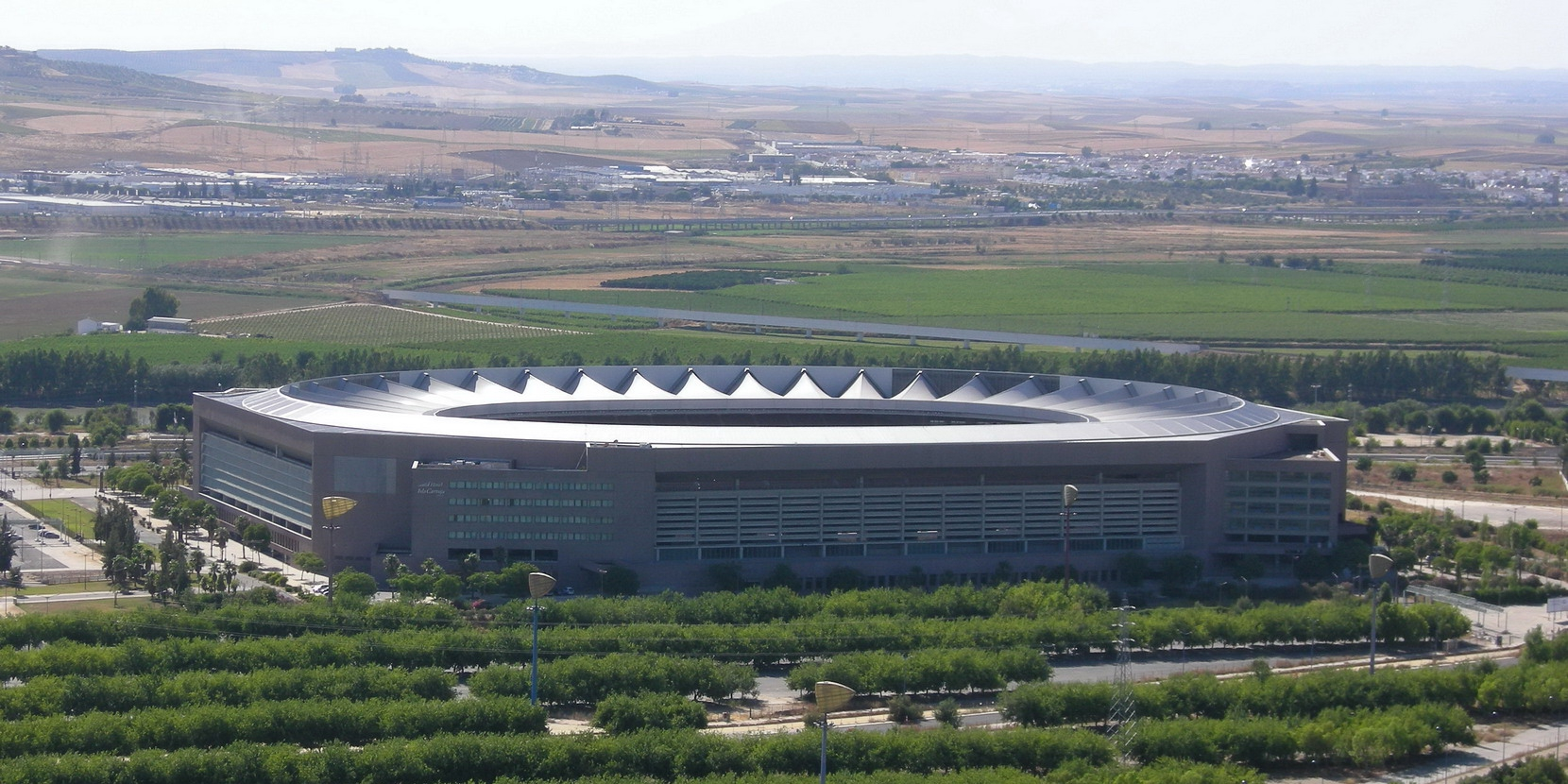
Le stade olympique de Séville.

La ville de Séville possède de très nombreux équipements sportifs construits durant les dernières décennies. Outre les installations de proximité, destinées à l'usage de la population, Séville possède trois stades de grande capacité, où évoluent les équipes locales, et sont organisés des évènements sportifs ou culturels nationaux et internationaux. Le stade Benito-Villamarín, inauguré en 1997 et inachevé (il reste un quart à finir), accueille les matchs de l'équipe de football du Real Betis Balompié. Actuellement, il dispose de 55 000 places. Le stade Ramón-Sánchez-Pizjuán date de 1958. Il est utilisé par l'équipe du Séville FC et compte 45 500 places. Enfin, en 1999 fut inauguré le Stade olympique de la Cartuja, un équipement omnisports de 72 000 places, qui accueille divers évènements sportifs et culturels.

### Événements sportifs

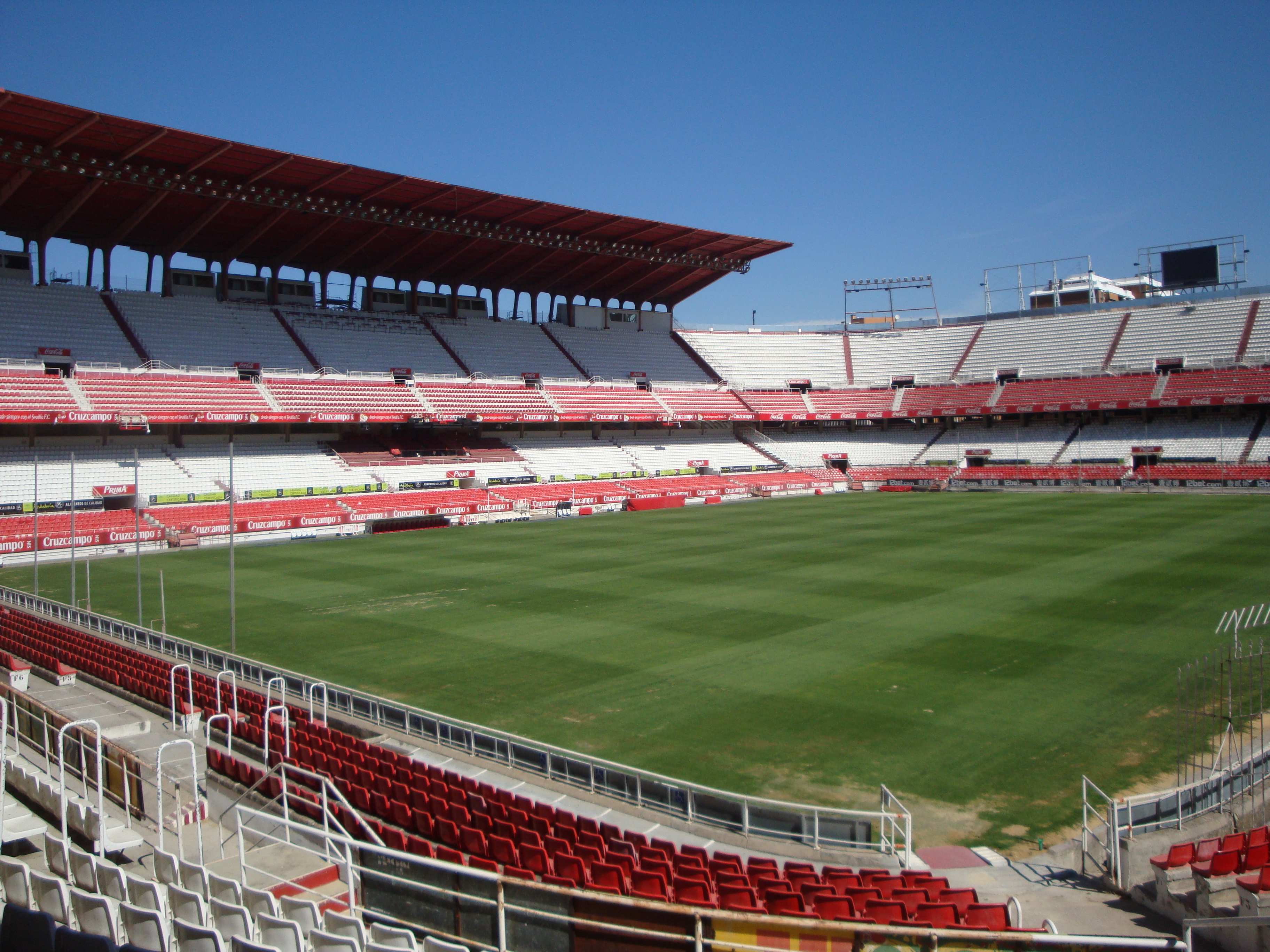
Le stade Ramón-Sánchez-Pizjuán, stade de l'équipe du Séville FC.

À la suite de l'Exposition universelle de 1992, et la déprime qui s'est alors emparée de la ville, la municipalité a, entre autres mesures de relance de l'économie locale, lancé un plan de promotion et de développement de la dimension sportive de la ville, intitulé Sevilla, la ciudad del deporte (Séville, la ville du sport).
La ville a alors présenté sa candidature à l'organisation des Jeux olympiques de 2004, sans succès, la taille modeste de la cité et la récente tenue des Jeux olympiques à Barcelone en 1992 l'ayant disqualifiée dès le départ. Le même scénario s'est reproduit pour les Jeux olympiques de 2008.

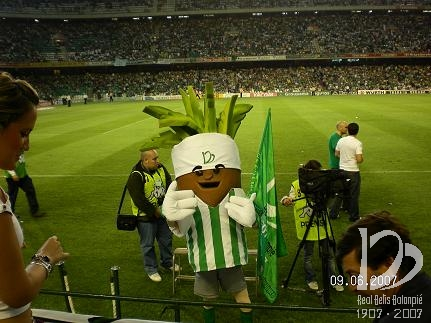
Palmerín mascotte de l'équipe de football, Betis.

Néanmoins, en 1995 est engagé le projet de construction du stade olympique de La Cartuja, qui voit le jour en 1999, avec une inauguration par le roi d'Espagne. Ce nouvel équipement avait pour objectif de promouvoir l'image sportive de la ville et de permettre l'organisation de grands événements sportifs d'envergure internationale. Depuis 1999 ont eu lieu en ces lieux les championnats du monde d'athlétisme 1999, la finale de la Copa del Rey (en 1999 et 2001), la finale de la coupe de l'UEFA (en 2003), le championnat du monde de supercross (en 2003), la finale de la Coupe Davis (en 2004 et en 2011) ainsi que divers matchs de la sélection de football espagnole.
Par ailleurs, la ville a accueilli les événements suivants : les championnats d'Europe de natation en 1997, le mondial de gymnastique rythmique en 1998, la coupe du monde d'aviron et de canoë-kayak en 2001, les championnats du monde d'aviron en 2002, la Coupe du monde de golf 2004 et des matchs de la phase préliminaire du championnat du monde de handball masculin 2013.

### Équipes sportives
Plusieurs équipes sportives sévillanes évoluent dans les compétitions nationales, les plus célèbres d'entre elles étant les équipes de football locales, le Séville FC & le Real Betis Balompié, deux clubs rivaux dont les rencontres déchaînent les passions.
Séville s'illustre dans d'autres disciplines avec des équipes telles que le C.D. Universidad de Sevilla (hockey en salle), l'Universidad de Sevilla et le Real Ciencias Rugby Club (rugby à XV), ou encore le Club Baloncesto Sevilla "Cajasol" (basket-ball).

## Personnages illustres
- Abu Bakr Ibn al-Arabi

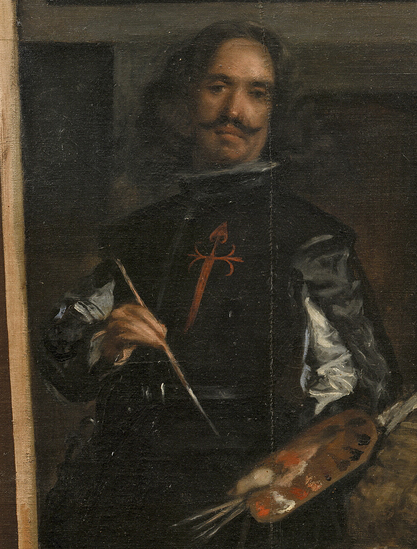
Le peintre Vélasquez, par lui-même.

- Vicente Aleixandre, poète et Prix Nobel
- Marquis de Alta Villa (1845-1909)
- Sainte Angela de la Cruz (1846-1932)
- Gustavo Adolfo Bécquer, poète romantique
- Sebastián Fox Morcillo (1526-1559), philosophe
- Felipe González
- Eugenio Hermoso
- Ibn Zuhr (ابن زهر) Avenzoar
- Ibn al-Awam (ابن العوام)
- Isidore de Séville
- Jabir Ibn Aflah (أبو محمد جابر بن أفلح)
- Léandre de Séville
- Ángeles López de Ayala (1858-1926), écrivaine et femme politique féministe[83]
- Antonio Machado
- Carmen Tórtola Valencia (1882-1955), danseuse et chorégraphe
- Bartolomé Esteban Murillo, peintre baroque
- Paquita Rico (1929-2017), actrice, célébrité de Triana
- El Risitas (1956-2021), humoriste
- Joaquín Turina, musicien
- Diego Vélasquez, peintre baroque
- Manolo Valiente (1908-1991), sculpteur
- Juan de Valdés Leal (1622-1690), peintre espagnol du XVIIe siècle.
- Ibrahim ben Youssef (?-1134), wali de la ville et général almoravide.
- Diego Mateo Zapata (1664-1745), médecin
- Amalia Domingo (1835-1909), écrivaine féministe.

## Jumelages
- Casablanca (Maroc) depuis 2023
- Buenos Aires  Argentine
- Carthagène des Indes  Colombie
- Columbus  États-Unis
- Cracovie  Pologne
- Düsseldorf  Allemagne
- Guadalajara  Mexique
- Kansas City  États-Unis, depuis 1969

Pacte d'Amitié et de Coopération signé avec Rome (Rome n'est jumelée qu'avec Paris, et ce, réciproquement)

### Infographies
- Cécile Bertrand, « Il y a 500 ans, le premier tour du monde de Magellan et Elcano », sur Le Figaro, 9 août 2019 (consulté le 10 août 2019).